# Széchenyi István utca (Miskolc)
A Széchenyi István utca  1874-től viseli „a legnagyobb magyar” nevét, a helyiek szóhasználatában szinte kizárólag Főutca, Miskolc belvárosának legjelentősebb és egyben egyik leghosszabb útja. Az utca 1984 óta teljes hosszában sétálóutca. Korábban – a villamos két sínpárját közrefogva – kétszer egysávos úton haladt a közúti forgalom rajta, ami azonban az út csekély áteresztő képessége miatt igen megterhelte a Széchenyi utcát. A 20. század utolsó évtizedeire nagyon lelassult a forgalom és állandósultak a torlódások, ezért elkerülhetetlenné vált az újonnan kialakított északi és déli tehermentesítő útra terelni a forgalmat. Ugyancsak gondot jelentettek az utca két oldalán futó keskeny, ezért nagy gyalogosforgalmat lebonyolítani nem képes gyalogos járdák. A sétálóutca kialakítása óta csak gyalogosok és villamosok közlekednek az úton.
A Széchenyi utca a Városház térről indul, és az Ady-hídig, azaz a Király/Ady Endre utcáig tart. Az utcából több utca és tér is nyílik: északi oldalán a Kossuth Lajos utca, a Déryné utca, a Kazinczy Ferenc utca, a Szentpáli István utca, déli oldalán pedig az Erzsébet tér, a Rákóczi Ferenc utca, a Kandia köz, a Szemere Bertalan utca, a Royal köz, a Corvin utca, valamint a Munkácsy Mihály utca. Nyugaton – a Városház téren túl – a Hunyadi utcában folytatódik, keleti végében a Király/Ady Endre utca keresztezi, majd a Bajcsy-Zsilinszky Endre utcában folytatódik. A Széchenyi utca nagyjából a Szinva folyását követi, ezért vonala nem egyenes, dél felé ível (legnagyobb „belógása” 80 méter), hosszabb részt nem is lehet belátni belőle. Nyugati irányban enyhén emelkedik. Legnagyobb szélessége 32 méter az Ady hídnál, legkeskenyebb, 14 méter a színháznál, átlagos szélessége 22 méter.
A Főutcát lakó- és üzletházak szegélyezik, ezek közül több történeti fontosságú, műemlék, vagy helyi védelmet élvez, némelyikük látványosabb, mások szerényebb megjelenésűek. Többjük eredeti funkcióját már elvesztette, de más célra változatlanul használatban van. A Széchenyi utca legjelentősebb épületei között megemlíthető a szerencsétlen sorsú Avas vagy Korona szálló és a szerencsésebb Pannónia szálloda, a Vám- és Pénzügyőrség által használt Biztosítópalota, a Miskolci Galériának helyet adó Dőry-kúria, Miskolc első emeletes háza, a bájos Majzler-ház, a híres Weidlich-palota, az utcára belógó homlokzatával a Miskolci Nemzeti Színház, a Három Rózsa Szálló a Villanyrendőrnél, a Miskolc első telefonközpontjának helyet adó Silbiger-ház, vagy az utca keleti végét lezáró Singer-palota. A 2000-es években minden hónap első vasárnapján nagy érdeklődéssel kísért régiségvásárt rendeznek a főutcán, amelyre még külföldről is érkeznek érdeklődők. A vásár igénybe veszi a teljes Széchenyi utcát és a betorkolló tereket.

## Története

### Az utcaszerkezet kialakulása
Miskolc 11. századi szerkezetére ásatási eredmények alapján lehet következtetni. Az akkori város még igen kicsiny és falusias jellegű volt, nyugat-kelet irányban a piactól (mai Városház tér) a Rákóczi utcáig (Sötétkapu), déli irányban pedig a Szinváig terjedt. Utcanevekről ebből az időszakból nincs információ, de az látható, hogy a mai Széchenyi utca kezdeménye már megvolt, és irányát, futását a Szinva határozta meg. A Szinvára az idők folyamán malmok sora épült, és ezek fennmaradtak egészen az 1878-as árvízig. Egy 1376-ban kiadott oklevél már nagyobb, utcákra tagolt településről számolt be. Ismert volt többek között a Piac utca (a mai Városház tér és Széchenyi utca nyugati, „felső” szakasza), a ma is létező Hunyad utca (a Széchenyi utca nyugati folytatásaként, innen indult a diósgyőri országút), a Városház tértől északra futó Mészár utca (mészárszékek települtek ide) stb. Erre az időre kialakult a Miskolc belvárosára ma is jellemző utcahálózat, amely a mai Széchenyi utcára épül, és amelyet ebből kiágazó, valamint ezzel párhuzamos utcák hálózata alkot. A tehetősebb miskolciak, a nemesek kőházakban laktak, és házukat a Piac utcára igyekeztek építeni. 1504-ben már több kőházat említ egy forrás, 1690-ben húsz nemesi ház állt az utcában.
Miskolc kora középkorban kialakult úthálózata lényegesen nem változott a következő évszázadokban sem. A Piac utcát először egy 1548. évi dokumentum említette magyar nyelven: Pyach, azelőtt többnyire „theatrum”-nak írták, piactér értelemben. A szoros telekkiosztás miatt a házak keskeny szalagtelkeken, szorosan egymás mellett álltak, és ez tömör, egybefüggő, városias képet adott a miskolci főutcának. Egy 1700-as évek elején készült összeírás (Kötelkönyv) a Piac utcát „Derék Piacz ucza” néven jegyezte fel (ez valószínűleg a mai Rákóczi utca Szinváig tartó rövid szakasza lehetett, ami akkor tágas térnek számított). A Piac utca felső szakaszát Felső-Piac néven említették, ez a Sötétkaputól a Városház térig terjedt, az utca folytatását keleti irányban Alvég vagy Alsó-Piac névvel jelölték. A főutca a 16. században még csak a mai Villanyrendőrig ért, de 1702-re már elért a Pecéig. A főutca szerkezetében sajátos változás következett be, főleg az északi, keleti részeken: a telkek felaprózódtak, a keskeny telkek hátsó részeit is beépítették, de ezek bejárata is a főutcáról nyílott. Így alakultak ki a közös bejáratú „zugok”, amelyek ma is megfigyelhetők. A mai Széchenyi utca 91–101. számú kapuhoz például hat önálló telek kapcsolódott. Miskolc belterületének első kataszteri térképe 1817-ből maradt fenn, Domby István mérnök munkája. Az egyébként nem túl nagyméretű térkép igen részletes, és helyes méretarányban készült, segítségével pontosan behatárólhatók Miskolc régi épületei.
Miskolc építkezésében, utcahálózatának későbbi kialakításában nagy szerepe volt az 1878-as árvíznek, de ez a Széchenyi utca vonalvezetését alig befolyásolta. A romba dőlt, megsérült épületeket folyamatosan felújították, illetve újakat építettek. Miskolc részletes térképét Adler Károly főépítész készítette el 1894-ben, az erre épült városrendezési terv megvalósult elemei a mai napig meghatározzák Miskolc megjelenését. Ezen a térképen a főutca már Széchenyi István nevét viseli. Széchenyi megbecsült politikus volt a városban, többször járt ott. Nagyobb összeggel járult hozzá a Színház építéséhez, évi páholybérlete volt, és tiszteletbeli tagja volt a Miskolci Kaszinónak. Halála után Miskolc minden templomában gyászmisét tartottak emlékére. Szállodát, boltot neveztek el róla, de (azóta eltűnt) szobrokról is szólnak források. 1874-ben (más forrás szerint 1861-ben) határozott a város arról, hogy főutcáját róla nevezi el.
Az árvízi helyreállítások után a meglévő reprezentatív épületeket (pl. Almássy-kúria, Megyeháza, Dőry-kúria, Nemzeti Színház, Városháza, Három Rózsa Szálló) követve sorra épültek a főutca jellegzetes épületei, például a Miskolci Takarékpénztár, a Szirmay-kúria, a Korona szálló, a Pannónia szálloda, az Arany Szarvas Gyógyszertár épülete, majd a 20. század elején is folytatódott az építkezés (Rosenwasser-palota, Weidlich-palota, Hitelintézeti palota stb.). Építkezések a 20. század második felében is voltak, ezek azonban – az esetek többségében – nem nyerték el a miskolciak tetszését. Voltak tervek a főutca teljes rekonstrukciójára (az úgynevezett tömbrehabilitáció keretén belül), de ez nem valósult meg teljeskörűen.
1947-ben, amikor sor került a Nagy-Miskolc létrejötte után többszörösen előforduló utcanevek rendezésére, ez az utca tarthatta meg Széchenyi nevét. Diósgyőrben Szervezet utca lett az új név, Hejőcsabán rövid időre Bárczay Miklós utca, amit már 1948-ban átneveztek Sütő János utcára.

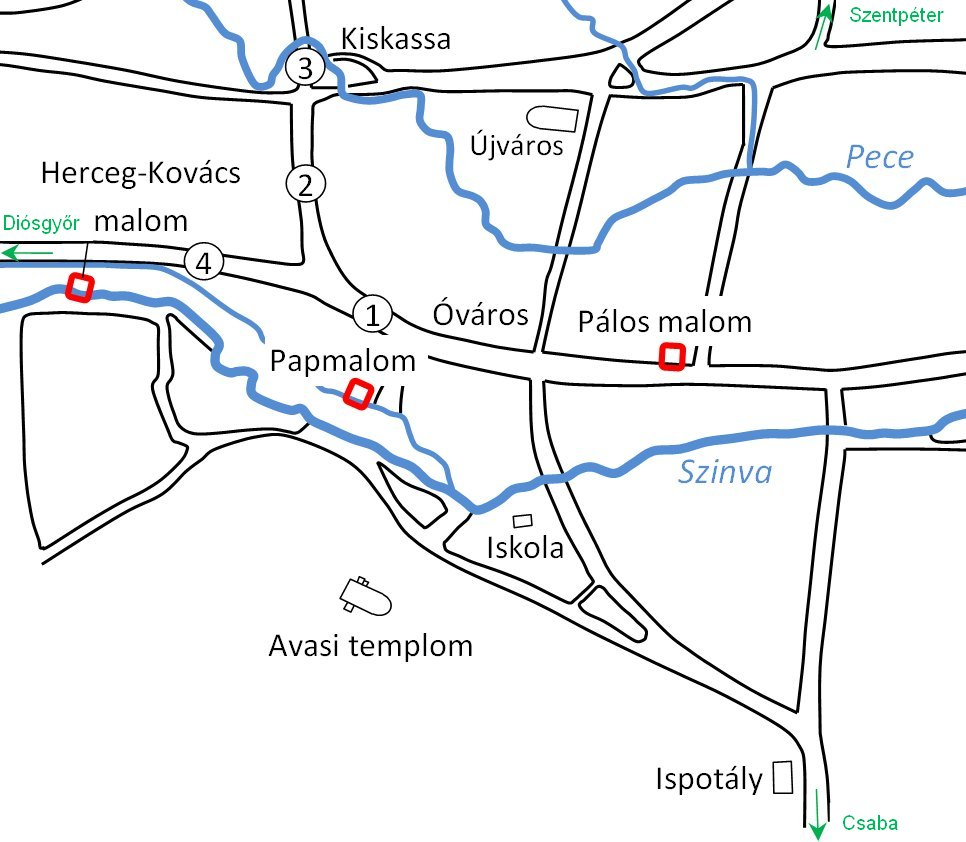
Miskolc városszerkezete a középkorban (utcák: 1 – Piac, 2 – Mészár, 3 – Fábián, 4 – Hunyad)
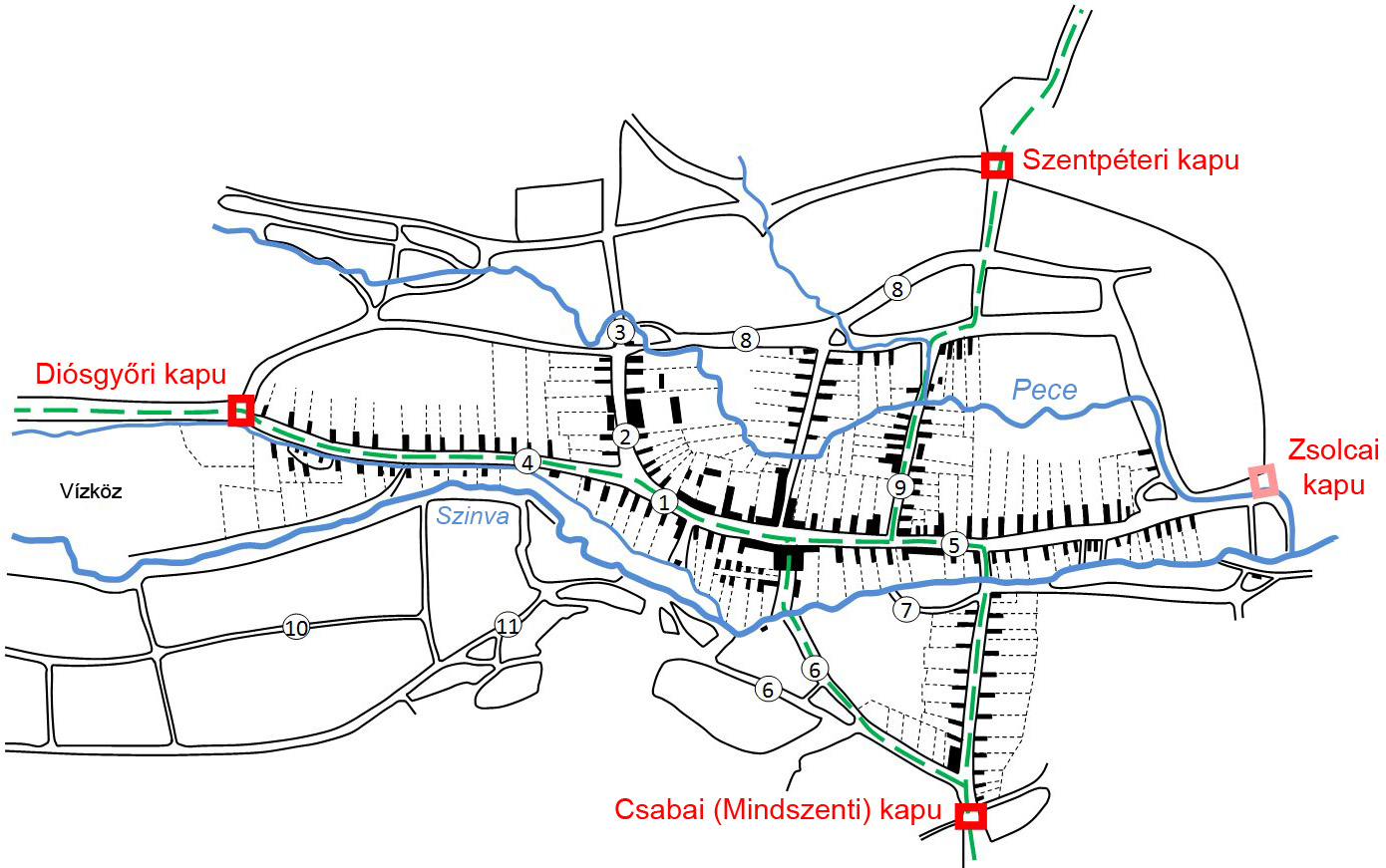
Miskolc térképe a 16–17. században (utcák: 1 – Piac (Derék), 2 – Mészár, 4 – Hunyad, 5 – Alsó piac stb.)
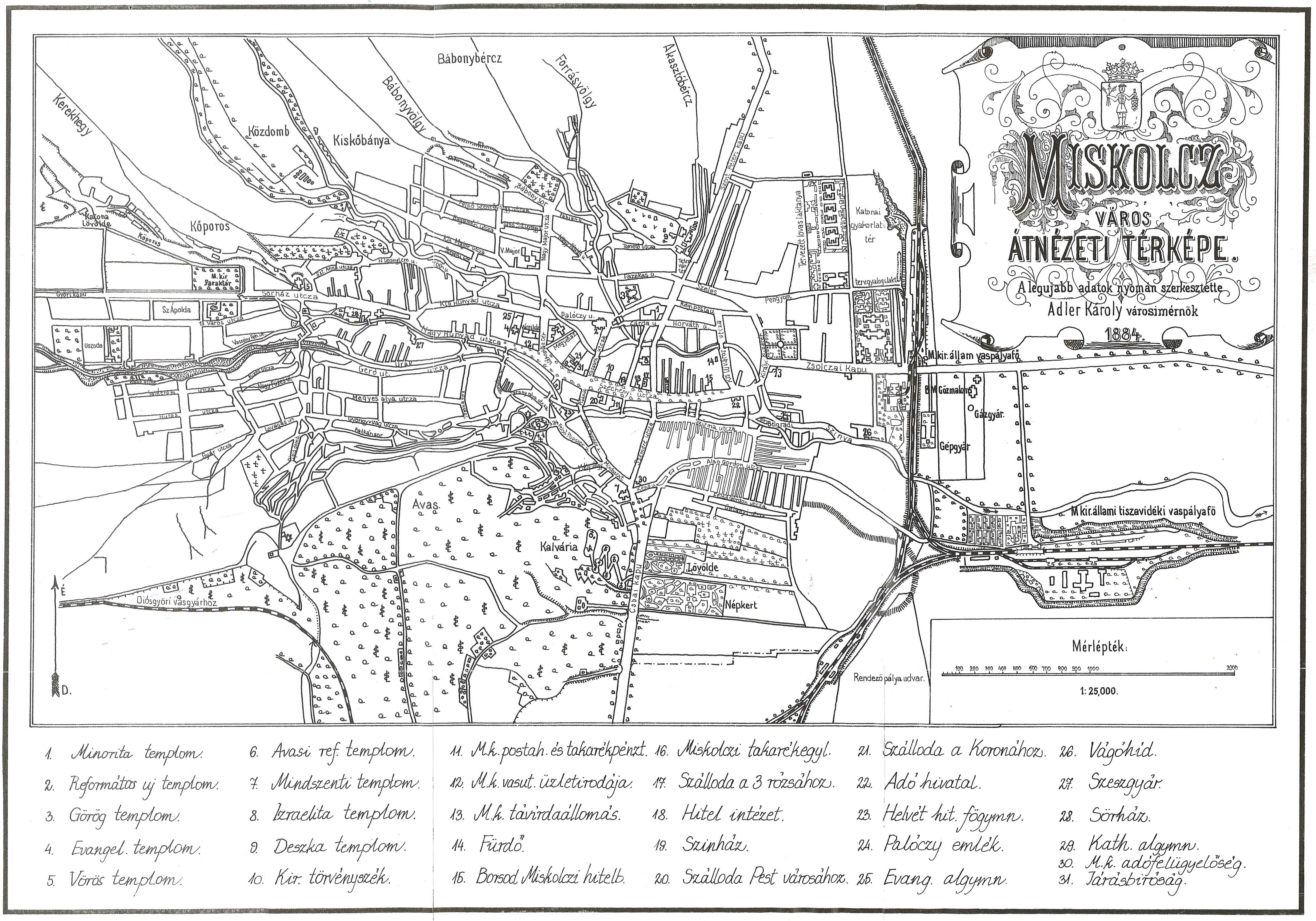
Az Adler-féle Miskolc-térkép 1894-ből

### A házak számozása
A Széchenyi utca házszámozása – főleg az út keleti szakaszán – látszólag ellentmondásos (például a 49. szám után az 59., vagy a 67. szám után a 83. következik), amit azonban a főutcára jellemző szalagtelkeken történt bontások és beépítések, telekegyesítések, a közök („zugok”) kialakulása, a háború utáni felújítások magyaráznak. A miskolci ház- és telekazonosításra alkalmas számozást először 1817-ben vezették be, és ekkor 1-től 3263-ig terjedő számokat kaptak a telkek. Ezt követően 1880-ban, illetve ezelőtt még egy alkalommal történt újraszámozás, amit a név- és címtárban rögzítettek. Ez a számozás még váltakozva jobb és bal oldali folyamatos számozás volt. A szokásos szabálytól eltérő bal oldali páratlan és a jobb oldali páros számozást 1900-ben valósították meg. 1927-ben új házszámokat vezettek be, a későbbi azonosítást – a hivatalos okmányokon kívül – az üzletek, cégek iratai, képeslapok, sajtóbeli reklámhirdetések nagy mértékben segítik (érdemi lapkiadás Miskolcon 1867-től volt).

### Közlekedés

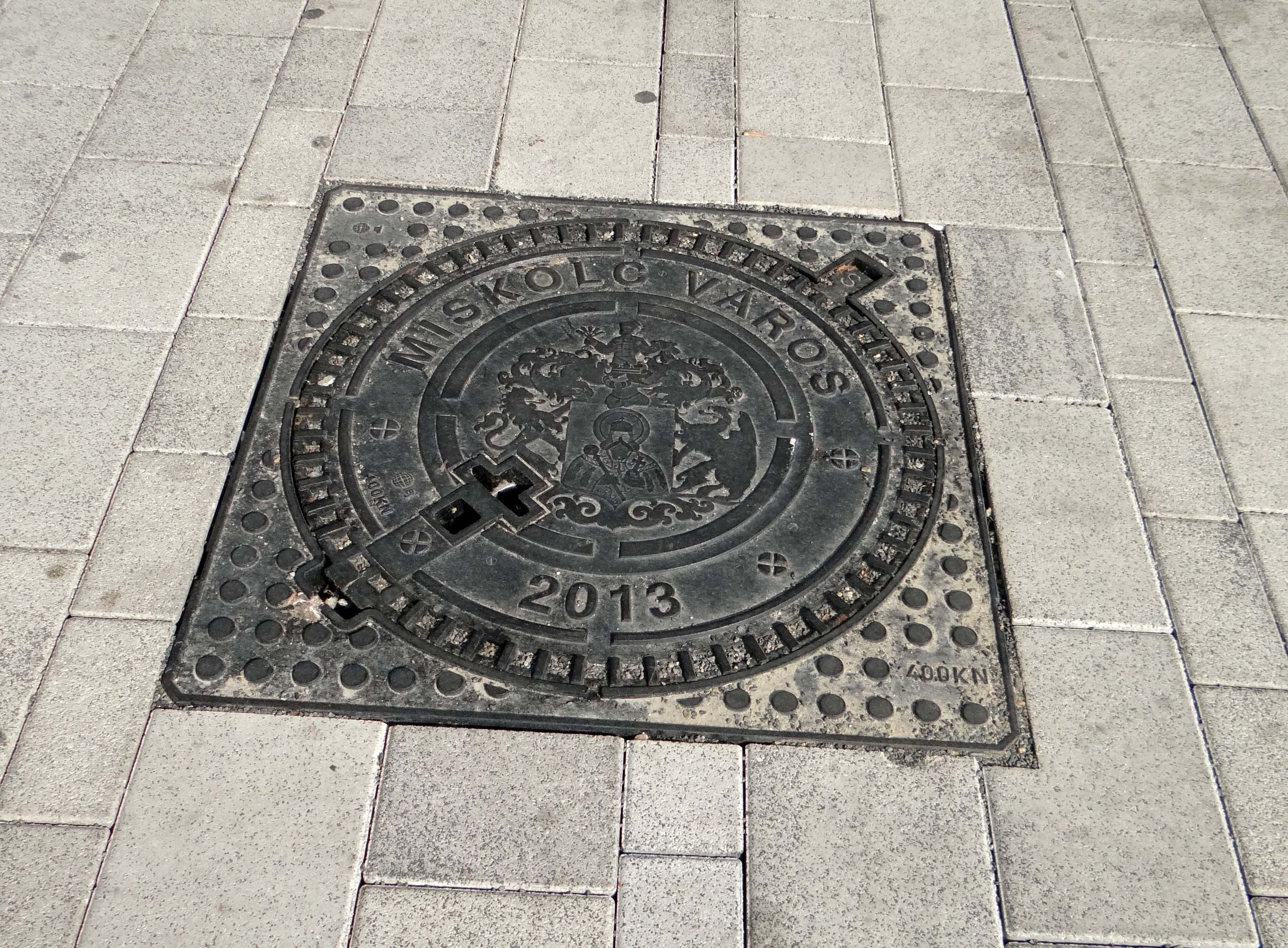
2013-ban Miskolc-címeres csatornafedeleket helyeztek el a Főutcán

Miskolc belvárosa a Szinva-patak keskeny és hosszú, nyugat-keleti irányú völgyében fekszik. A patak folyását követve, tőle északra párhuzamosam halad a Széchenyi István utca. Ez a „beszűkültség” alapvetően határozza meg a főutca közlekedésben betöltött szerepét. A középkorban a városba futó, illetve a városon áthaladó országutak – a város kapuin át érkezve – mindegyike rövidebb-hosszabb szakaszon igénybe vette az akkori Piac utcát. A Csaba (Mindszent) felől érkező országút Miskolc belterületén ágazott Diósgyőr és Szentpéter felé. A Diósgyőrbe vezető út a város főutcáján át vitt nyugati irányba, a Szentpéter felé haladók a főutca keleti szakaszán, az Alsó-Piac utcán haladtak, és innen fordultak északi irányba, a Déryné (akkor Boldogasszony) utcára. A Papszeren át érkezők a Kossuth (akkor Német, a 16. század végétől Czikó) utcán haladtak Szentpéter irányába. A 18. század végén – a közlekedési nehézségek enyhítésére – kialakították a Kazinczy (akkor Vereshíd) utcát. A főutcai közlekedés az így kialakult örökséget vitte tovább a 19. század végéig. Az 1897. július 10-én elindult villamos is a Széchenyi utcán, annak déli oldalán haladt végig, egyvágányú, kitérős rendszerben (egy ilyen kitérő volt például a Színház előtt is). A buszközlekedés 1926-ban indult el (1903-ban már volt egy rövid idejű próbálkozás), ezek közül a kelet-nyugati járatok is a főutcát használták. A taxivállalkozások 1925-ben indultak, állomásaik a főutcán a Korona, a Pannónia és a Grand Szálló előtt voltak. A szekér- és bérkocsiforgalom lassan természetesen csökkent, a személyautók forgalma azonban egyre gyorsuló ütemben növekedett. A 20. század második felére az irányonként egy forgalmi sávos keskeny úton haladt a motorizáció következtében megnövekedett közúti forgalom (buszjáratok, teher- és személyautók, plusz a villamosok, immáron két vágányon, az utca közepén), ami miatt lelassult a forgalom és állandósultak a torlódások. Ezért elkerülhetetlenné vált az északi (a Jókai–Fazekas–Vologda utca vonala) és a déli (az Uitz–Kálvin–Petőfi–Kiss Ernő utca vonala) tehermentesítő útként történő kiépítse, és a közúti forgalom odaterelése. Ugyancsak gondot jelentettek az utca két oldalán futó, szintén keskeny, emiatt nagy gyalogosforgalmat lebonyolítani nem képes, állandóan zsúfolt gyalogos járdák. A Széchenyi utcát végül 1984-ben a Városház tér és a Király utca közötti szakaszán sétálóutcává alakították. A gyalogosforgalom már egészen a villamospályáig vehette igénybe az utat. Azóta a villamosokon, a buszokon és a kerékpárokon kívül legfeljebb az célforgalmú áruszállító tehergépjárművek behajtása engedélyezett.

## Épületei
A Széchenyi utcát szép, 18–20. századi épületek szegélyezik, amelyekben a város több neves polgára lakott. Az épületek ismertetése során a Széchenyi utcán homlokzattal rendelkező építmények szerepelnek, akkor is, ha a hivatalos címjegyzék szerint nem a főutcához tartoznak. Mivel a főutcai házak nagy része hosszú, úgynevezett szalagtelkeken áll, a látható, homlokzati részeken kívül egyéb belső építményekkel, udvarokkal, esetenként a telkeket elválasztó közökkel is rendelkeznek. A házak ismertetése ezekre általában nem tér ki.

### Északi oldal

#### A Városház tértől a Déryné utcáig
Avas szálló (Széchenyi utca 1.)
Műemlék. Az Avas szálló 1894-ben épült Adler Károly tervei alapján. Az eklektikus stílusú épületben mindig szálloda működött, de a neve többször változott. Elsőként „Szálloda a Magyar Koronához” , majd „Korona Szálló” , azután 1938-tól „Kossuth szálló” és végül „Avas szálló”-ra változtatták a nevét. Az Avas szálló, sokáig elhúzódott, majd félbemaradt felújítása miatt ma igen rossz állapotban van. A 2021. év elején a Mathias Corvinus Collegium Alapítvány megvásárolta az épületet, hogy oktatási és tehetséggondozási tevékenységre alkalmas helyiségeket, kollégiumi férőhelyeket és nyitott rendezvények megtartására is alkalmas közösségi tereket alakítsanak ki benne.
Pátria üzletház (Széchenyi utca 3–5–7–9.)
Az 1980-as évek első felében emelték három korábbi épület helyére, amelyeket még az 1970-es évek elején bontottak le. Az egykori épületek eklektikus és barokk stílusúak voltak, egyikben volt a híres Roráriusz cukrászda. A mostani üzletház modern, jellegtelen, az utcaképbe nem illő.
Pannónia szálloda (Kossuth utca 2.)
A Pannónia szálloda a Kossuth Lajos és a Széchenyi utca sarkán áll, Kossuth utcai bejárattal. 1894-ben épült, az 1878-as miskolci árvízben, majd tűzvészben megsemmisült ősi épület helyén. Az építtető Blau Gyula, első bérlője Hipsch Nándor volt. A szállodát 1949-ben államosították. Emeletén kezdetben tiszti szálló volt, a földszinten pedig kialakították az Állami Áruházat. A szálloda 1961-ben nyílt meg újra, de homlokzatáról eltűntek a díszek. A HungarHotels kezelésében lassan visszakapta szállodai funkcióit, éttermet, cukrászdát és sörözőt is nyitottak. A szálló a 2010-es években olasz tulajdonba került. A háromcsillagos szállodában 34 szoba, az apartmanházban hét apartman található, és konferencia-, illetve rendezvénytermekkel is rendelkezik. Az 1980-as évek végén új homlokzati díszeket kapott, Fürtös György kerámiaplasztikáit.
Lakó-üzletház (Széchenyi utca 11–13.)
A Széchenyi utcai telken lévő két házat 1963-ban bontották le, és a helyükre épült 1964-re, Horváth Béla tervei alapján egy négyemeletes, tetőtér-beépítéses lakóház. A földszintjén üzlethelyiséget alakítottak ki, amelyben sokáig ezermester áruház működött, a 2010-es években a Rossmann bérelte. A 11. szám alatti ingatlan sorsát 1521-től lehet nyomon követni. Zsámbék Tamás az 1700-as évek második felében nyitott itt görög kávéházat, az emeleten volt a lakása. 1819-ben gyógyszertár működött benne, egészen lebontásáig. A 13. számú ház története is a 16. századig vezethető vissza. A 18. században itt is görög kereskedő működött, copf stílusban újjáépíttette a házat, a földszinten bolttal, az emeleten a lakásával. 1845-ben Heilprin Mihály nyitott könyv- és papírkereskedést, amit 1853-ban Ferenczi Bernát, később a fia, Károly vett át. Az épület műemlék volt, lebontása – a szomszédos házzal együtt – ma már nem lenne lehetséges.
Az egykori Borsod-Miskolci Hitelbank épülete (Széchenyi utca 15–17.)
A négyemeletes ház 1930-ban épült neoklasszicista stílusban, a Borsod-Miskolci Hitelbank számára. A székházat később lakóházzá alakították.
Weidlich-palota (Széchenyi utca 19.)
Műemlék. A Weidlich-palota néven ismert négyemeletes bérpalota 1911 és 1912 között épült fel a két középkori telken álló egyemeletes épületek helyére. Az épület a kor divatja szerint szecessziós stílusban készült Hajós Alfréd és Villányi János tervei szerint. A palota földszintjén egykor Weidlich Pál híres fűszerkereskedése működött.
Lakóház (Széchenyi utca 21–23.)
A két házszám alatti épületpár az 1960-as évekre épült fel Kmetty Gyula tervei alapján. A 23. számú, háromszintes épületnek földszintje nem volt, a hídszerű építmény alatt, a színházhoz tapadva építették meg a színház jegyirodáját, középen kialakítottak egy virágüzletet is. A 21. szám alatti épület hatemeletes, földszintjén üzletek helyezkednek el. A házak homlokzatát a panelprogram keretében újították meg, a virágboltot lebontották, így közvetlen kapcsolat jött létre a Déryné-udvarral. Eredetileg a 21. szám alatti telken a Xiffkovich–Dadányi ház állt, a 23. szám alatt pedig Almásy József 1793-ban épült háza, mindkettő földszintjén boltok voltak. Értékes házak voltak, ma már nem lehetne őket lebontani.
Színészlakások (Széchenyi utca 21/A.)
A színészek számára épült lakások a Színház Déryné-udvarában, a Weidlich-palota déli tűzfalához illesztve épültek fel.
Miskolci Nemzeti Színház (Déryné utca 1.)
Műemlék. A Miskolci Nemzeti Színház a jelenlegi utcajegyzék szerinti címe szerint nem Széchenyi utcai, mégis a főutca fontos épületének számít. Építése 1847-ben kezdődött, de a színházat csak 1857-ben nyitották meg.

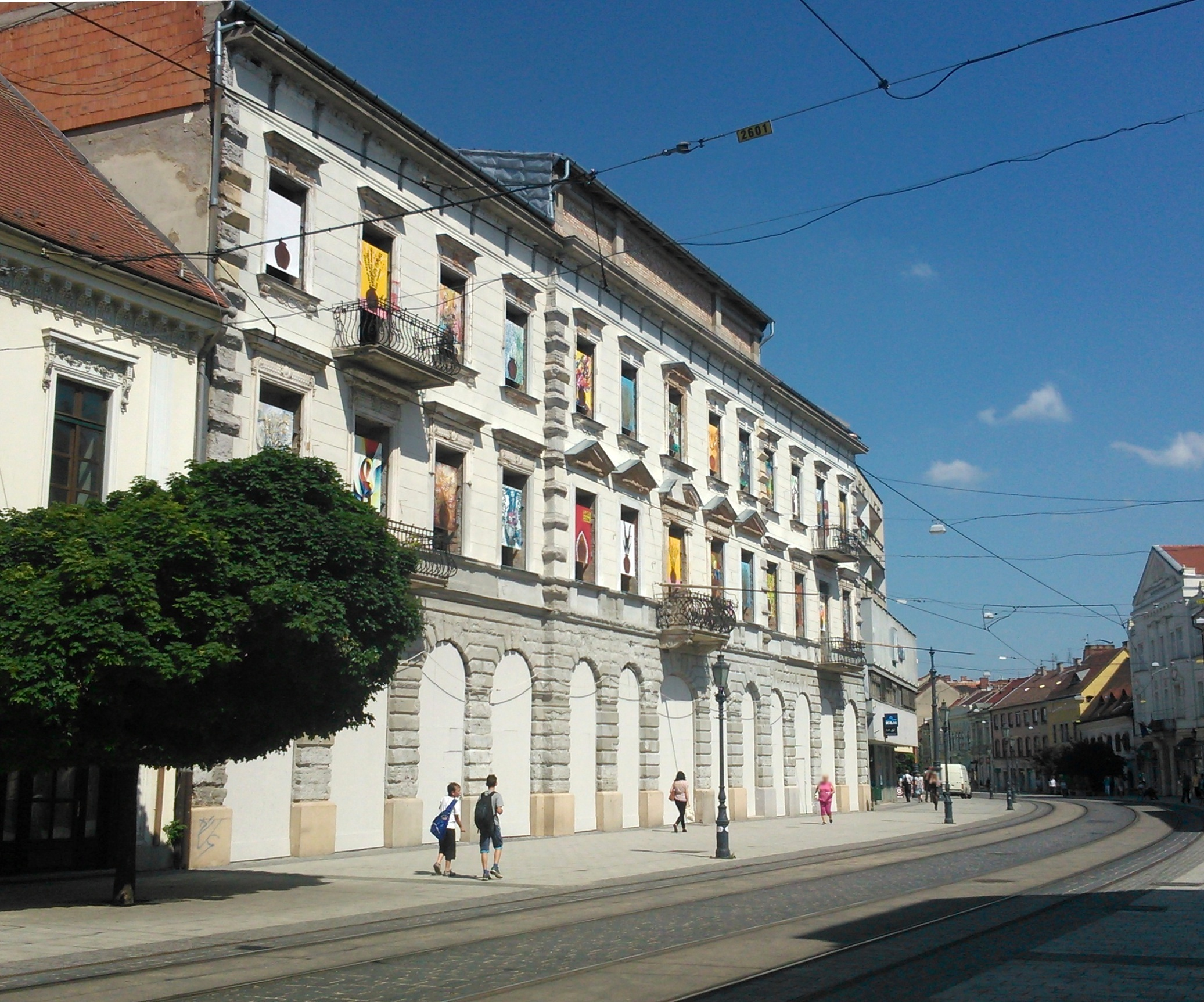
Avas szálló 2014-ben (1. sz.)
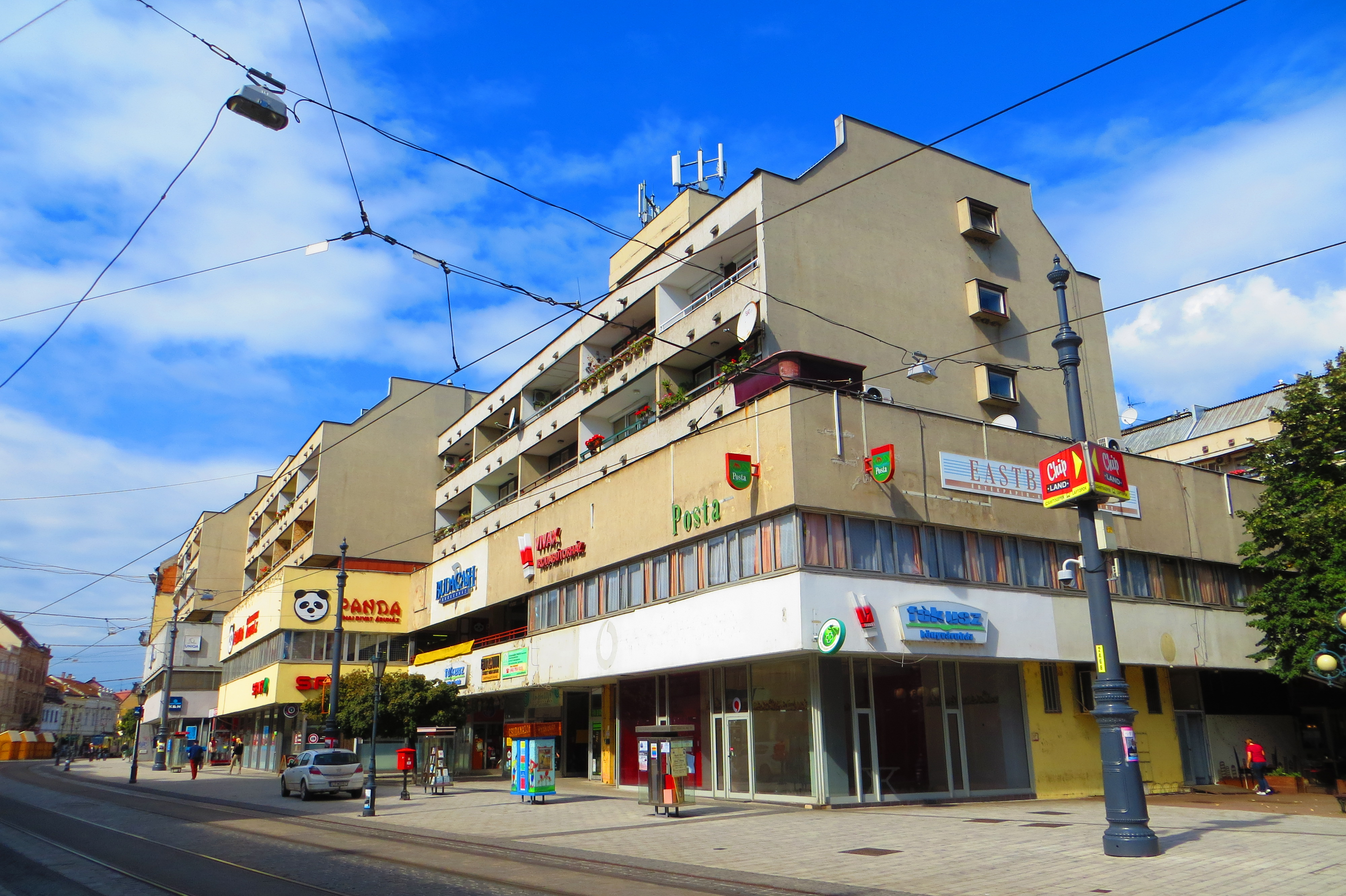
Pátria-tömb (3–5–7–9. sz.)
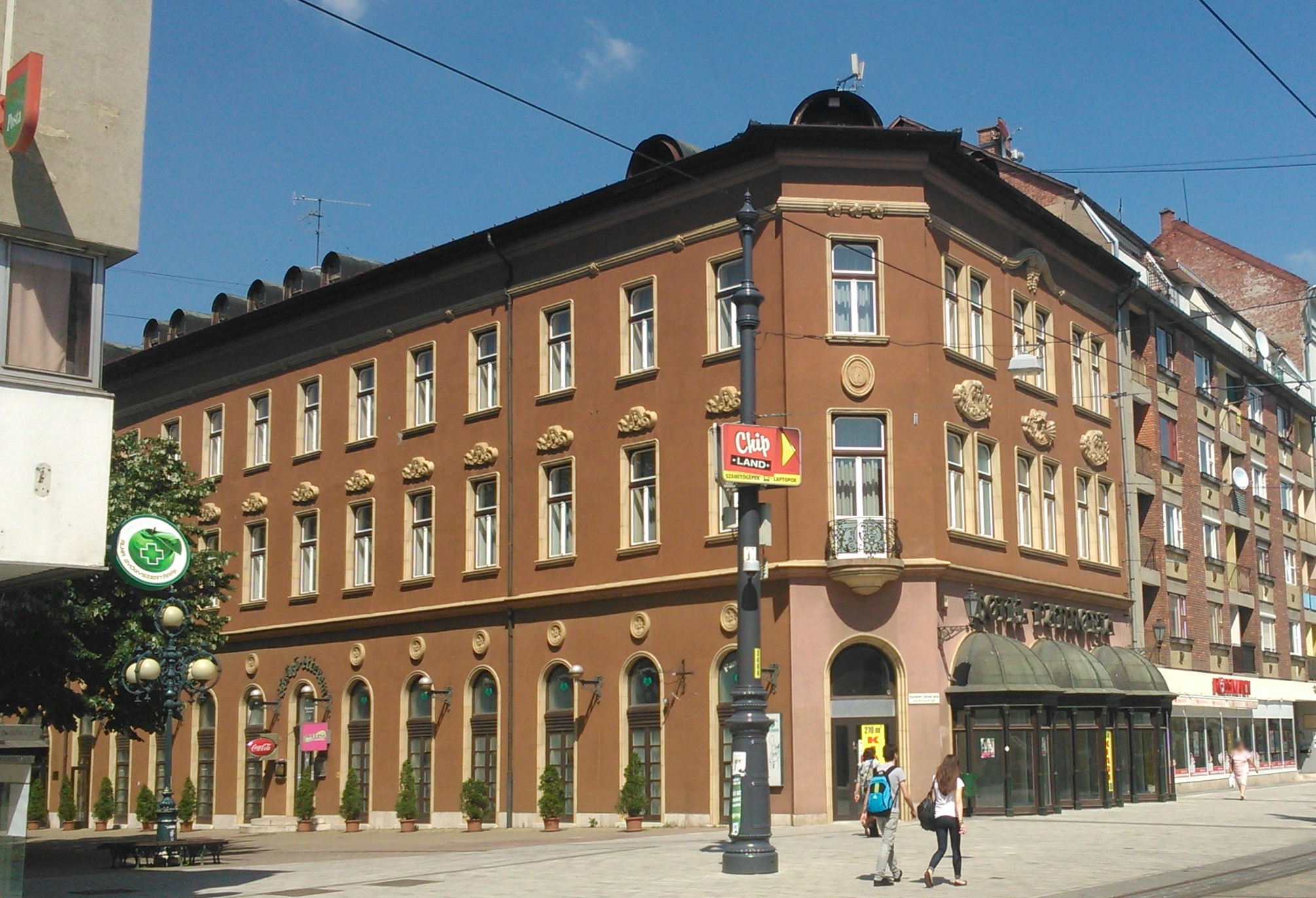
Hotel Pannónia (Kossuth utca 2.)
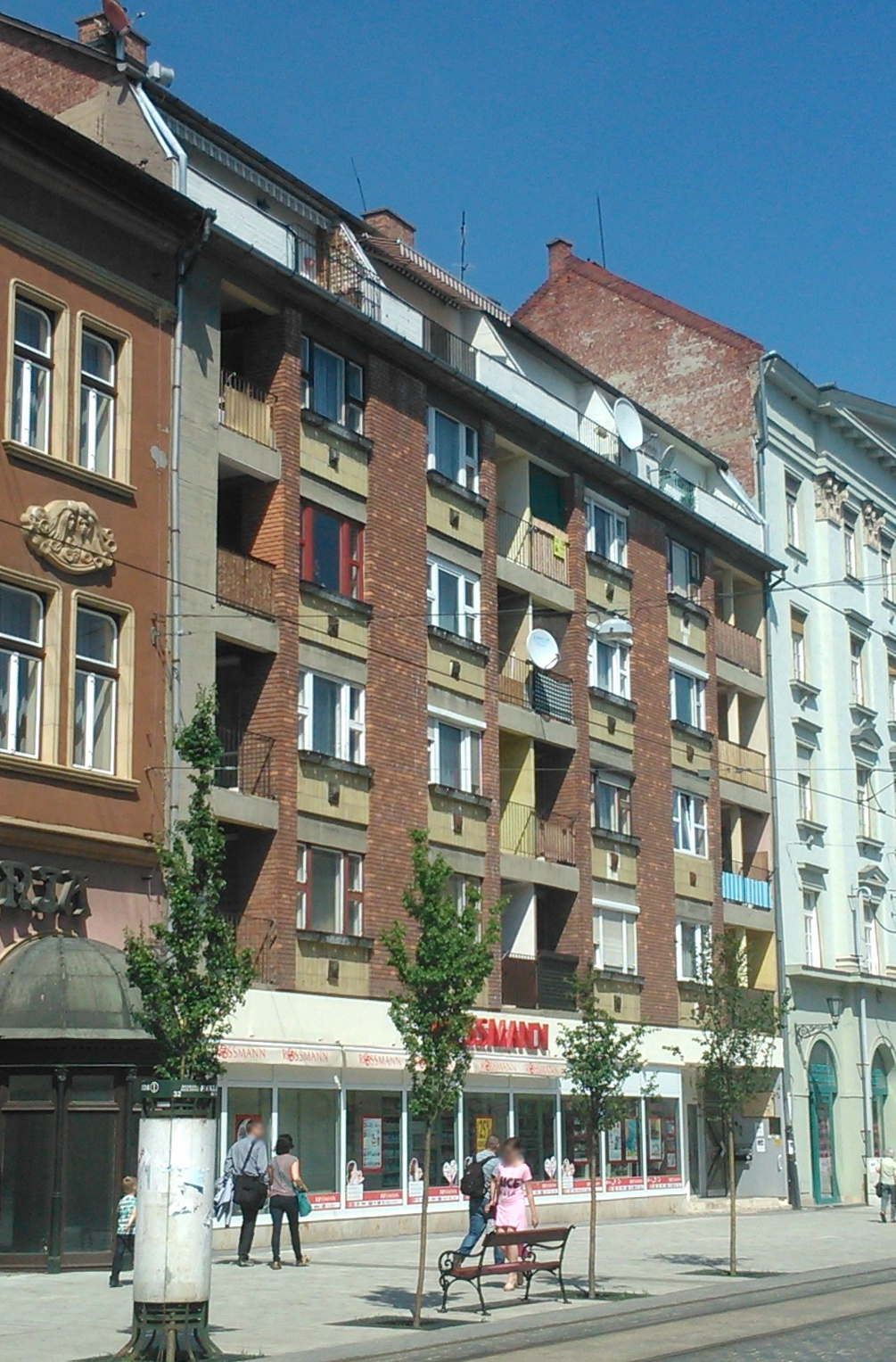
Lakó-üzletház (11–13. sz.)
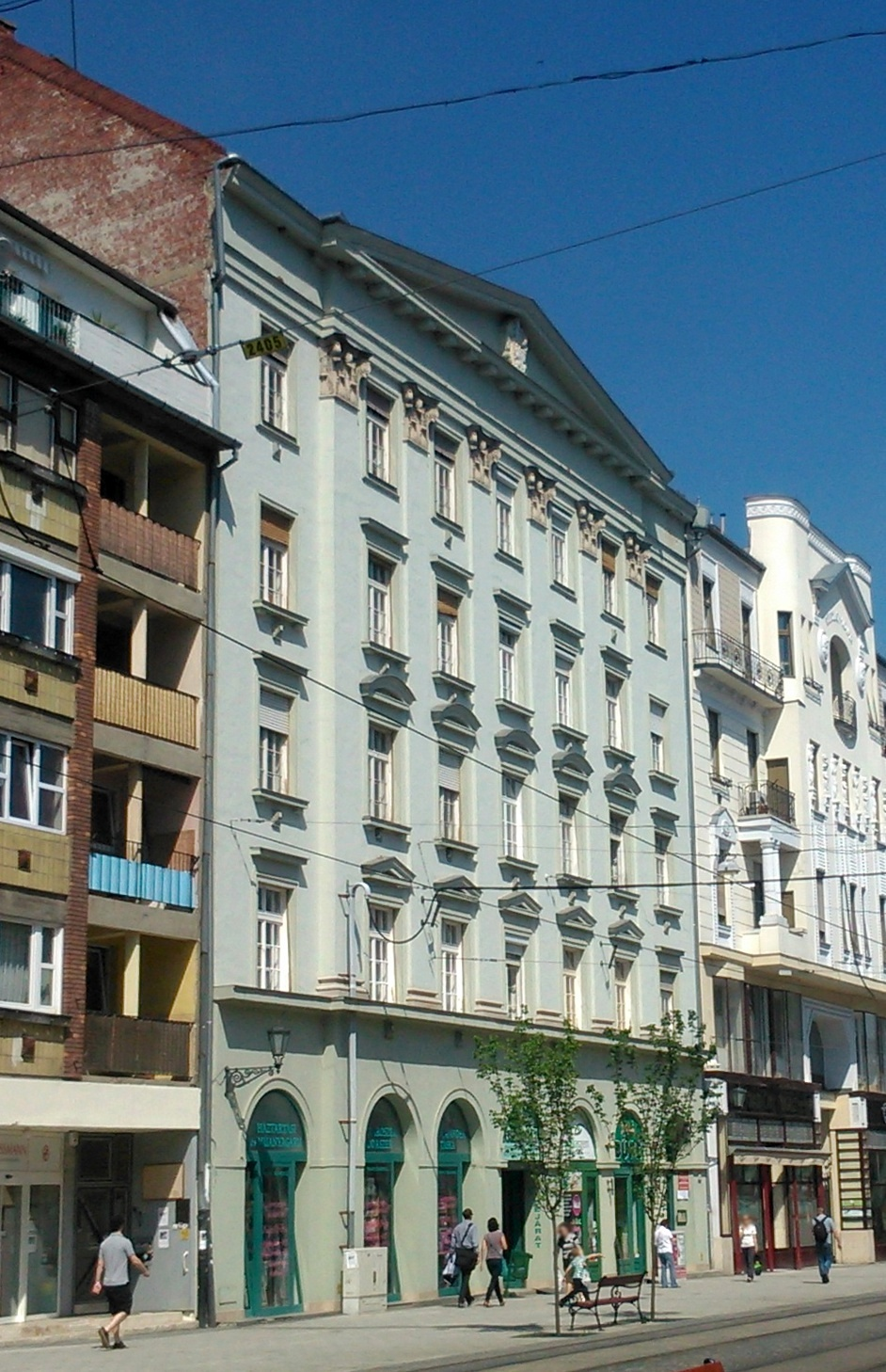
Az egykori Hitelbank (15–17. sz.)
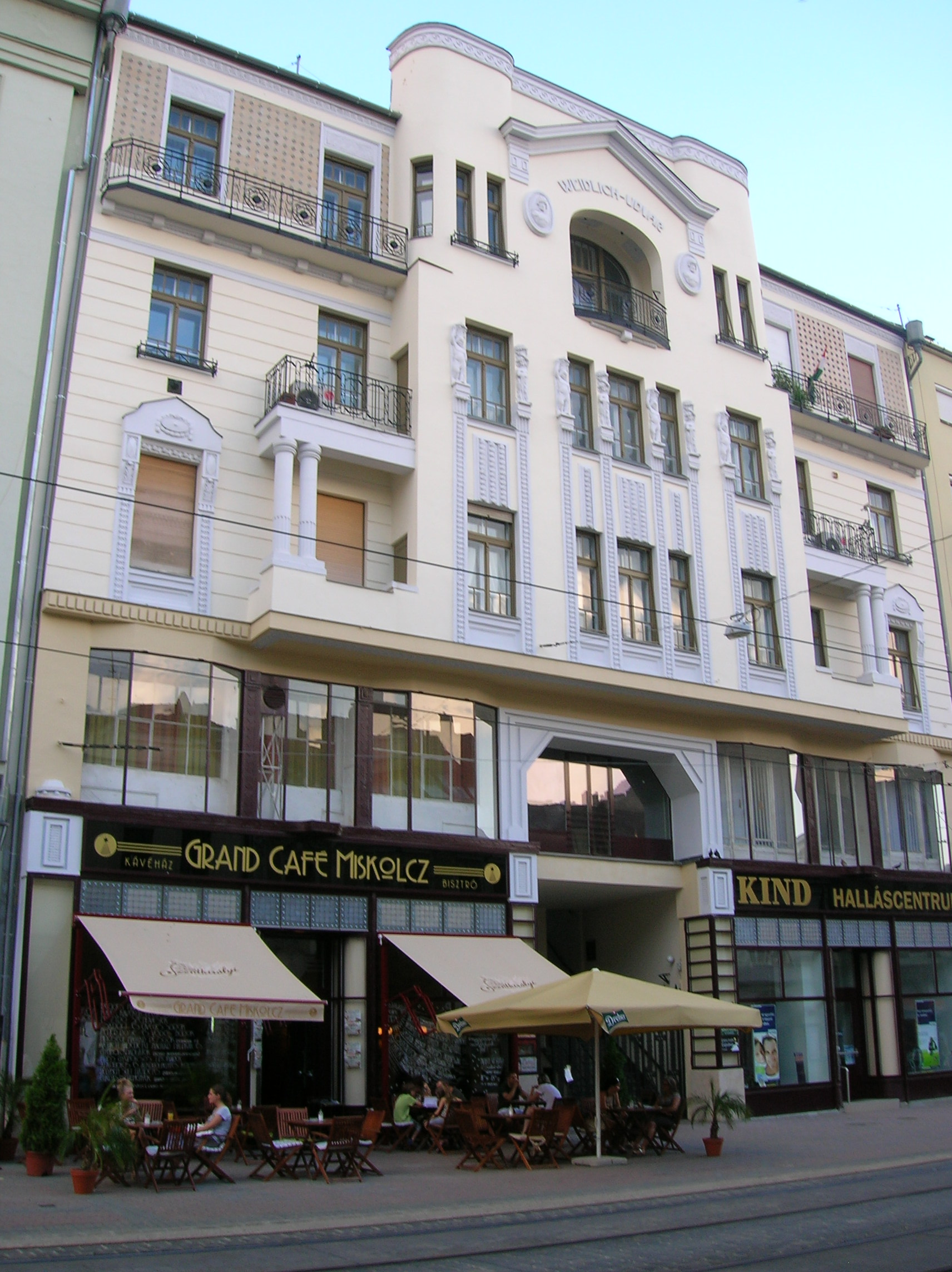
Weidlich-palota (19. sz.)
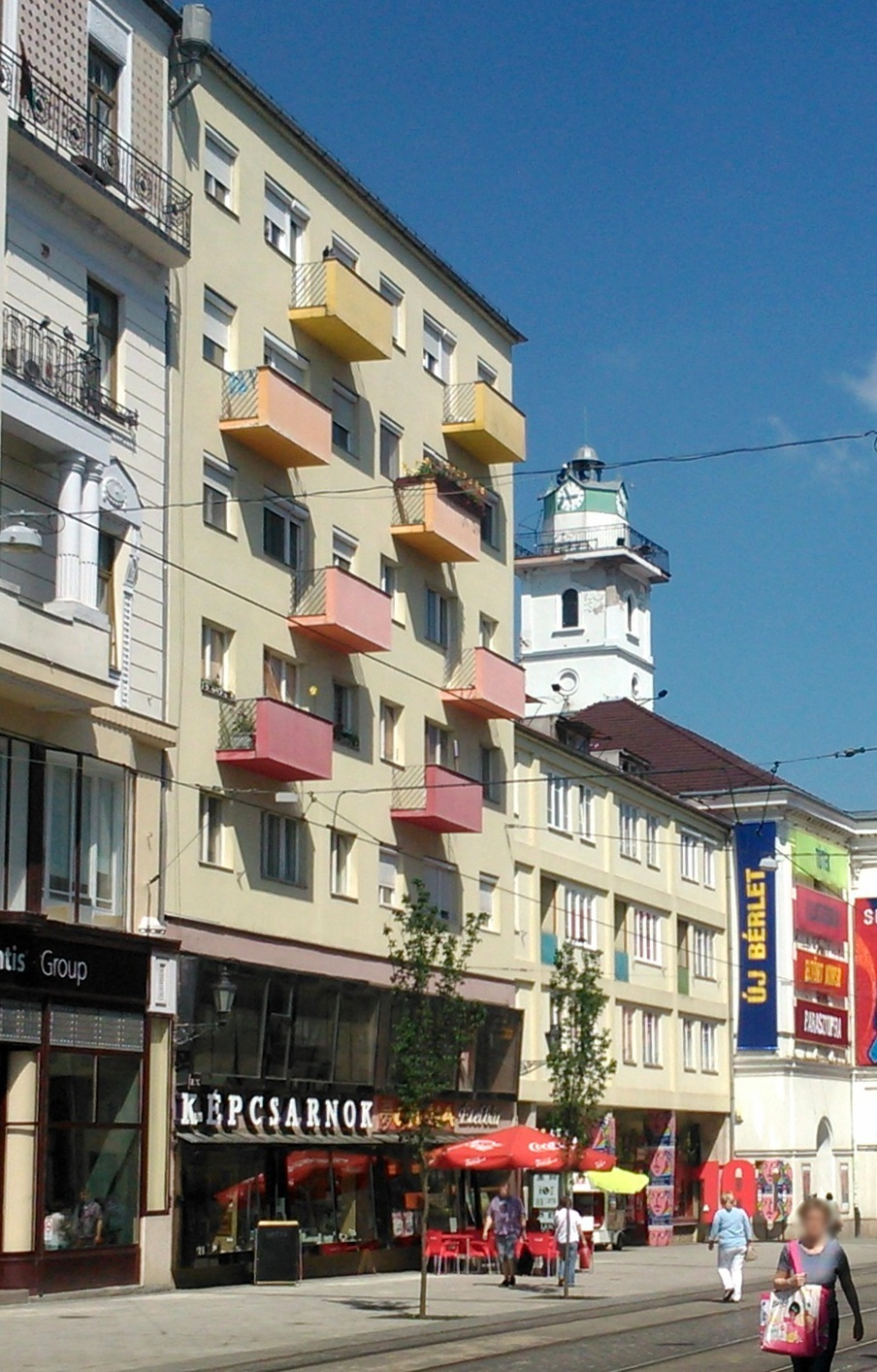
Lakóház (21–23. sz.)
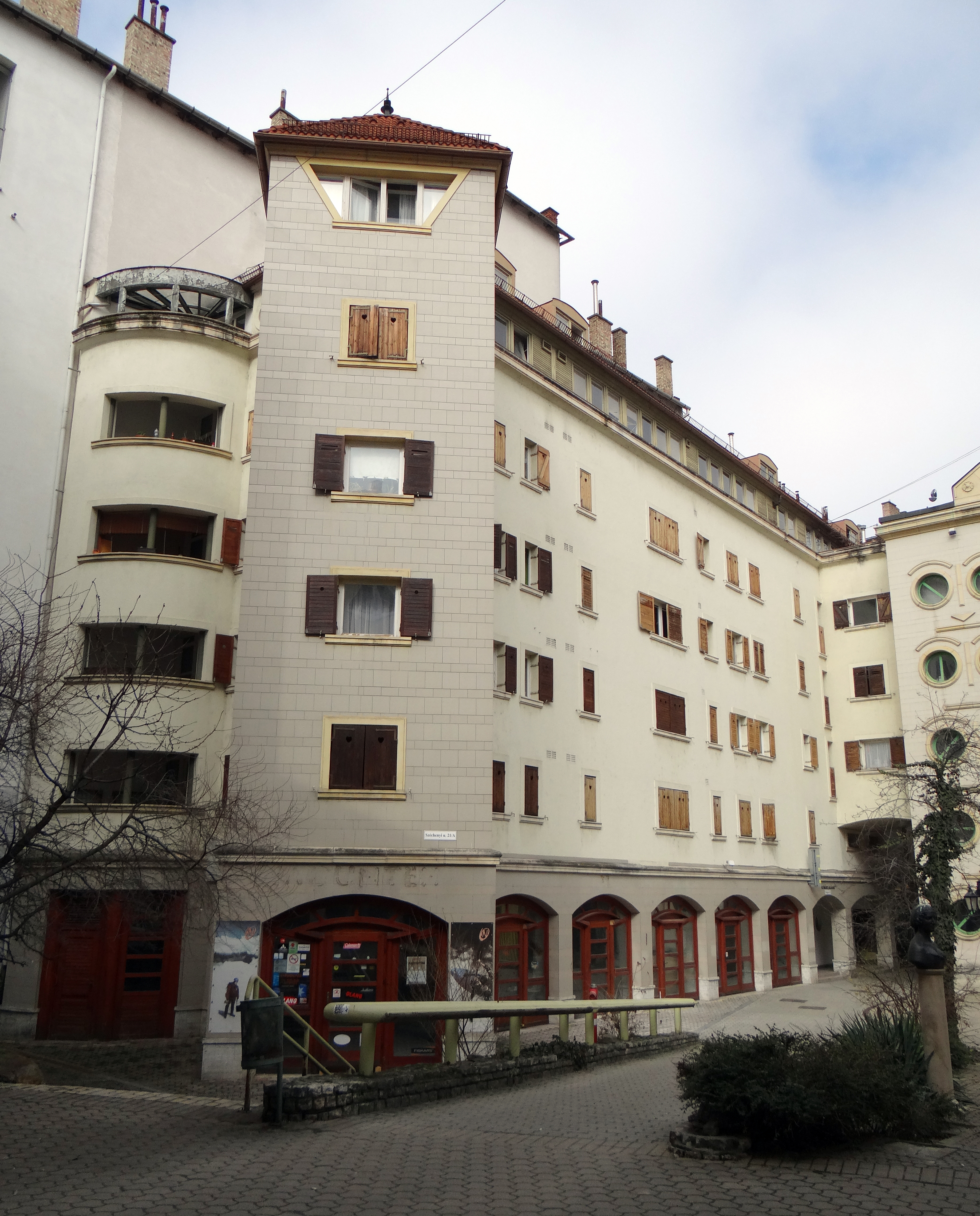
Színészlakások (21/A. sz.)
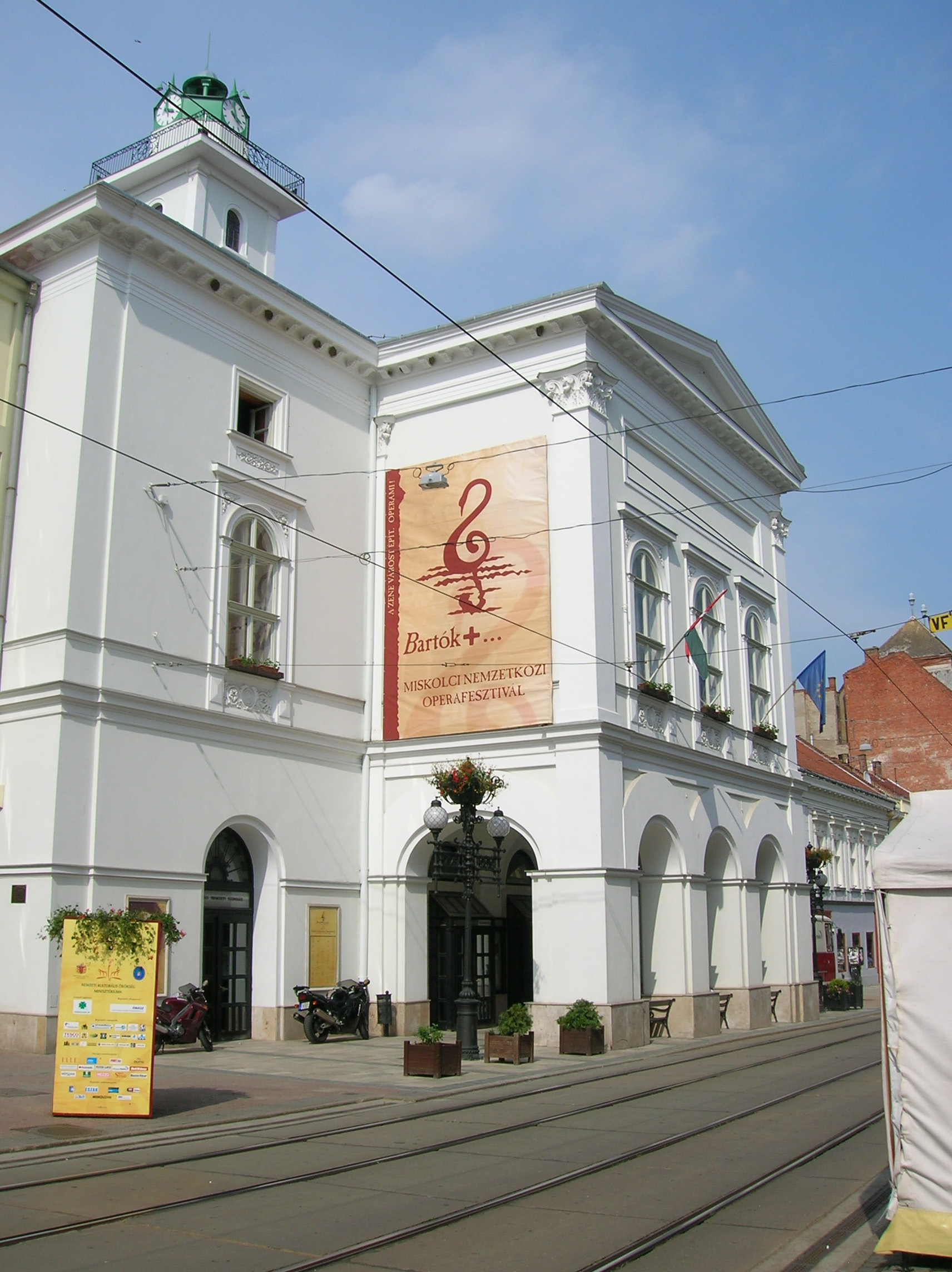
Színház (Déryné utca 1.)

#### A Déryné utcától a Kazinczy utcáig
Dálnoky-ház (Déryné utca 2.)
A Széchenyi és a Déryné utca sarkán álló sarokház, az utcajegyzék szerint a Déryné utcához tartozik. A ház 1862-ben már állt, végső formáját az 1878-as árvíz után kapta meg. A ház tulajdonosa Dálnoky Nagy Barnabás (1823–1893) jogász, királyi főjegyző volt. Az épület mindkét utcai földszintjén üzlethelyiségeket alakítottak ki, amelyekben eleinte gyakran változtak a bérlők, de már a kezdetektől itt volt Miskolc első antikváriuma – ma is az van benne. Ezen kívül a főutcai oldalon egy kis lakberendezési bolt, a Déryné utcai oldalon pedig presszó van. Az épület két utcai frontjának kinézete hasonló, csak a tengelyek kiosztása más.
László-ház (Széchenyi utca 25.)
A telken álló földszintes épületet az 1878-as miskolci árvíz megsemmisítette, a helyén Soltész Nagy Albert ügyvéd építtette meg egyemeletes házát 1878–1879-ben, 1893-ban pedig nyomdát nyitott az udvar hátsó részén. 1912-ben Dumky Kálmán építtetett a telek szabadon álló részén emeletes házrészt és fényképész műtermet. 1924-ben megvásárolta az épületet László Ervin könyvkiadó és nyomdatulajdonos. 1927-ben, a már korábban is meglévő könyv- és zenemű-kereskedése mellett nyitott meg a földszinti üzlethelyiségben egy „zenetermet”, amelyben „elsőnek vezette be az eufont, a parlefont és a legtökéletesebbet, a hangosan beszélőt”. A bolthelyiségben évtizedekig Ofotért működött, azóta egy látszerész üzlet használja.
Silbiger-ház (Széchenyi utca 27.)
A telek a 18. században Mezei Istváné volt, majd a 19. század elején a hosszú szalagtelken a három tulajdonos osztozott. Az utcai részt 1884-ben vásárolta meg Silbiger István ügyvéd, és 1888-ban építtette fel az egyemeletes épületet. A ház 5+1 tengelyű, az ablakok egyszerűek, alsó és felső részükön kissé kiemelkedő párkányokkal. A jobb oldali részen félkörívvel záródó kapubejáró helyezkedik el. A földszinten üzlethelyiségeket alakítottak ki, amelyekben cipőüzlet, parókakészítő, fehérnemű-készítő, férfiruha- és posztókereskedés volt. Nagyjából a rendszerváltásig a bal oldali részt férfidivatáru-üzlet, a jobb oldalit pedig kalapszalon foglalta el. Az eredeti kapuszárnyak az 1960-as években eltűntek, de a félköríves, míves vasrács jó állapotban megmaradt. Az épületet a 2000-es évek közepén renoválták, miközben az üzletportált teljesen átalakították. 2006-ban rendeztek egy főutcai portálversenyt, és a városi polgároknak ez a portál tetszett a legjobban. Bal oldalon ajándékbolt van, jobb oldalon egy nívós borszaküzlet működik.
Hitelintézeti palota (Széchenyi utca 29.)
Műemlék. A Hitelintézeti palotát a Miskolczi Hitelintézet korábbi egyemeletes épülete helyett emelték 1912–13-ban. A monumentális, háromemeletes épület terveit Hajós Alfréd és Villányi János irodája készítette, a ház kivitelezője Szabó Ármin építőmester volt. A földszinten üzleteket, az emeleteken lakásokat alakítottak ki. A földszinti üzletrészben 2010-ben a Tesco nyitott szupermarketet.
Szabó-ház (Széchenyi utca 31.)
Az egykori szépen tagozott, eklektikus épület 1876-ban épült Szabó Gyula gyógyszerész, a híres Kígyó (Fehér Kígyó) Gyógyszertár tulajdonosa megbízásából. Már az elődépületben is gyógyfüves üzlet működött, amit bizonyos Leskóné vezetett. A Szabó-féle ház egyemeletes volt, tulajdonosa a földszinten kialakított üzletben működtette gyógyszertárát. 1893-ban az üzletet Baruch Gyula vette meg, és átköltöztette a Kazinczy utca 2. alá. A házat a 20. században háromemeletessé alakították át, homlokzatát teljesen megváltoztatták és megfosztották minden díszítésétől. A földszinten férfifodrászat, női divatárubolt és optikus működik.
Három Rózsa Szálló vagy Grand Hotel (Széchenyi utca 33.)
A Három Rózsa Szálló helyén egykor az 1767-ben épült „Kura” (azaz Kurta), majd „Uradalmi 3 rózsa” nevű fogadó állt. 1878-ra épült meg az új szálloda, amelynek működése során több neve is volt. 1934-ben megszűnt a szállodafunkció, lakóház lett, a földszinten üzleteket alakítottak ki. Közöttük legtovább a Fehér Kígyó Gyógyszertár működött.

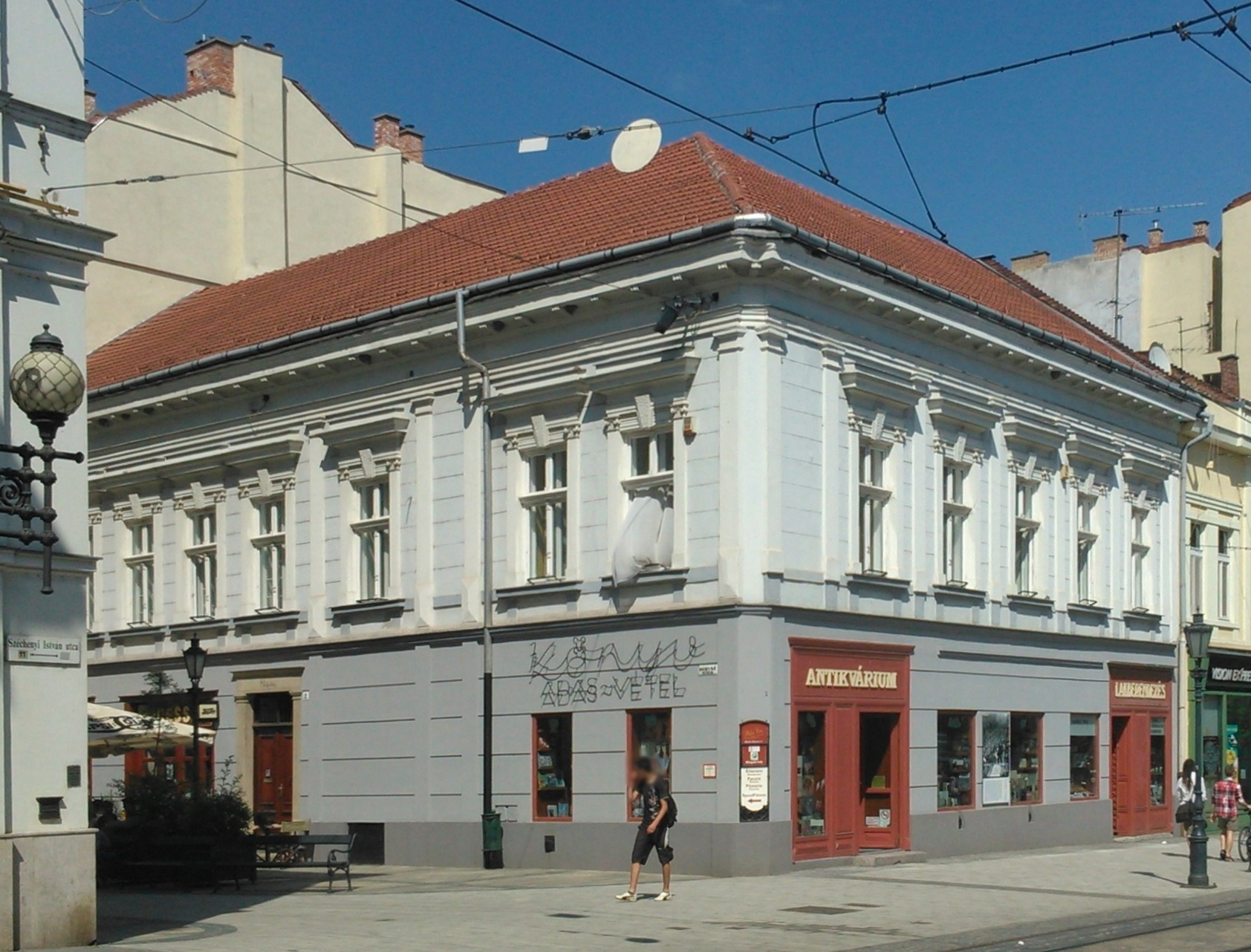
Dálnoky-ház (Déryné utca 2.)
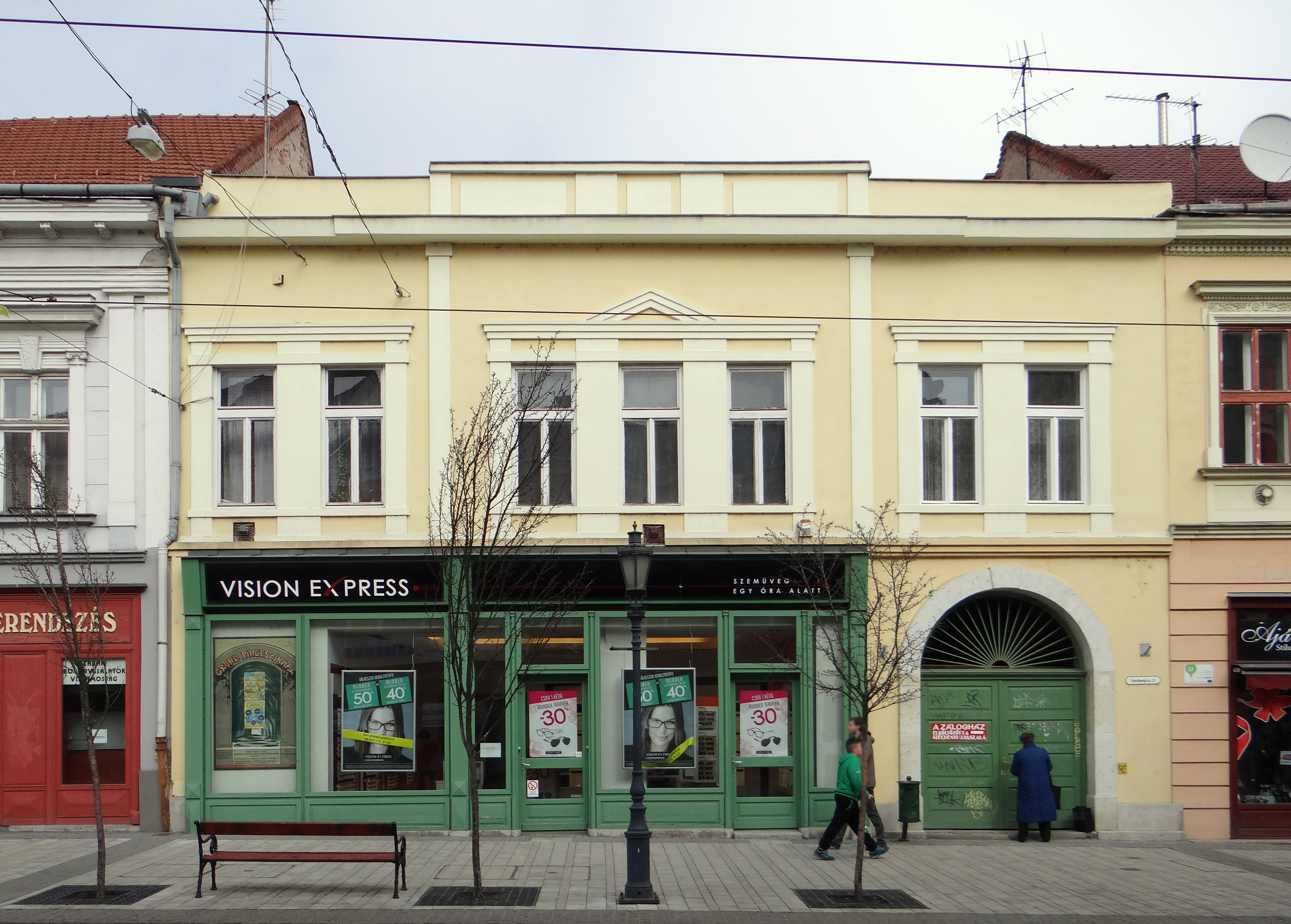
László-ház (25. sz.)
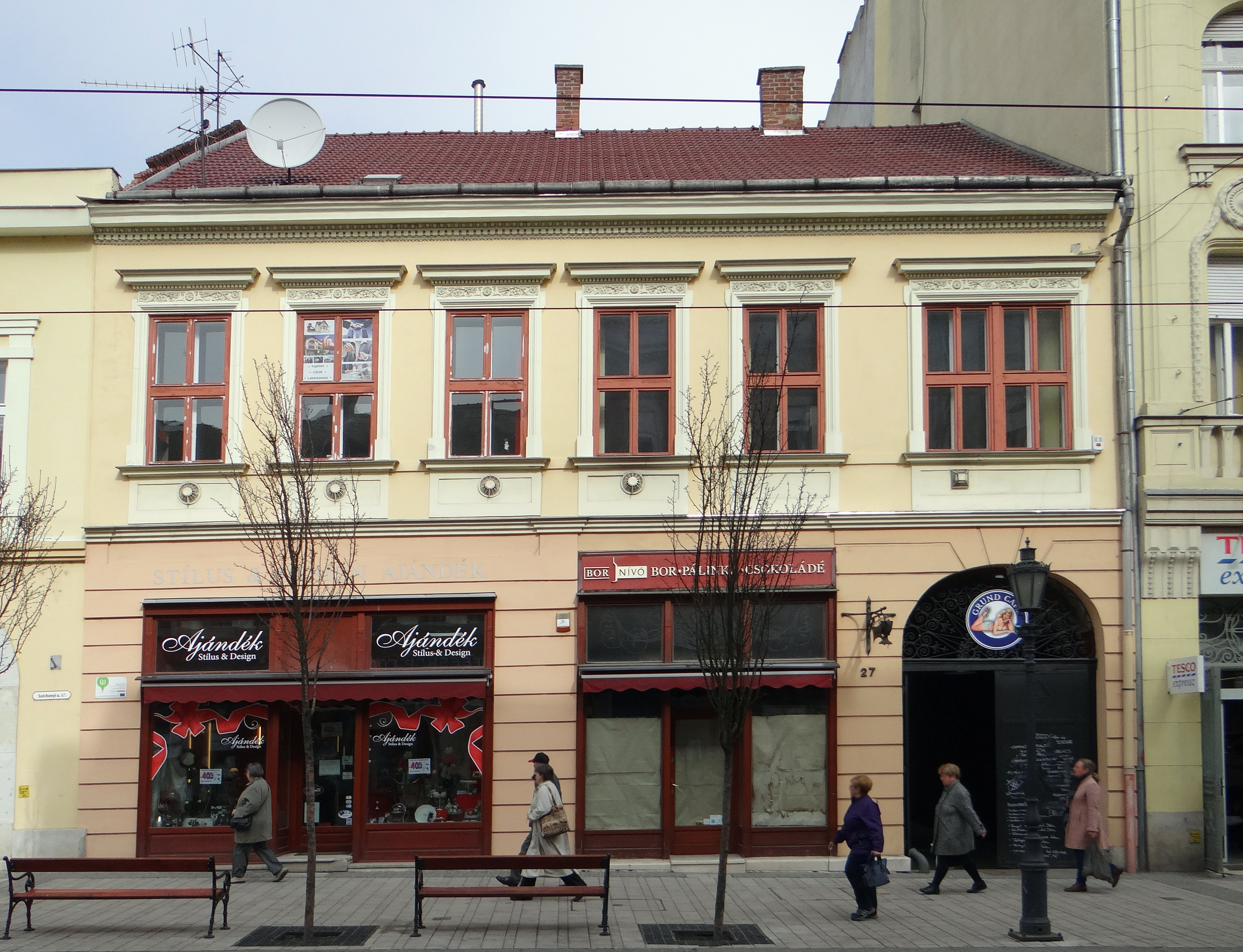
Silbiger-ház (27. sz.)
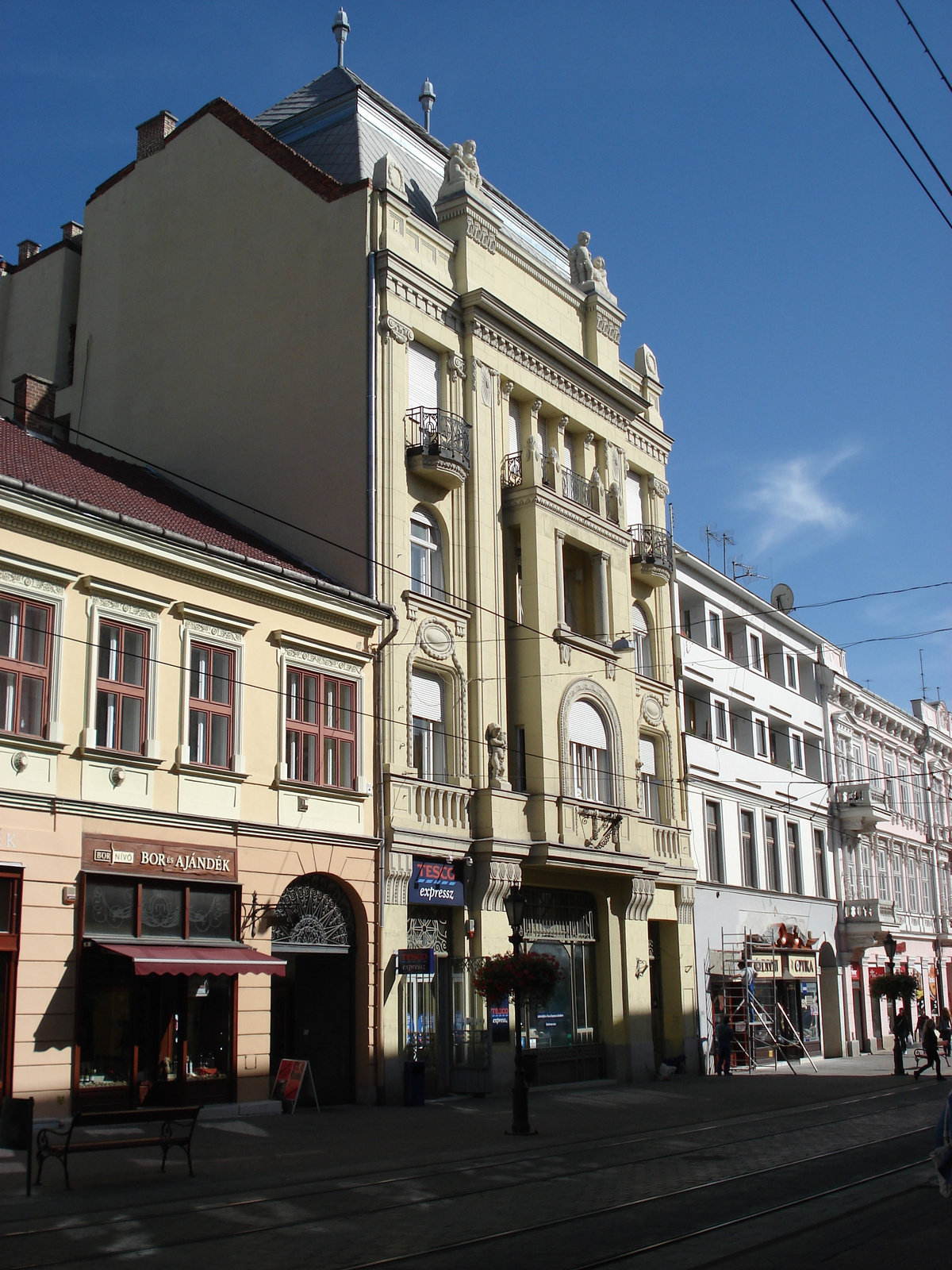
Hitelintézeti palota (29. sz.)
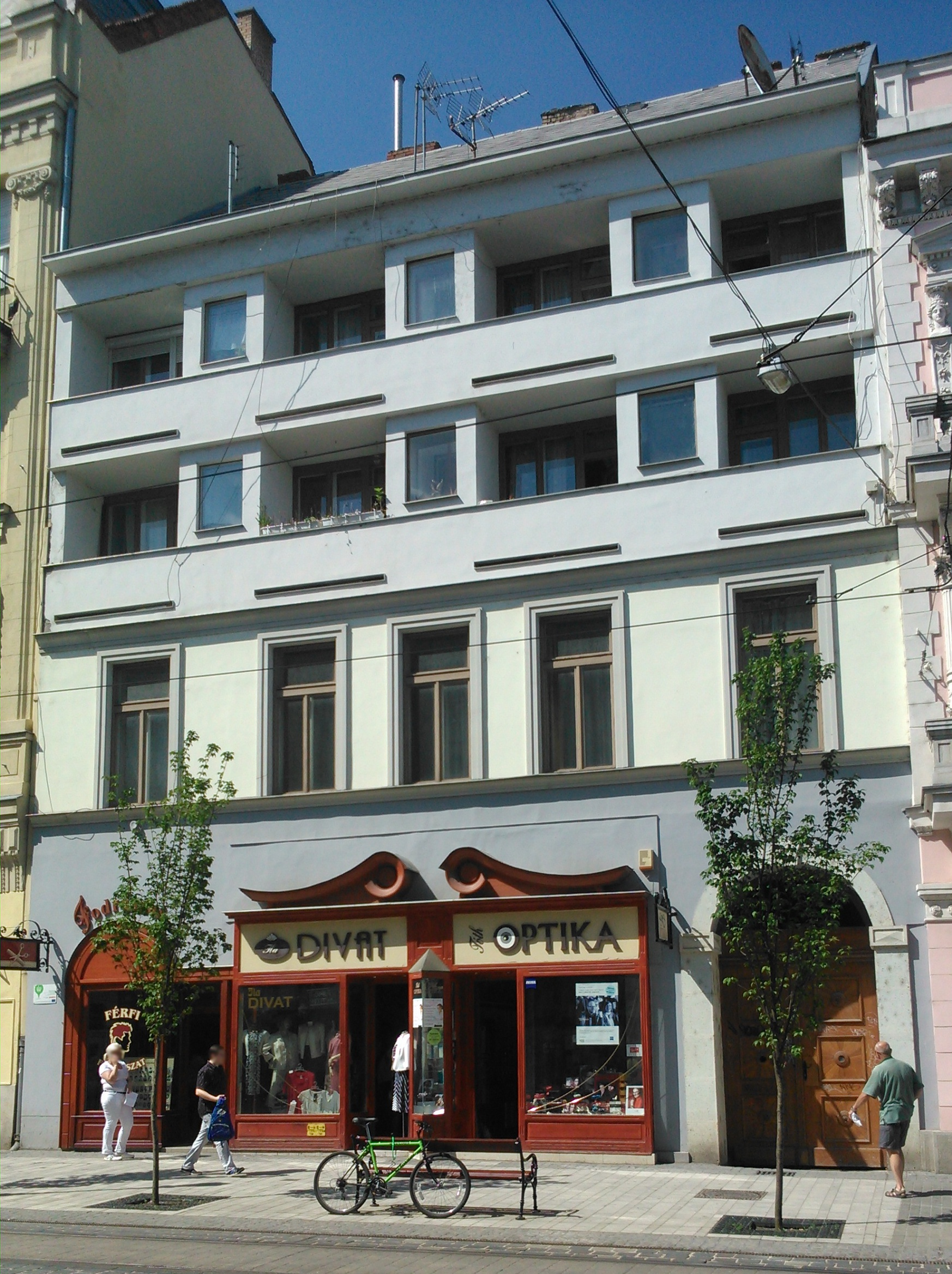
Szabó-ház (31. sz.)
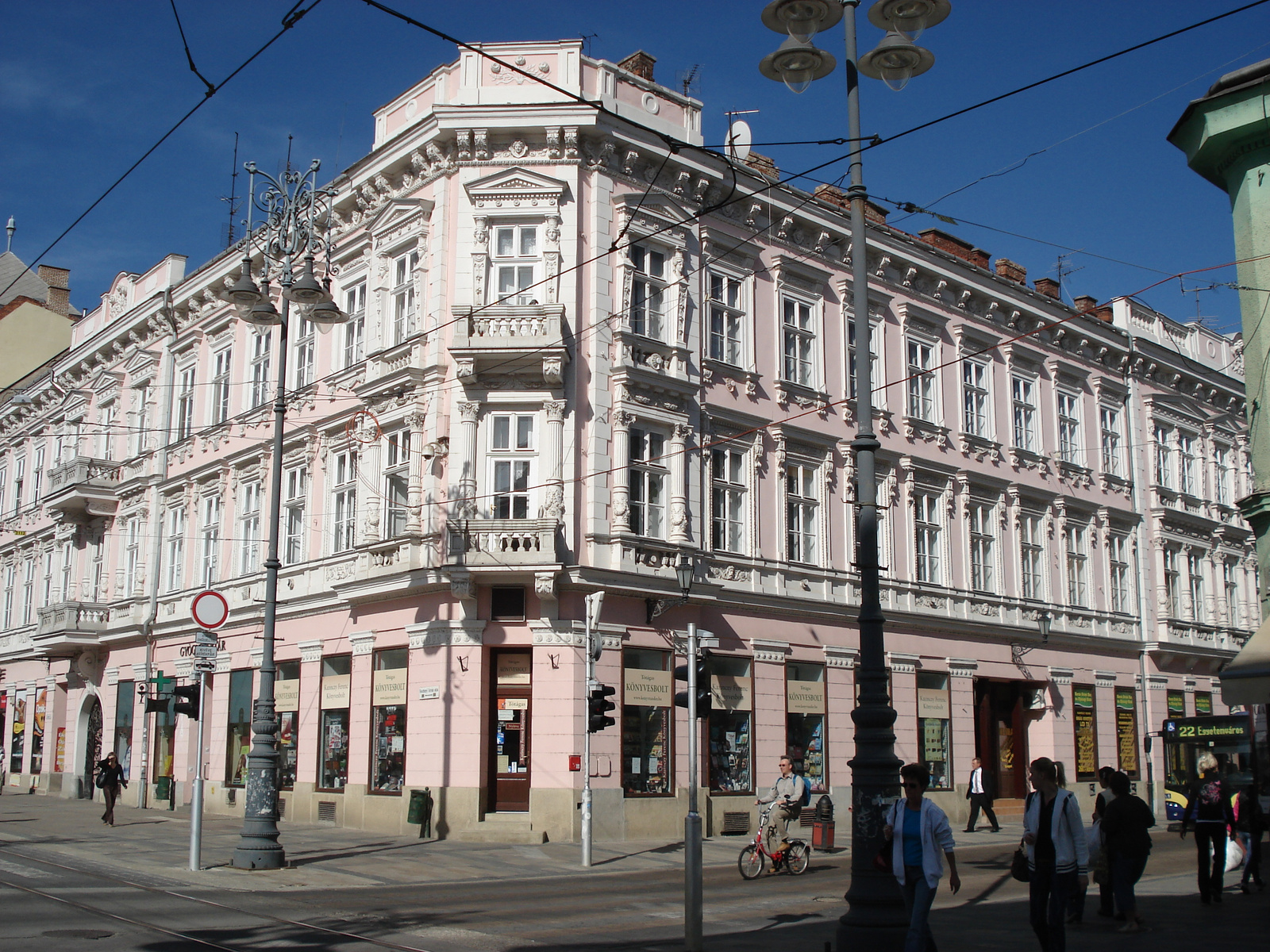
Három Rózsa Szálló (33. sz.)

#### A Kazinczy utcától a Szentpáli utcáig
„Zöld ház” (Kazinczy utca 2.)
A Kazinczy utca és a Széchenyi utca sarkán álló egyemeletes, nagy alapterületű épület 1879–81-ben épült. Horváth Lajos volt az építtető, Klier Vencel az építész. A mai „zöld ház” (Klier-ház) egykor díszes homlokzatokkal rendelkezett, de a későbbi felújítások teljesen eltüntették díszeit, még az erkélyeit is. A Széchenyi utcai homlokzat héttengelyes kiképzésű volt, a középső három tengelyt rizalit díszítette, és erkély volt előtte. A Kazinczy utcai homlokzat 19 tengelyű, a középső hét szintén rizalitos volt, és valószínűleg itt is volt erkély. A Széchenyi utcai rész földszinti üzlethelyiségeiben Mahr Károly fűszerüzlete volt, és itt működött a Kígyó, illetve a Fehér Kígyó Gyógyszertár is. Az 1940-es évektől a Nemzeti Hitelintézet foglalta el mindkét utcai frontja jelentős részét, majd az Állami Biztosító. A 2010-es években a Széchenyi utca földszinti traktusaiban cukrászda, pékség és pénzváltó működött.
Mahr-ház (Széchenyi utca 35.)
A dekoratív stukkódíszítésű épület 1881-ben készült, építtetője Mahr Károly volt (a homlokzat felső részén az MK monogram, valamint a kovácsoltvas kapu M és K betűi az ő nevét őrzi). A földszinten, a bal oldali részben Mahr Károly és Mahr Pál „fűszer-, anyag-, festék- norinbergi áru, mag- és ásványvíz-kereskedése” volt, jobb oldalon pedig Silbiger József posztókereskedése működött. Az átépítés előtt itt működött Mahr Nándor 1756-os alapítású „Fekete kutya” fűszerkereskedése. A 20. század elején a családba beházasodott Weidlich Pál örökölte meg az üzletet, aki 1911-ben új üzletházat építtetett a 19. szám alatt (Weidlich-palota). Az idők folyamán számos üzlet működött itt: arany-ékszerüzlet, papír- és könyvkereskedés, hangszer- és zongoraüzlet. Az emeleten sokáig a megyei Idegenforgalmi és Közművelődési Intézet irodái voltak. A magasföldszint + egyemeletes, ötaxisú épület középrizalitját négy féloszlop tagolja, amelyek az emeleti részeken látványos díszítéssel vannak ellátva.
Bloch-ház (Széchenyi utca 43.)
Az épület 1880 körül épült Bloch Alfréd, az építtető fia, Bloch Ármin tervei alapján, de a ma látható emeleti rész 1927–1930 között alakult ki. A földszinti üzletrészben működött a Bloch család fehérnemű-kereskedése. A család a gettósítás után nem tért vissza. 1946-ban az épületet Carlo Piva vásárolta meg, és itt működtette az addig már több helyszínt is megjárt híres cukrászdáját. Az államosítás után „Napsugár” lett a cukrászda neve, 1960 körül megváltoztatták a földszinti homlokzatot. 1990 körül a cukrászda bezárt, helyén különböző boltok működnek.
Pigay-ház (Széchenyi utca 49.)
Pigay Imre (1867–1941) Merkl Gyula és Molnár Sándor vaskereskedését vette át, és lakó-üzletházát Árva Pállal terveztette meg. Az épület háromemeletes, emeletenként eltérő kialakítással. Feltűnő a kívülről is látható eltérő belmagasság; az első emeleten irodahelyiségek voltak, a második, magasabb belmagasságú rész a tulajdonos lakása volt, a harmadik emelet szintén lakások számára épült. Mindhárom emelet különböző ablakkiképzést kapott. Az első emelet négy-, a második és a harmadik háromaxisú. Jellegzetes része az épületnek a második-harmadik emelet középtengelyéből kiemelkedő félköríves zárt erkély. A földszinti üzletrészben a vaskereskedés üzemelt, és az államosítás után is évtizedekig vas- és edénybolt működött benne.
Az egykori Miskolci Takarékegylet épülete (Széchenyi utca 59–61.)
A két szomszédos telket elfoglaló takarékegyleti épület 1875–1880 között épült. Egyemeletes, 3+4+3 tengelyű, széles építmény, amelynek a homlokzata nagyjából változatlanul megmaradt, tetőszerkezete viszont megváltozott. A földszinten két kapubejárója van. Az ablakok keretelése végig hasonló, a középső tengelyben látványosabb díszítéssel. Könyöklő/osztópárkányzata kis kiülésű, az épület teljes hosszában végigfut. Az emeleten irodák és lakások, a földszinten üzlethelyiségek vannak. Korábban volt itt cipőáruház, Singer varrógépbolt, selyemüzlet, később villamossági cikkek boltja és ABC Csemegeüzlet. Utóbbi bezárása után, helyiségei osztásával, újabb üzletek nyitására nyílt lehetőség (dohánybolt, pénzváltó, bisztró stb.).
Az egykori Magyar-olasz Bank épülete (Széchenyi utca 67.)
Műemlék. Az utcai fronton egyemeletes lakó-üzletház az 1880-as években épült, a tervező Bloch Alfréd volt. Az épületben működő Magyar-olasz Bank fiókvezetője 1922-től Székely Aladár volt. A homlokzat öttengelyes kiképzésű. A jobb oldali tengelyben kettős erkélyajtó van, előtte az erkély rácsát eredeti állapotában állították helyre. Jellegzetessége az épület felső sávjában végigfutó fogazás. A földszinti üzletben évtizedekig egy szűcs szövetkezet, majd sportruházati bolt működött, 2015-ben Frei-kávéház nyílt benne.
Lakó-üzletház (Széchenyi utca 83.)
Egyszerű homlokzattal rendelkező épület, két emelettel. Takaratlan tűzfalai zavarják az utca összképét (ez több más főutcai épületnél is előfordul). A földszintjén üzletportált alakítottak ki, műkörmös, kisállat-kereskedés, táskabolt és ékszerüzlet működik benne.
Weiszlovits-ház (Széchenyi utca 85.)
A ház építtetője Weiszlovits Samu (1864–1939) ékszer- és órakereskedő volt, „állandóan dúsan felszerelt raktárral”. Az egyemeletes épületet 1880 körül húzták fel. A ház homlokzata öttengelyű, a keleti végén lévő axis kissé kiugrik a falsíkból, amivel kiemeli a kapubejárót, amelyet egykor díszes, kétszárnyú kovácsoltvas kapu zárt le. Ablakai kváderdíszes keretelésűek, felül timpanonos lezárással. A földszinten – az ékszerüzleten kívül – több más bolt is volt. A 2010-es években női divatáru- és cipőbolt működött az üzlethelyiségekben.
Lakó-üzletház (Széchenyi utca 89.)
Az épület a 19. század végén épült, tervezője, kivitelezője ismeretlen. Egy 1900-ból származó kérvény szerint a tulajdonos Kohn Jakab volt, aki üzletportál kialakítására kért engedélyt (ezt Adler Károly adta meg). A portál kivitelezője Fischer Dávid asztalos volt. Ötaxisú épület, ablakai íves lezárásúak. A hasonlóan kiképezett kapubejáró a ház jobb oldalán helyezkedik el. Az épületben működött az államosításig az Adria Biztosító. A földszinten 2017-ben két üzlet működött.
Baumgartner-ház (Széchenyi utca 91.)
A 19. század végén épült ház építtetője, eredeti tulajdonosa nem ismert, de 1912-ben a Baumgartner család volt a tulajdonos. Az épület hátsó részéhez további épületek csatlakoztak, ezeket azonban mára lebontották. A ház homlokzata négytengelyű, a dufart (kocsibejáró) a jobb oldali két tengely alatt helyezkedik el. A földszinti üzletportált sokáig a „Merinó” méterárubolt foglalta el, a 2010-es években gyermekruházati üzlet volt benne.
Dévényi-ház (Széchenyi utca 101.)
Ugyanabból a kérvényből, amely a 91. szám alatti épület 1912-es tulajdonosát tartalmazza, kiderül, hogy akkor ennek az épületnek a Dévényi család volt a tulajdonosa. Műszerészek voltak, akik varrógép, kerékpár, rádió, fegyver javításával, kereskedelmével foglalkoztak. A négyaxisú épület bejárata a szomszédos, 91. szám kapubejárójából nyílik, homlokzati kiképzése is hasonló ahhoz. A földszinten egy vagy két bolthelyiséget alakítottak ki. A 2010-es években optikus és hallásvizsgáló üzlet működött benne.
A Borsodi Nyomda korábbi épülete (Széchenyi utca 103.)
Az épület az 1880-as években már állt. Az elődépületben 1867-ben jött létre a Miskolci Hitelintézet, amely 1913-ban átköltözött a Széchenyi utca 29. szám alatt épült új székházába. Az épület emeletén ezután lakásokat alakítottak ki, földszintjén 1902-től 1940-ig a Stamberger Márkus-féle nyomda és lapkiadó működött. 1949-től 1968-ig, az új sajtószékház és nyomda felépüléséig a Borsodi Nyomda üzemelt benne. A 2020-as években egy képzési centrum és egy lottózó foglalja el a két üzlethelyiséget. A 3+1+3 axisú épület emeleti ablakai egyenes párkányt kaptak a keret fölött, a középső tengely hármas erkélynyílása fölött viszont timpanonos lezárás van. Az erkélynek szép kovácsoltvas rácsozata van. Gazdagon díszített a koronázópárkány, az alsó sávon puttófejes kazettasor van, a fejek között oroszlánfejes konzolok helyezkednek el.
Az egykori Széchenyi szálloda épülete (Széchenyi utca 105.)
Az igen keskeny, 6 méter széles, 30 méter hosszú, ferde fekvésű telekre épült ház – ma modernnek is hatható homlokzati megjelenése ellenére – 1902-ben épült. Építtetője Kellner Jakab volt, aki a kérvénye szerint szállodát és kávéházat szándékozott nyitni, „Gróf Széchenyi” néven. A földszinten két helyiségben kávéház nyílt, e mögött négy szoba volt, amelyet a szomszédos udvarból lehetett elérni. Az emeleten szintén négy szoba, egy büfészoba és két nagyterem volt. A földszinten kialakított üzlethelyiségben női divatárubolt működik.
Bródy-palota (Széchenyi utca 107.)
Látványos homlokzatú, kétemeletes épület. Tipikus belvárosi, belső udvarral, függőfolyosóval rendelkező polgári bérház. Homlokzata szimmetrikusan kilenctengelyű, az első és az utolsó tengelyben erkéllyel az első emeleten, a középső tengelyben hatszögű zárt erkéllyel, amely a második emeleten nyitott. A telket 1666-ban említette egy összeírás, és már 1686-ban a Bató család volt a tulajdonosa. A mai épület már 1912 előtt állt, mert ekkor kért engedélyt új homlokzat kialakítására a két tulajdonos, Bródy Gyula erdőbirtokos és Weisz Mór kereskedő. A földszinti boltban Groák és társa működtetett fűszerkereskedést, de más kisebb üzletek is voltak a házban. Az épületet 2006-ban teljesen felújították, az első emeleten rendezvénytermeket, társalgókat, a második és a tetőtér alatti harmadik emeleten irodákat alakítottak ki az Észak-magyarországi Regionális Fejlesztési Ügynökség számára. A földszinten a kezdetektől üzletek voltak, például gyorsétterem, könyvesbolt stb.
BOKIK székház (Szentpáli utca 1.)
A Borsodi Kereskedelmi és Iparkamara (BOKIK) és a Miskolci Élelmiszer Kiskereskedelmi Vállalat épületét 1979-ben adták át a Széchenyi és a Szentpáli utca sarkán. A háromemeletes épület felújítása 2019-ben fejeződött be, földszintjén boltok vannak, korábban húsáruház, mobilcég fiókja volt itt. Az épület helyén egy 19. század végén épült egyemeletes lakóház állt, Katona József építtette, földszintjén bútorbolt volt.

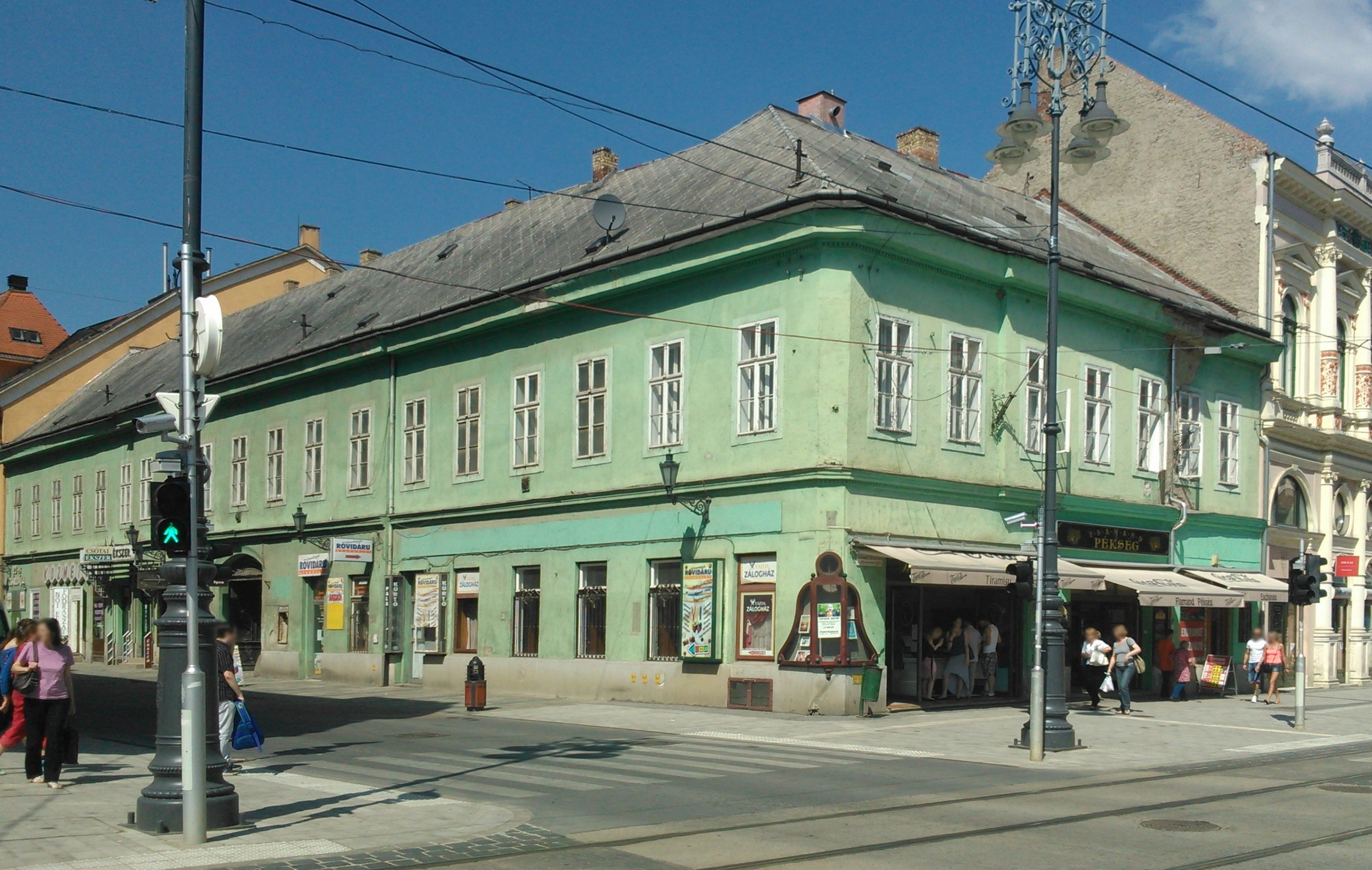
„Zöld ház” Kazinczy utca 2.
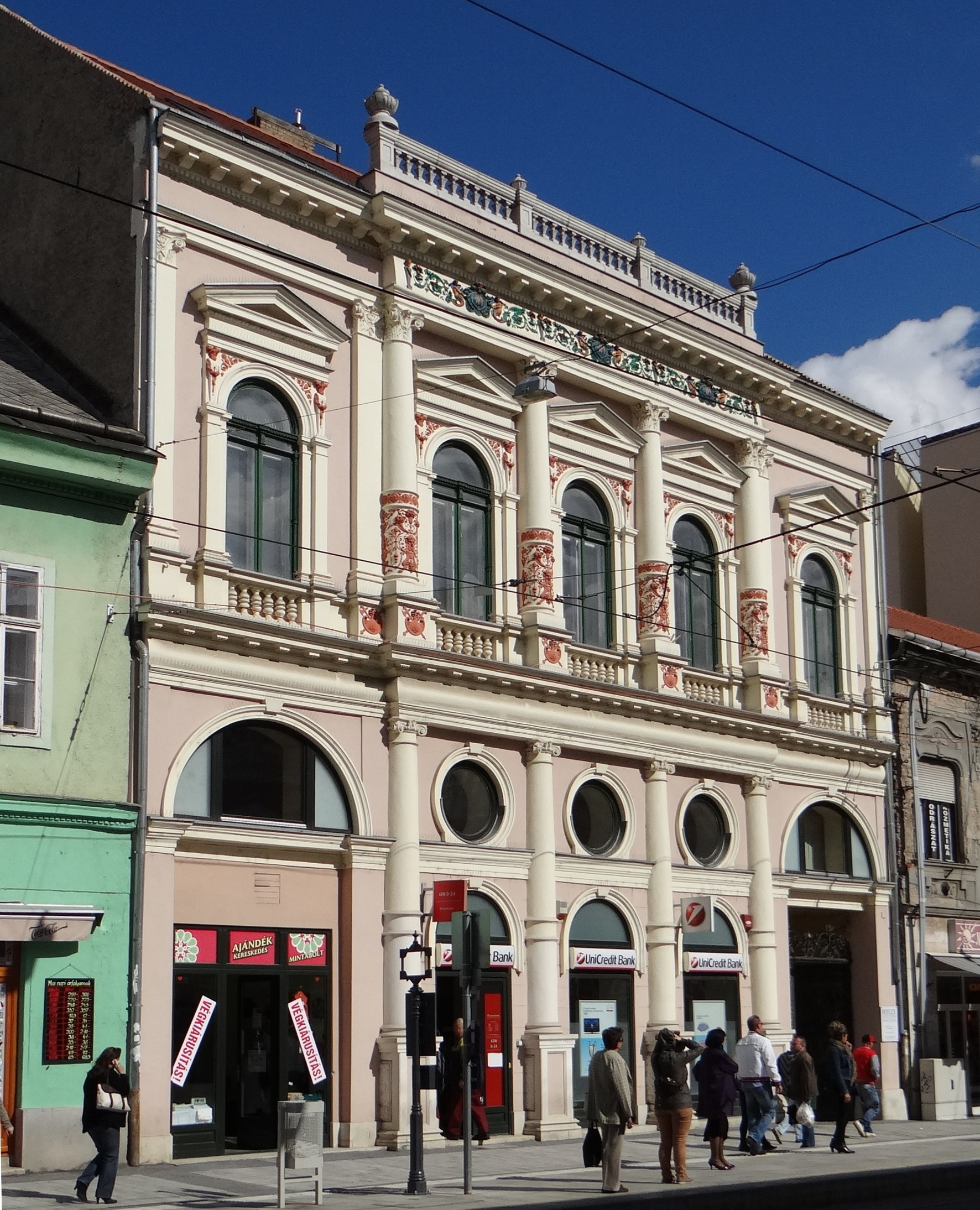
Mahr-ház (35. sz.)
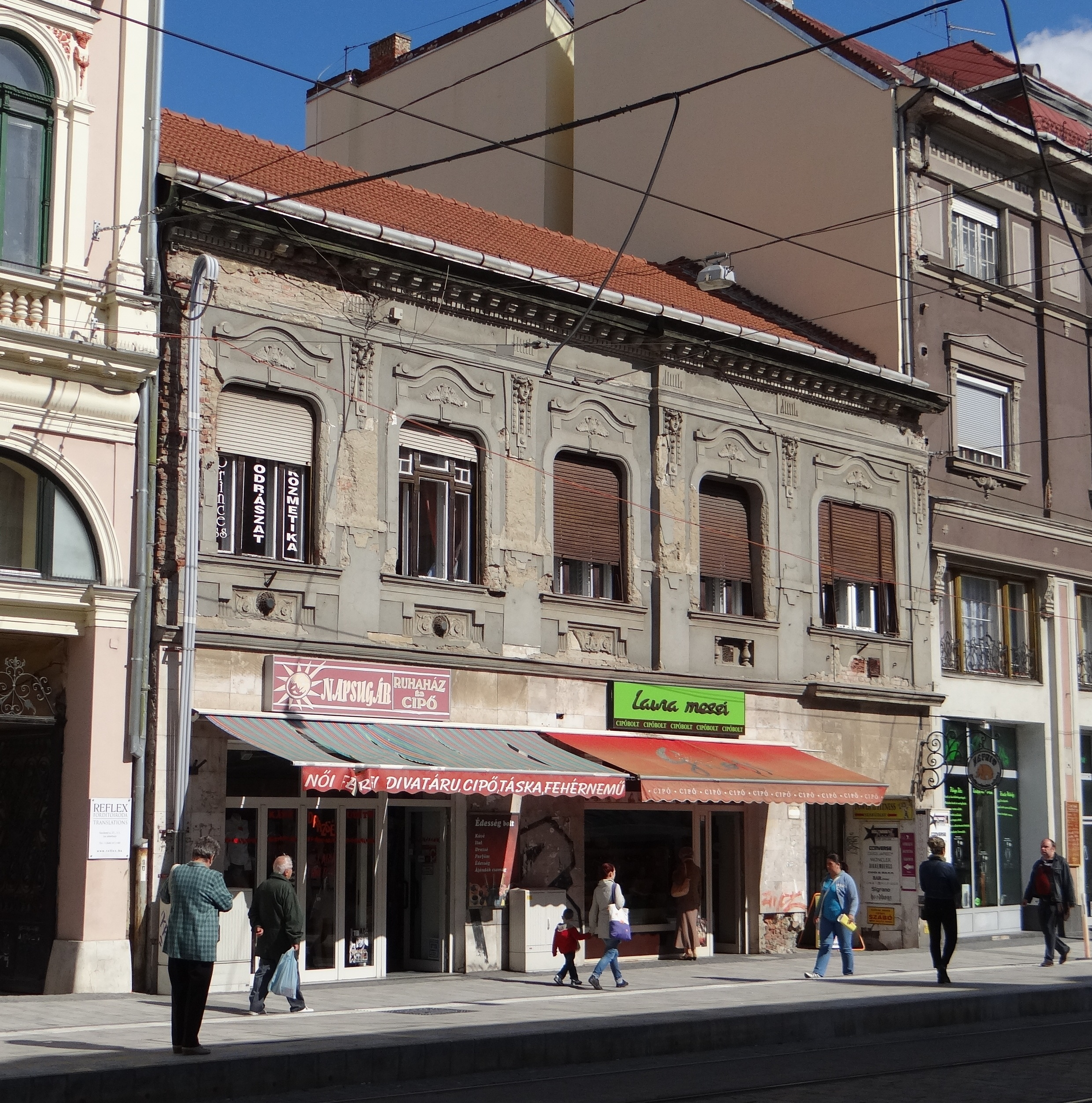
Bloch-ház (43. sz.)
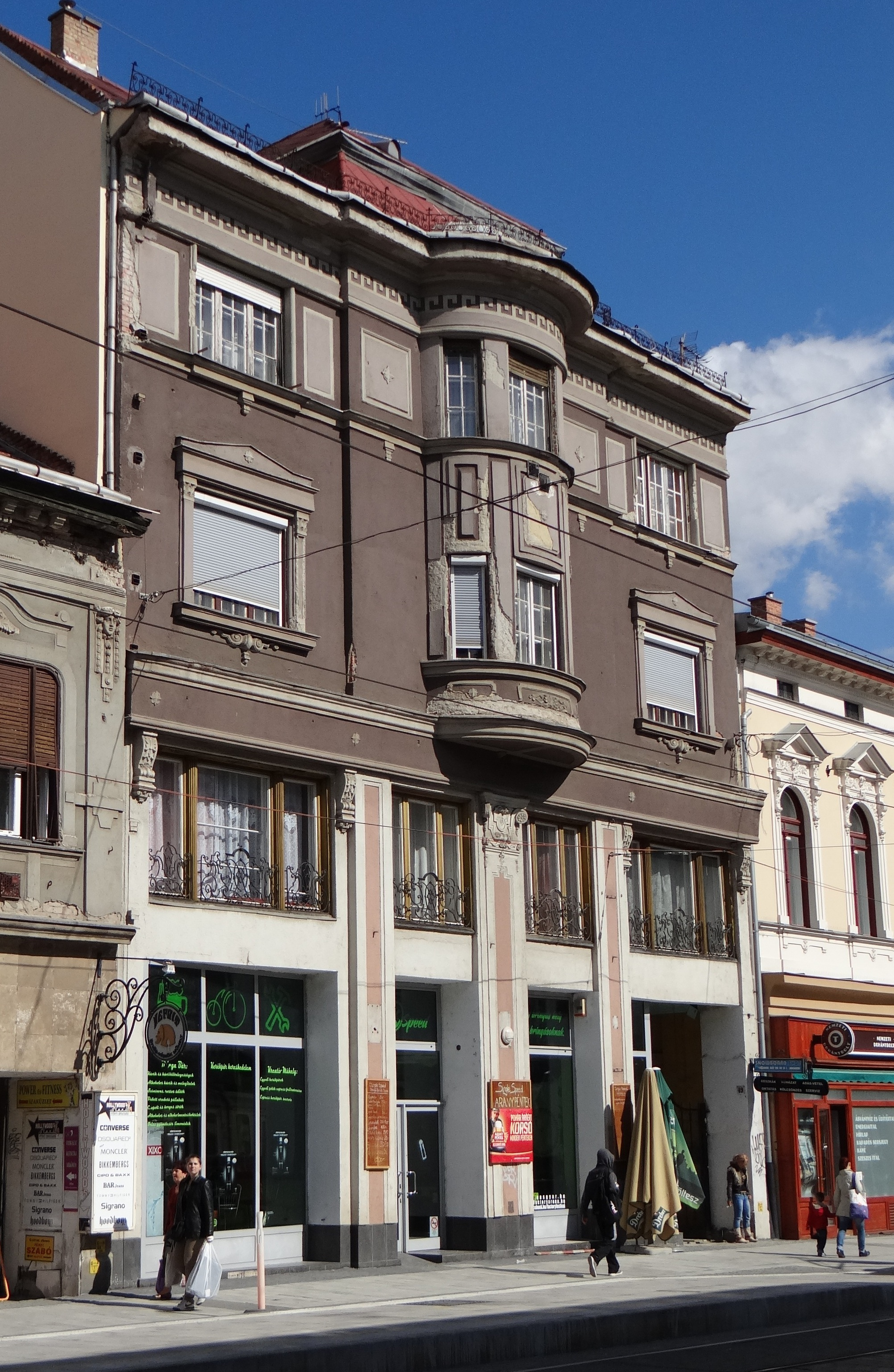
Pigay-ház (49. sz.)
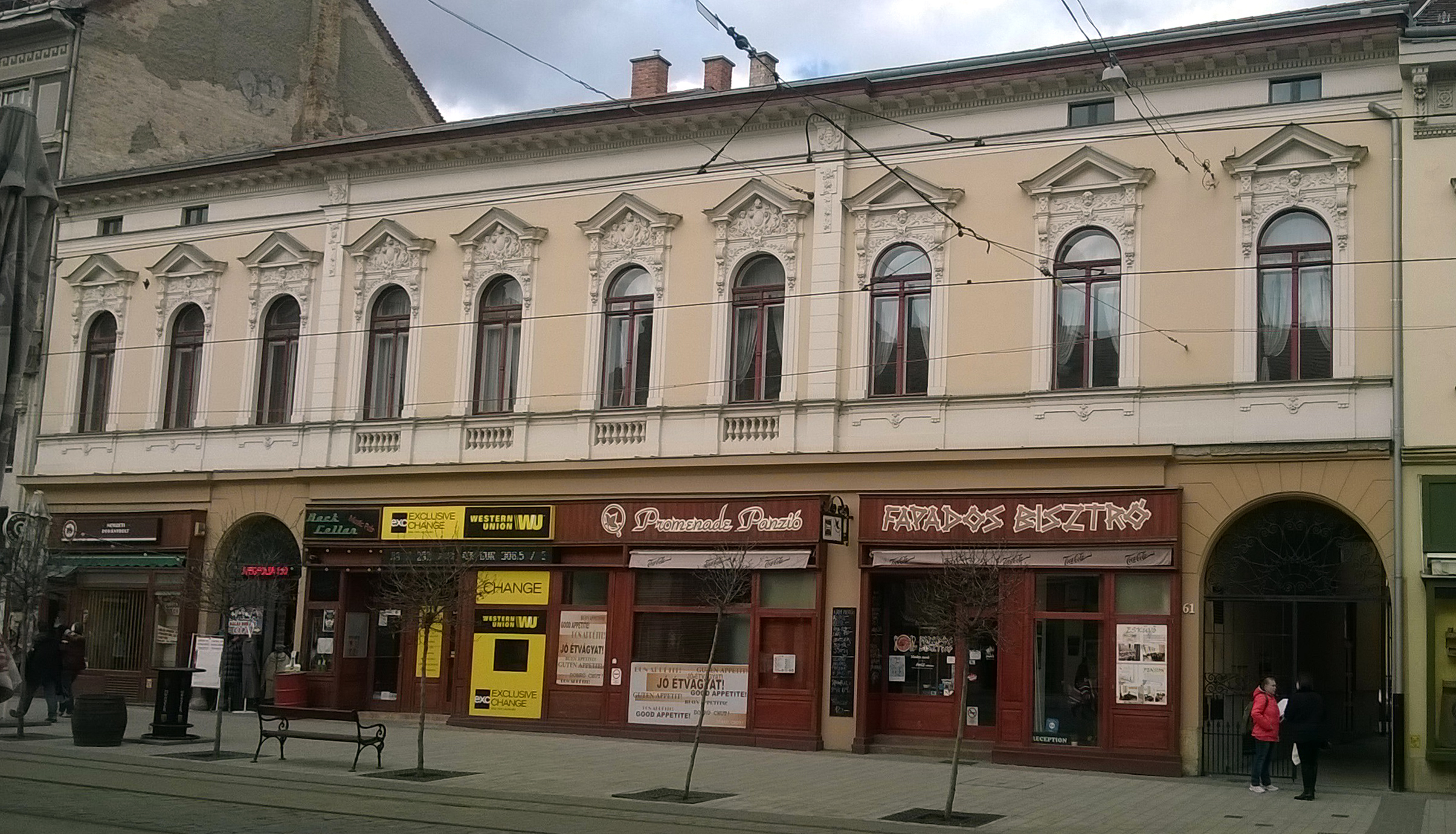
Takarékegylet épülete (59–61. sz.)
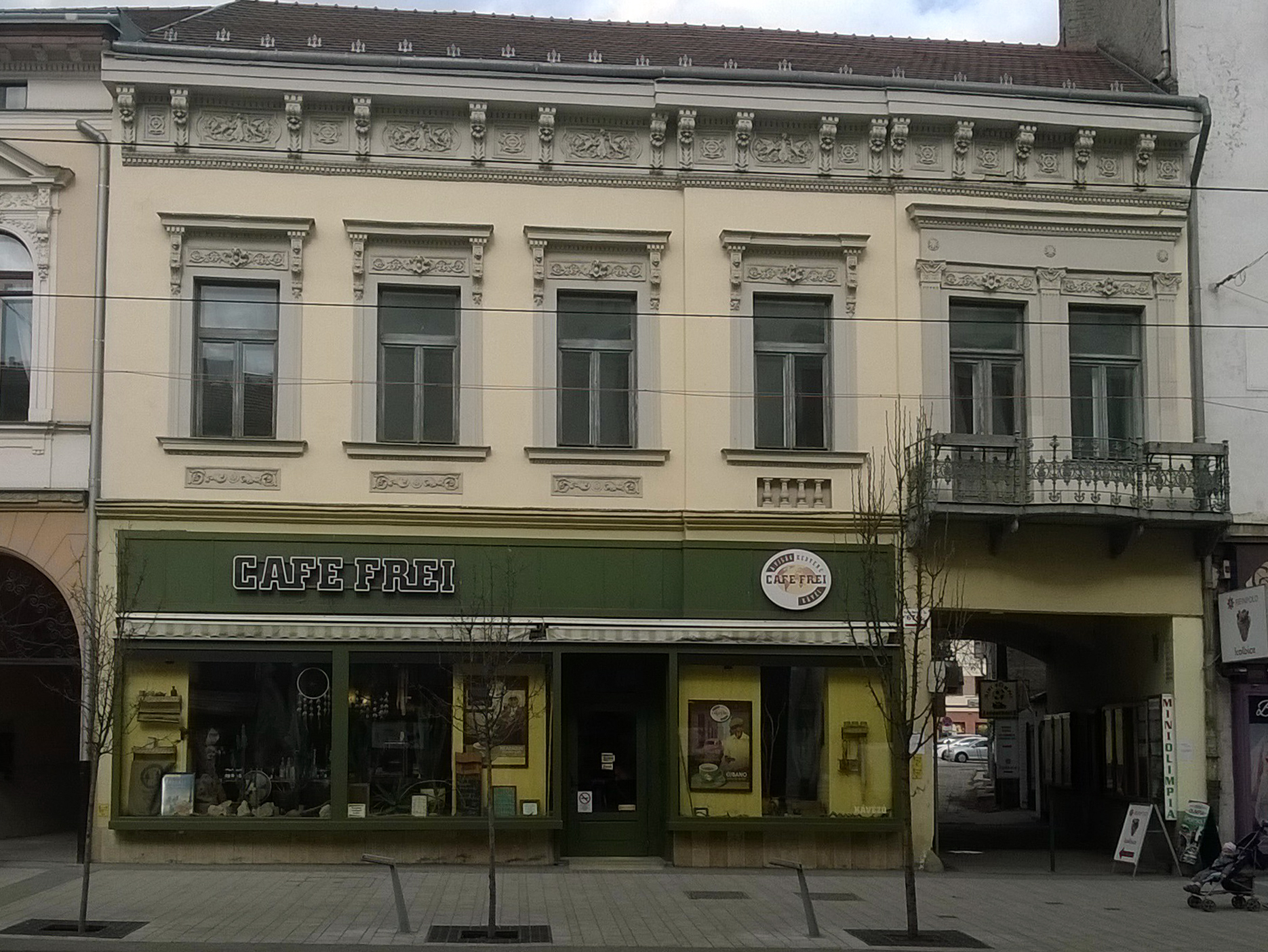
Magyar-Olasz Bank épülete (67. sz.)
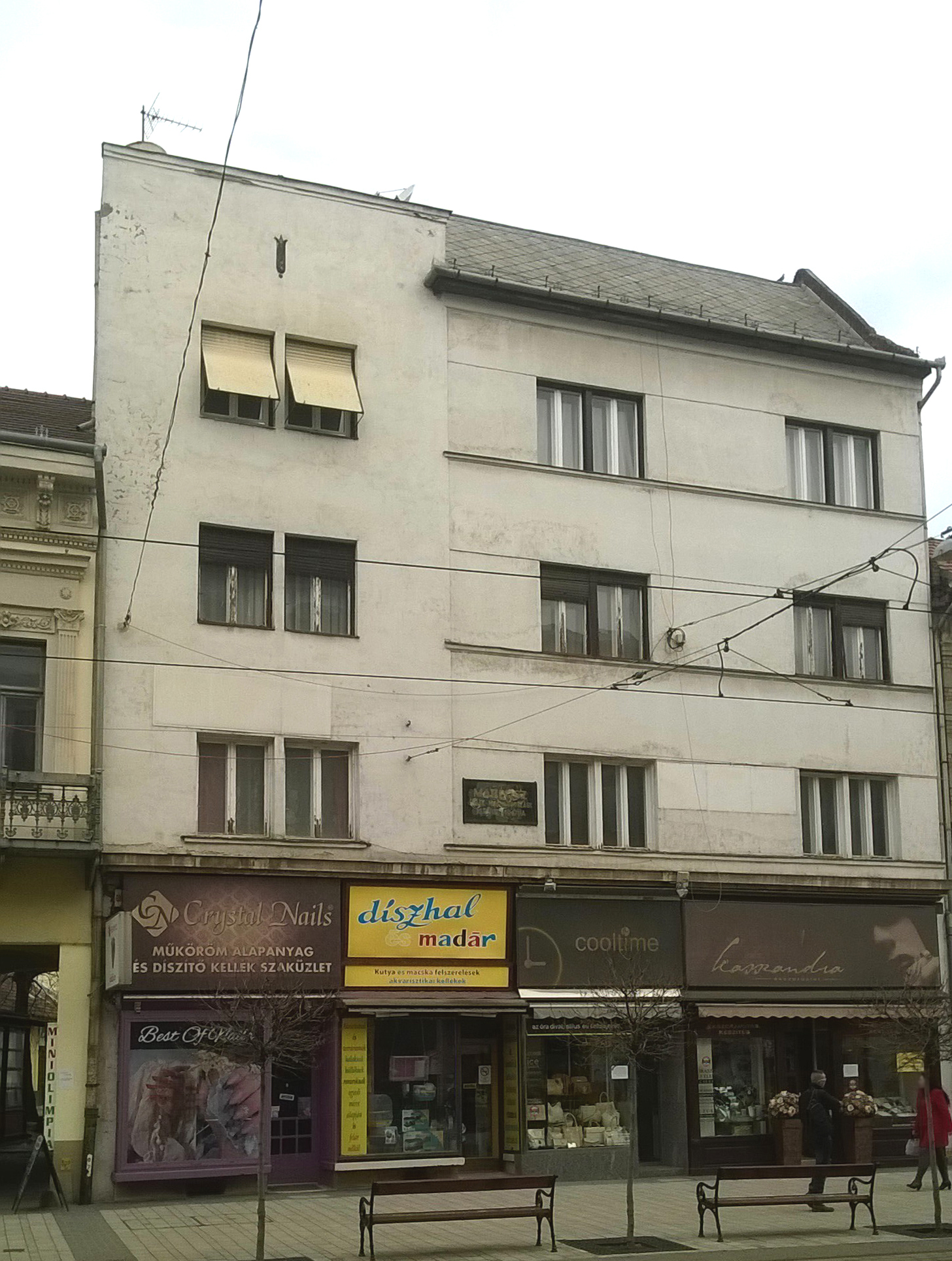
Lakó-üzletház (83. sz.)
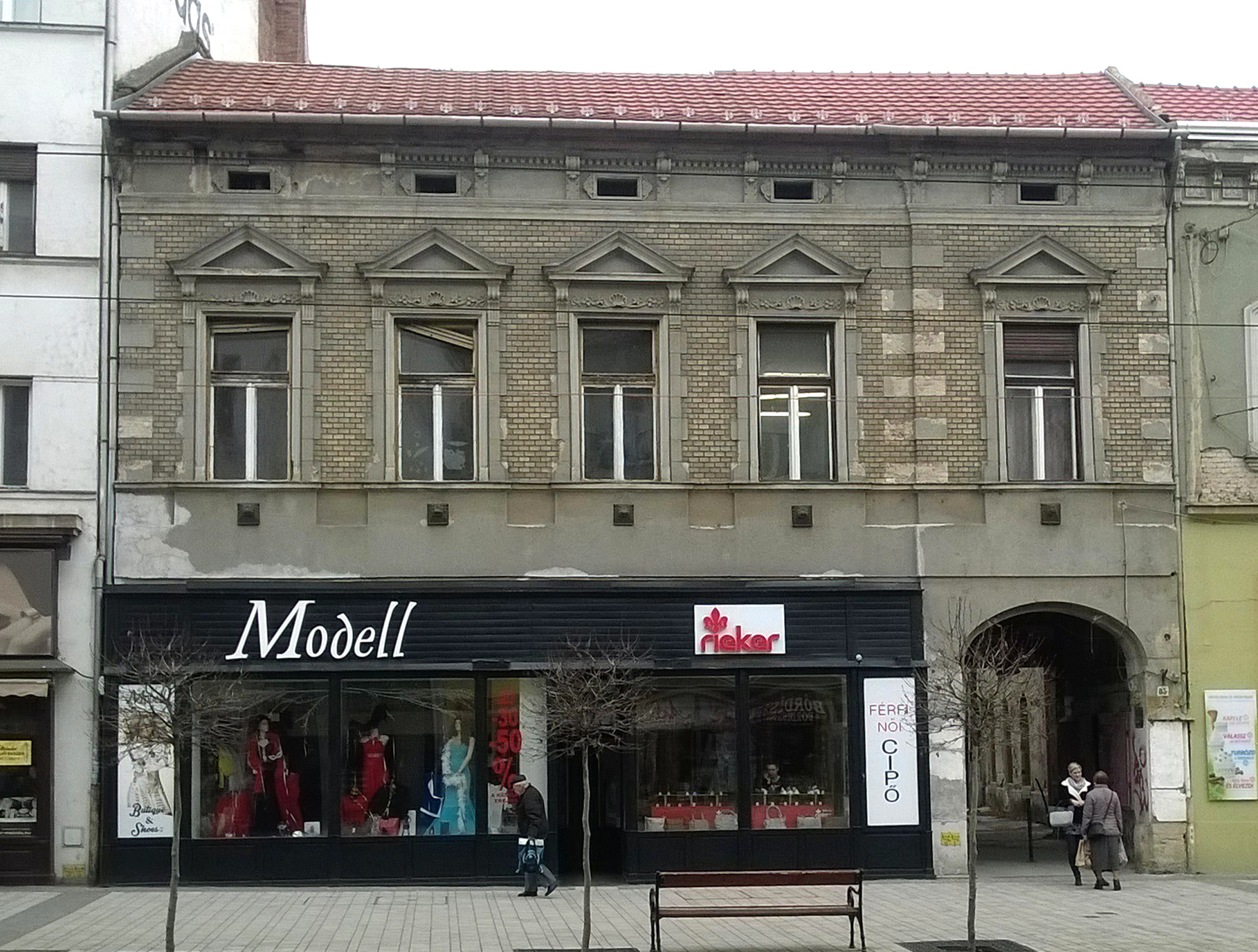
Weiszlovits-ház (85. sz.)
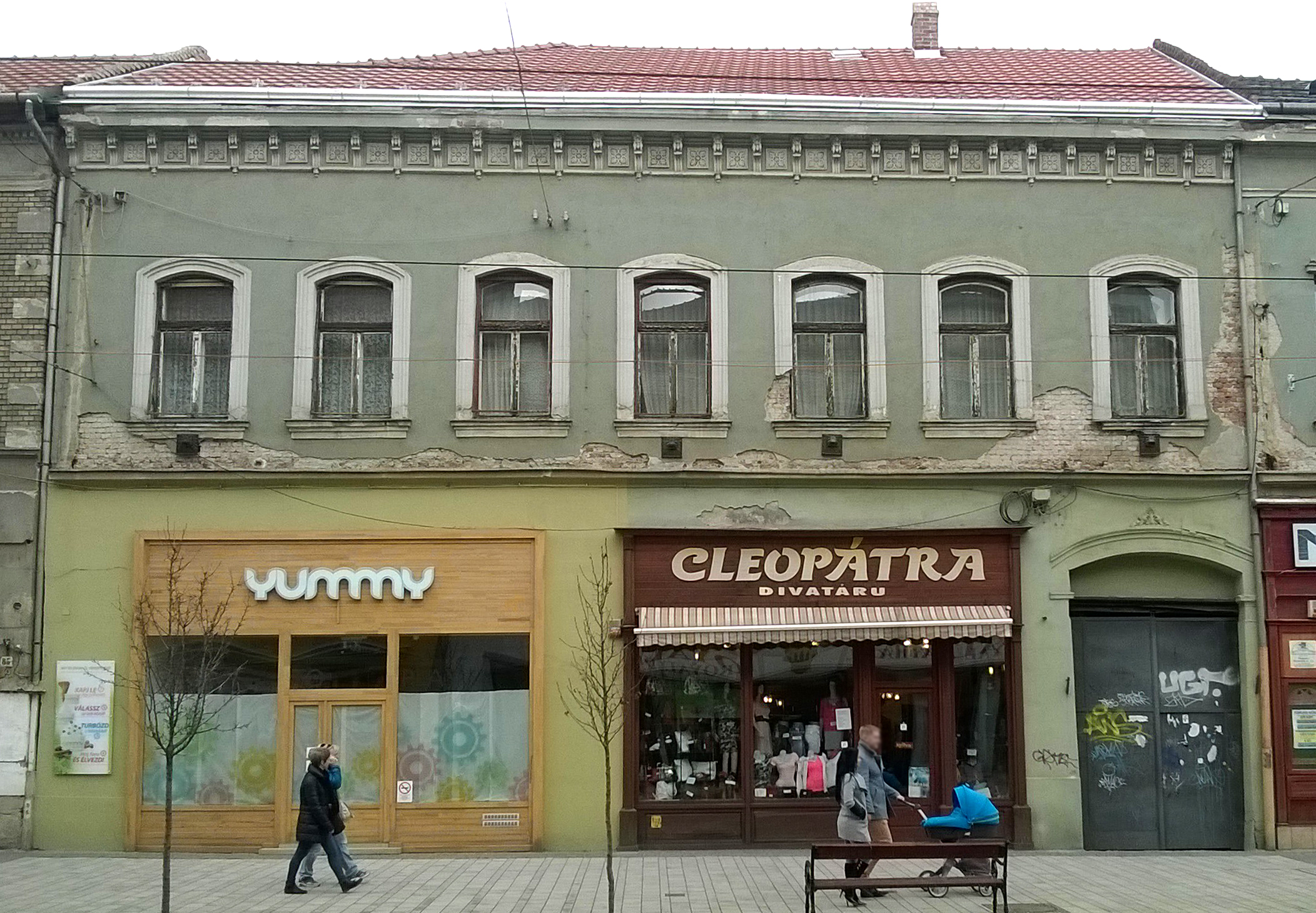
Lakó-üzletház (89. sz.)
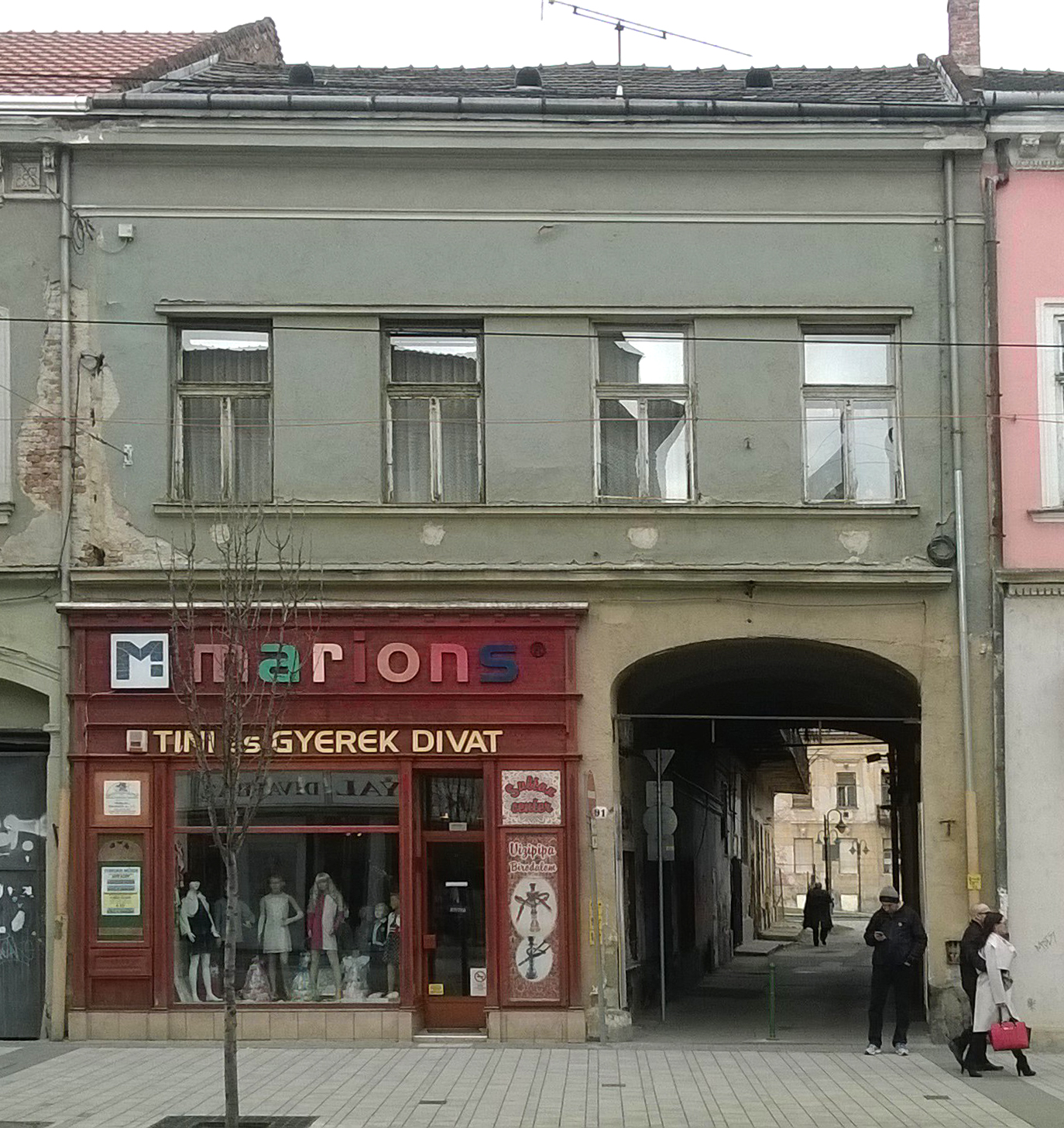
Baumgartner-ház (91. sz.)
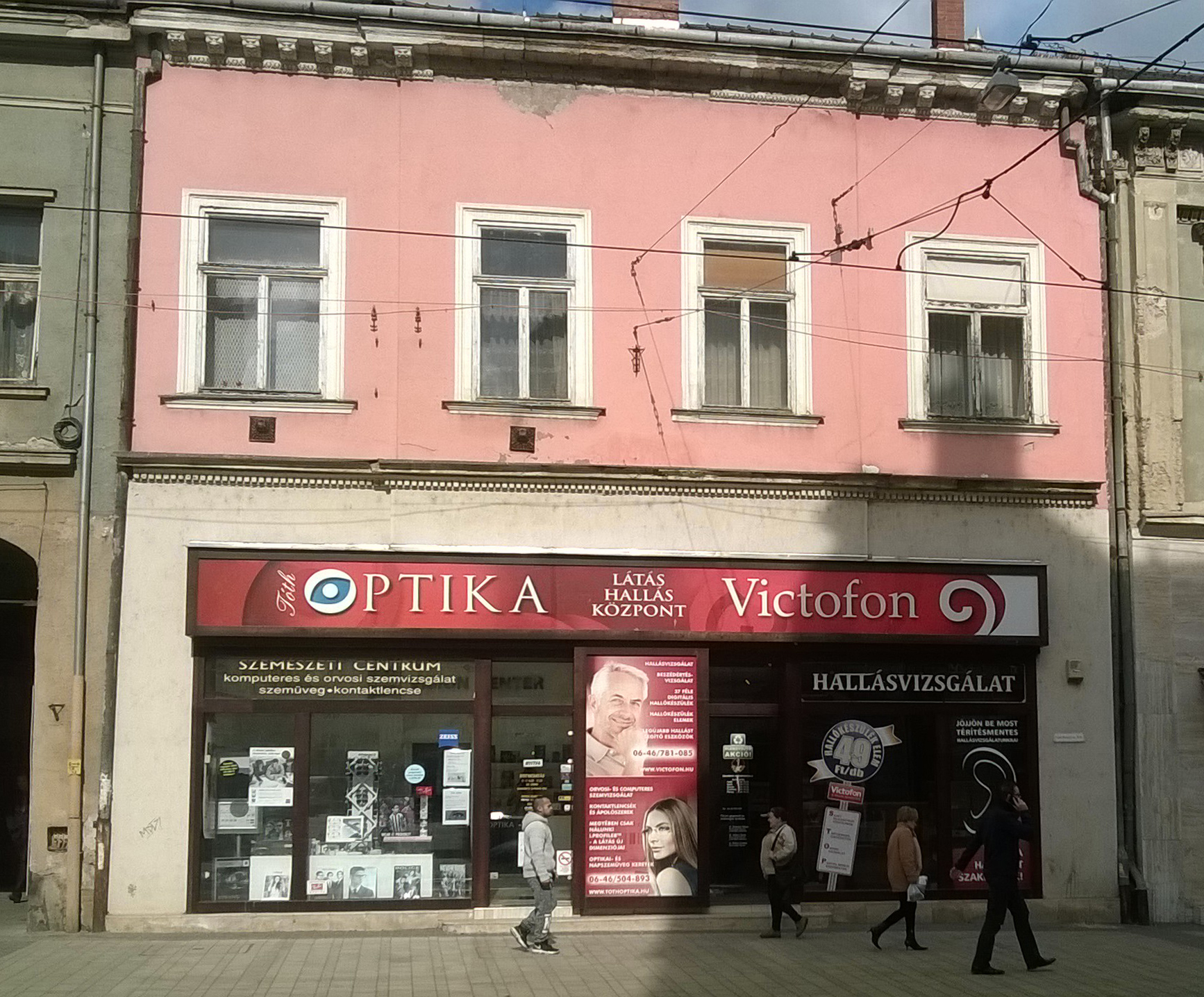
Dévényi-ház (101. sz.)
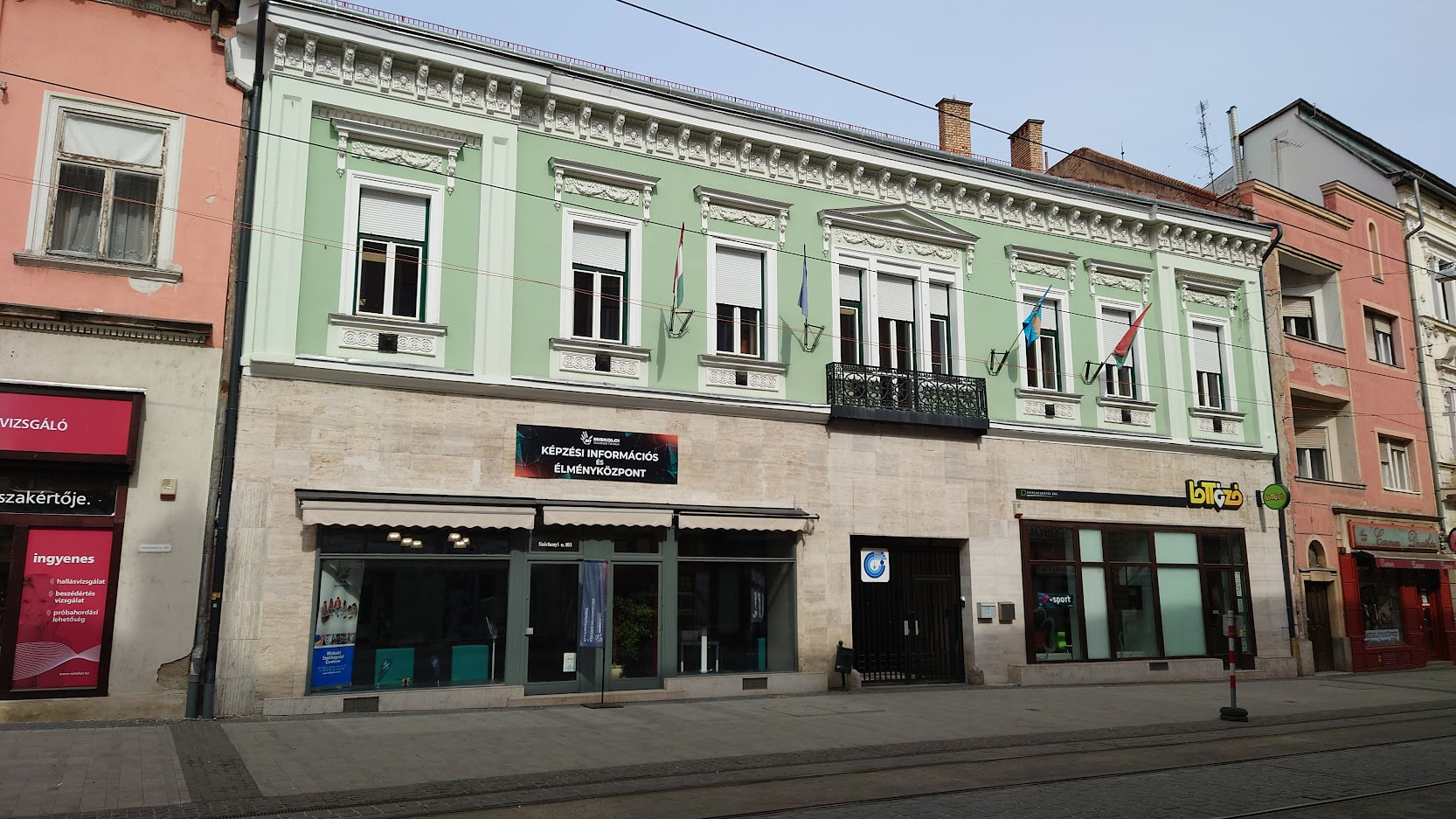
Borsodi Nyomda (103. sz.)
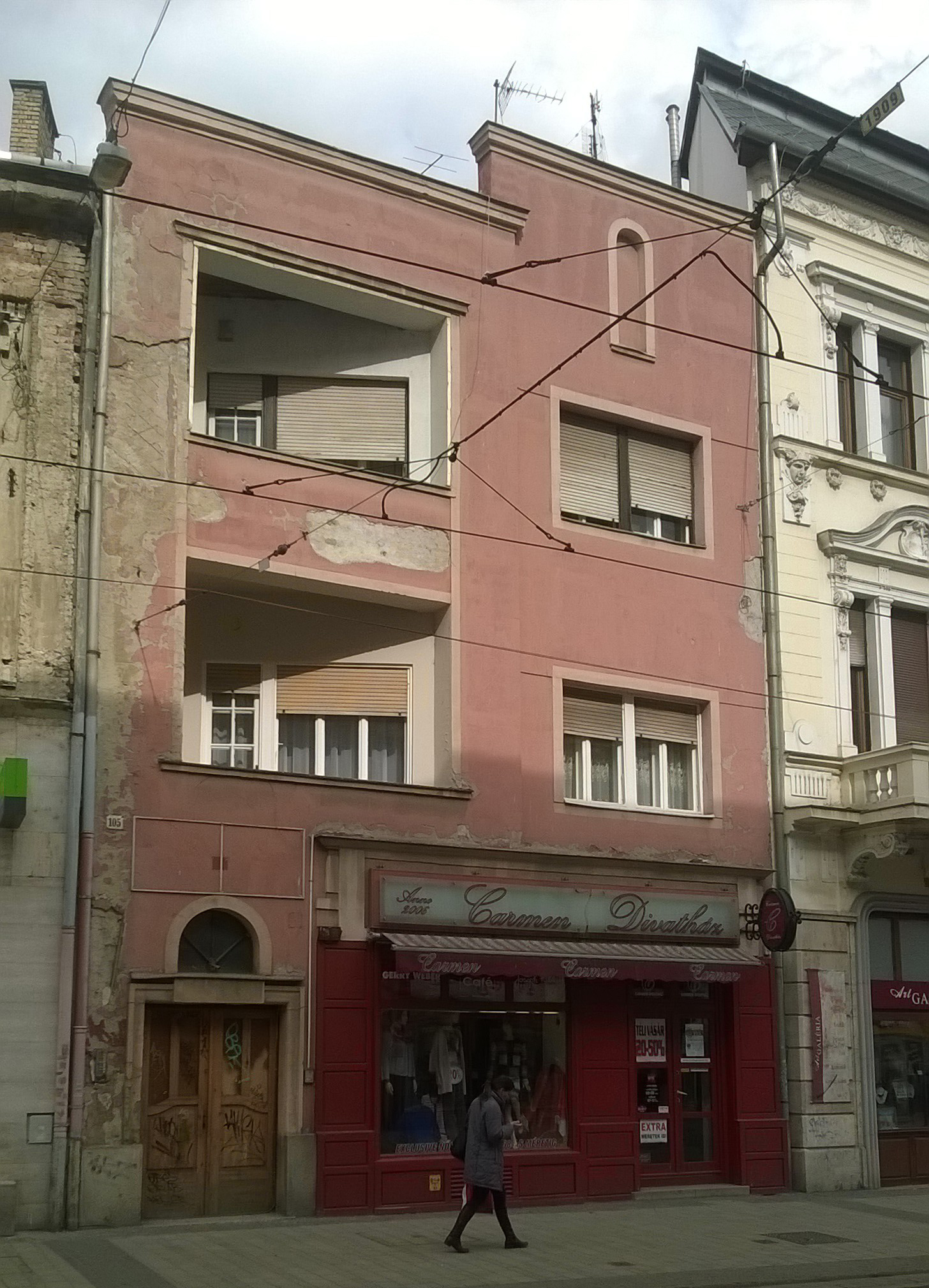
Széchenyi szálloda (105. sz.)
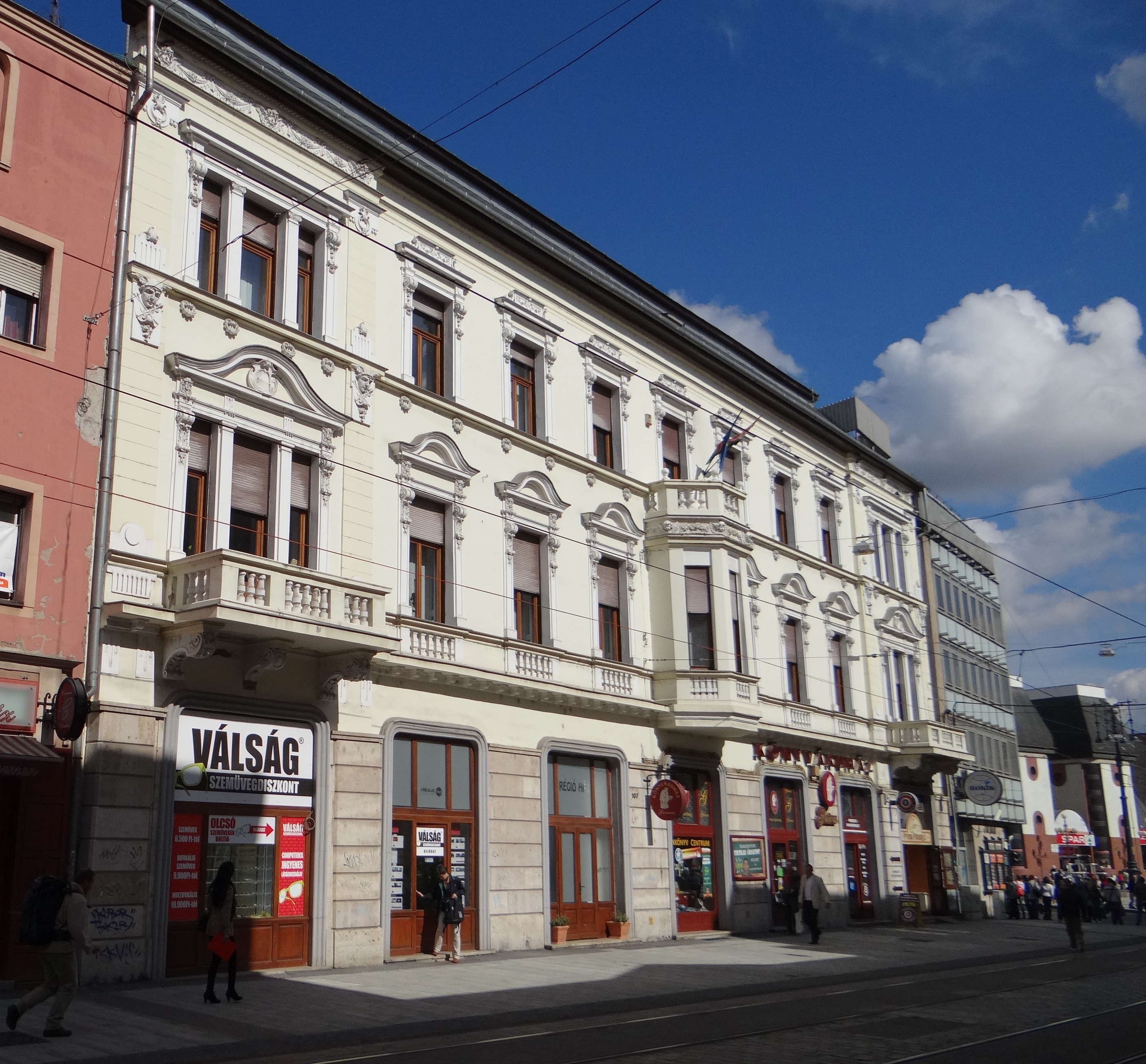
Bródy-ház (107. sz.)
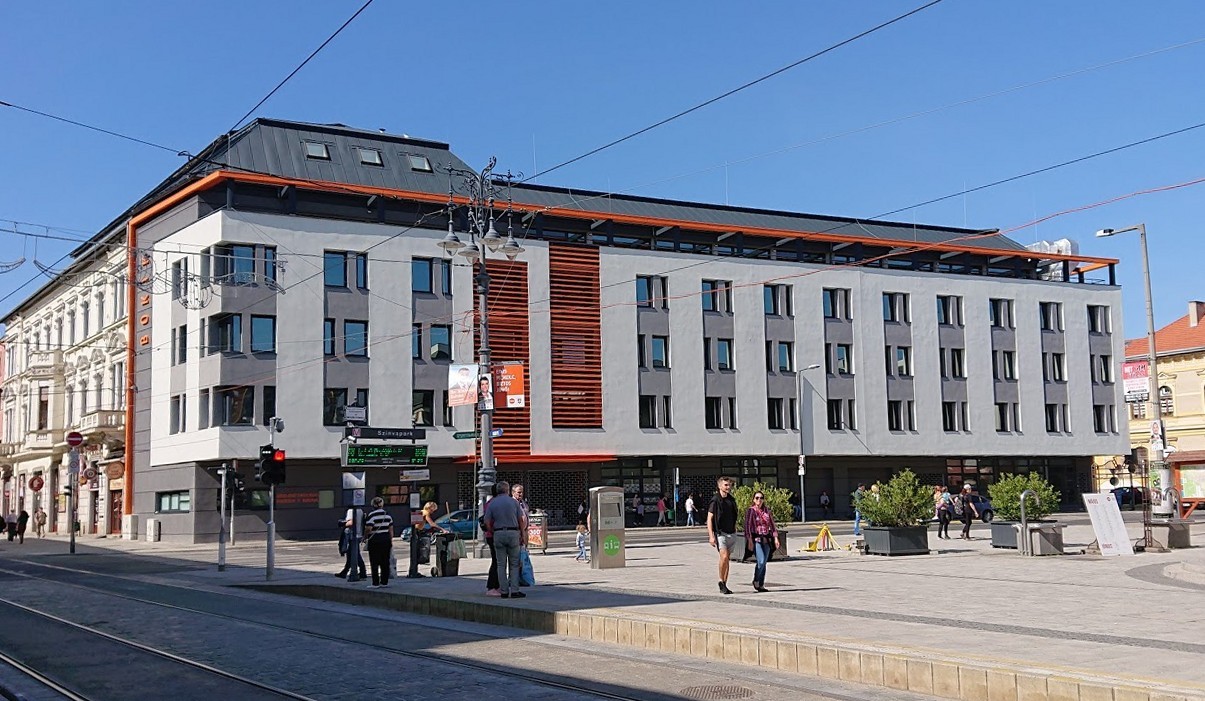
BOKIK székház (Szentpáli utca 1.)

#### A Szentpáli utcától az Ady hídig
Centrum Áruház (Széchenyi utca 111–113.)
A Centrum Áruházat Horváth István és Gyimóthy Zsuzsanna tervei alapján építették, 1970-ben adták át. Az átadásakor az ország második legnagyobb áruháza volt, Miskolcon pedig itt  volt elsőként mozgólépcső.  A terjedelmes épület három korábbi telekre épült, az ott álló 19. századi épületeket elbontották (Drot-, Groák- és Bajkor-házak). Az új áruház 9000 négyzetméteren, 12-féle szolgáltatással, 52 pénztárral és 300 alkalmazottal várta a vásárlókat. Az épületet az 1990-es évek elején kívül-belül átépítették.
Az egykori Lefler-vendéglő (Széchenyi utca 115.)
Az épület földszintes, nyeregtetője az utcával párhuzamos, a 19. század második felében épülhetett. Eredetileg nem tartozott hozzá bejárati kapu (az udvarra kis közön lehetett bejutni), a jelenlegi később épült hozzá. Az eltelt időben többször átalakították, eredeti homlokzata teljesen megváltozott, nagyon egyszerűvé vált. 1906-ban Flamm Mór és Lefler Béla Polgári Sörcsarnoka működött benne. 1918-ban Lefler Károly tulajdonába került, az 1930-as években kerthelyiségét reklámozták. A háború után a Ruházati Kiskereskedelmi Vállalat központja volt benne, azóta különböző üzletek használják.
Márkus-palota (Széchenyi utca 117.)
A Márkus-palota a Széchenyi utca utolsó tömbjének legmagasabb épülete, építtetője Márkus Soma terménykereskedő volt. A késő szecessziós palotát 1912-ben adták át. Az emeleten bérlakások voltak, a földszintet az 1920-as években szabóság, műszaki kereskedés és Rosemberg Lajos bútoráruháza foglalta el. Érdekessége az épületnek az első és a második emelet aszimmetrikus kialakítása: bal oldalon hármas tagolású keskeny ablakok, középen erkélyajtó félköríves erkélyekkel, jobb oldalon pedig széles, hármas osztású ablakok. A harmadik emelet tetőtérbeépítés nyomán keletkezett az 1930-as években.
Rosenwasser–Fried-palota (Széchenyi utca 119.)
A telken álló elődépület földszintes lakó-üzletház volt, ezt 1884-ben újította fel Rosenwasser Dávid, aki 1910-ben kapott engedélyt a ma is látható kétemeletes Rosenwasser-palota felépítésére. Az épület később, 1930-tól Fried Móré lett, és ettől kezdve Fried-palota néven (is) emlegették. Stílusa szecesszióba hajló eklektika. Déli homlokzata – a földszint kivételével – megőrizte huszadik század eleji formáját, a földszinten csak a kétszárnyú szecessziós kapu egyidős az építkezéssel.
Stern-ház (Széchenyi utca 121.)
A kétemeletes lakó- és üzletház 1910-ben épült, özv. Stern Miksáné volt az építtető. Külső megjelenésével, méreteivel a szomszédos épülethez igazodott. Főhomlokzatán mindkét emeleten négy ablak, illetve erkélyajtó van, az első emeleten középen, a második emeleten a két szélsőnél erkély található. A homlokzat az Ady Endre utca felé megtörik, és ott is négy-négy ablakot tartalmaz. A földszinten üzlethelyiségeket alakítottak ki.

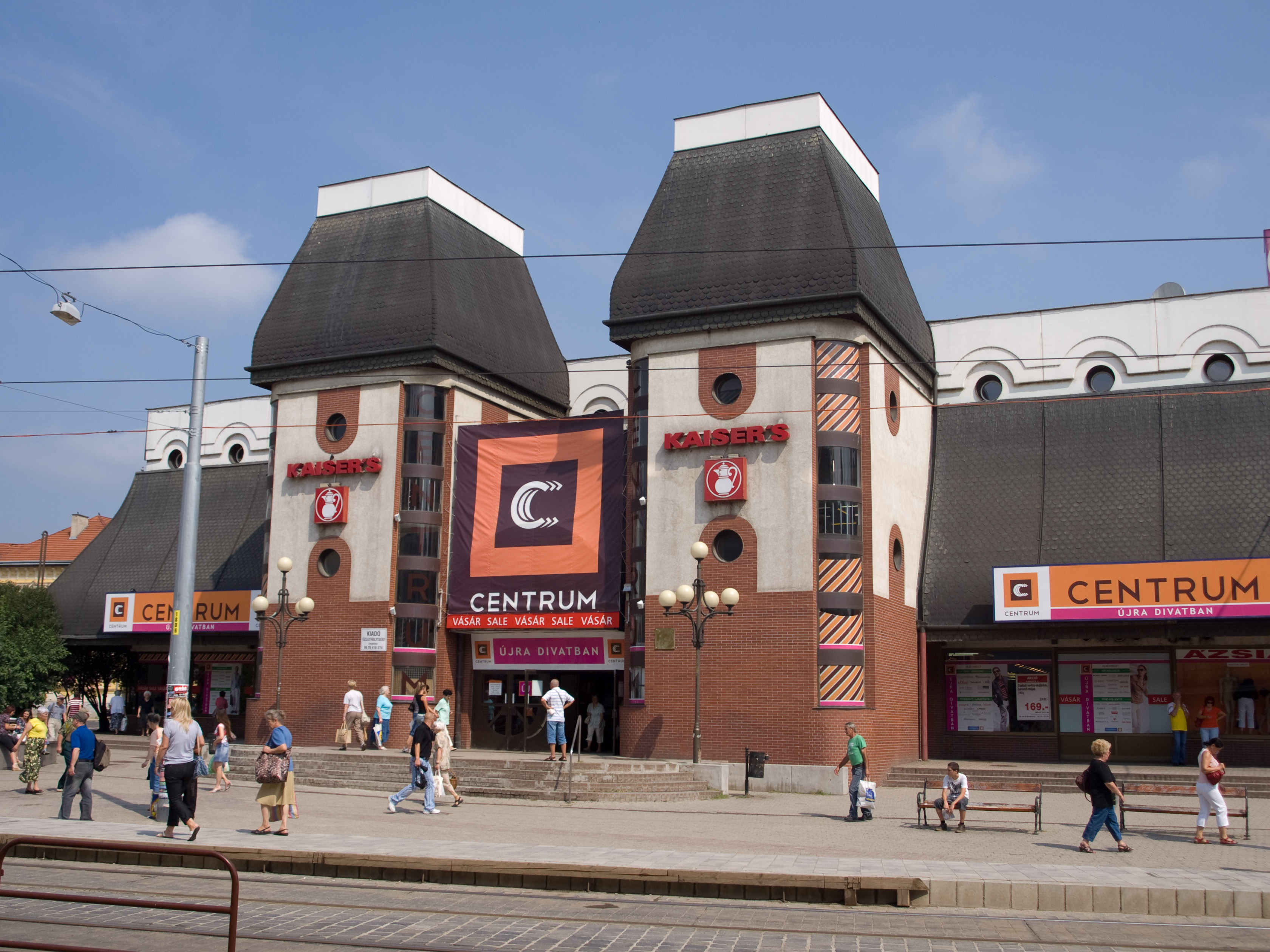
Centrum Áruház (111–113. sz.)
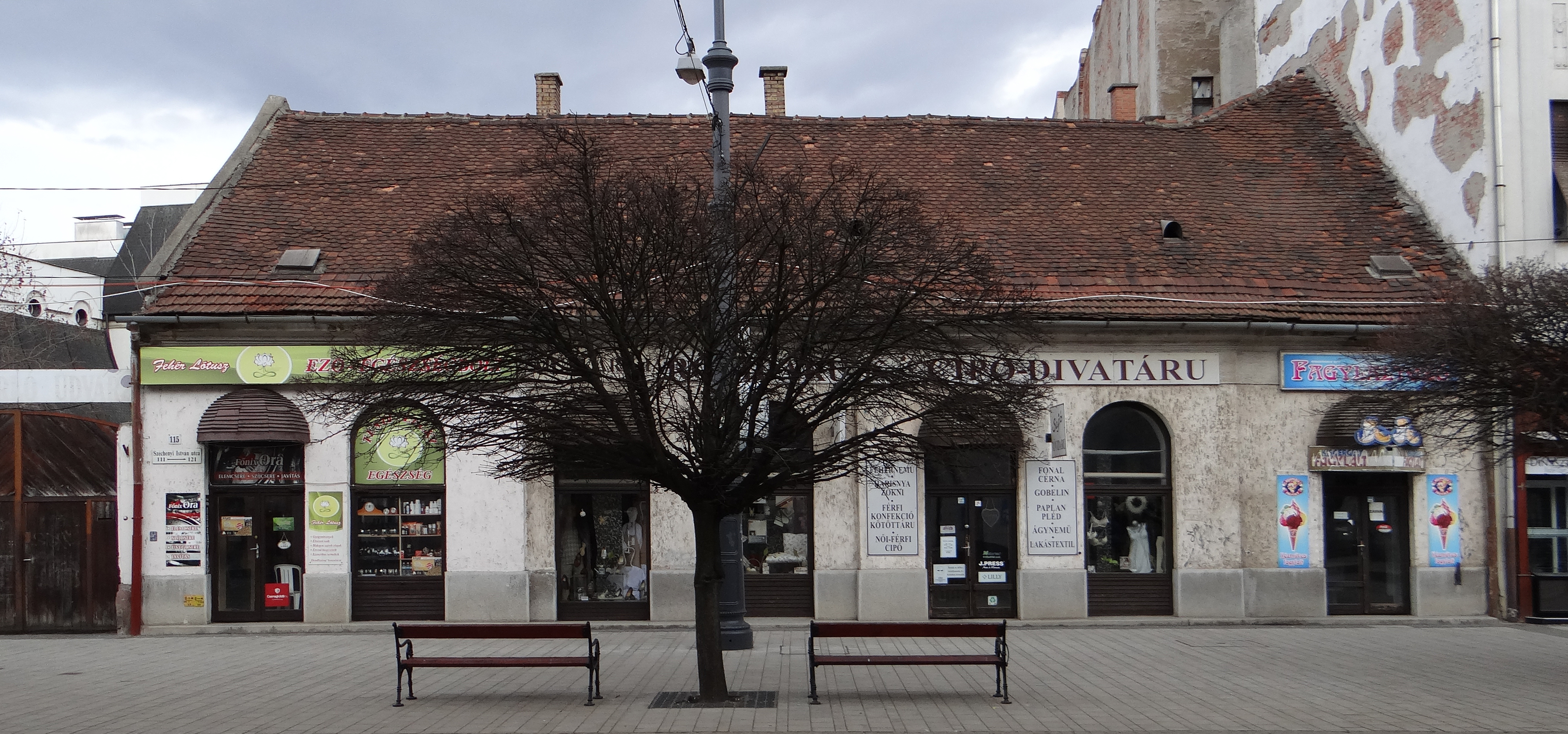
Egykori Lefler-vendéglő (115. sz.)
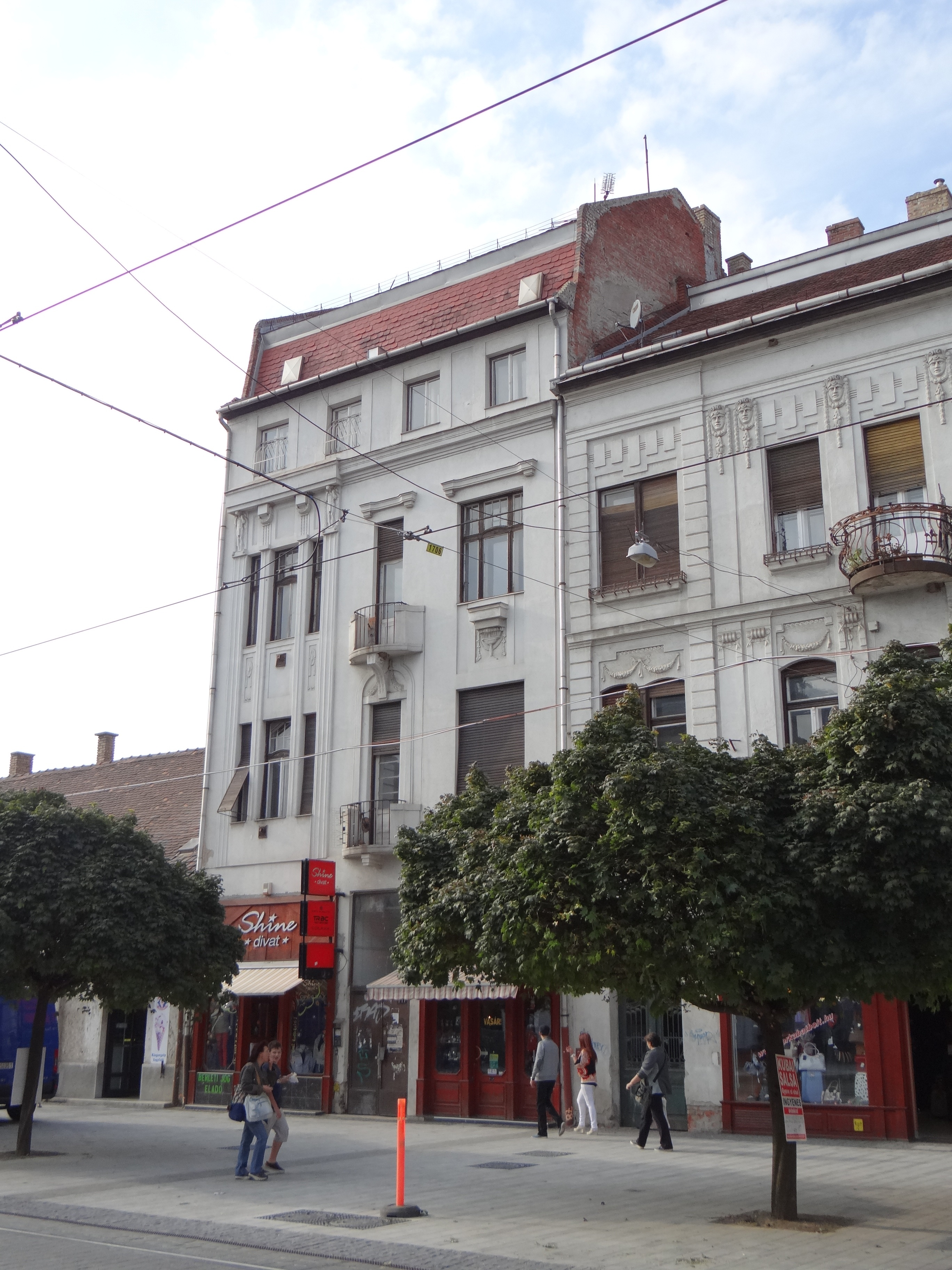
Márkus-palota (117. sz.)
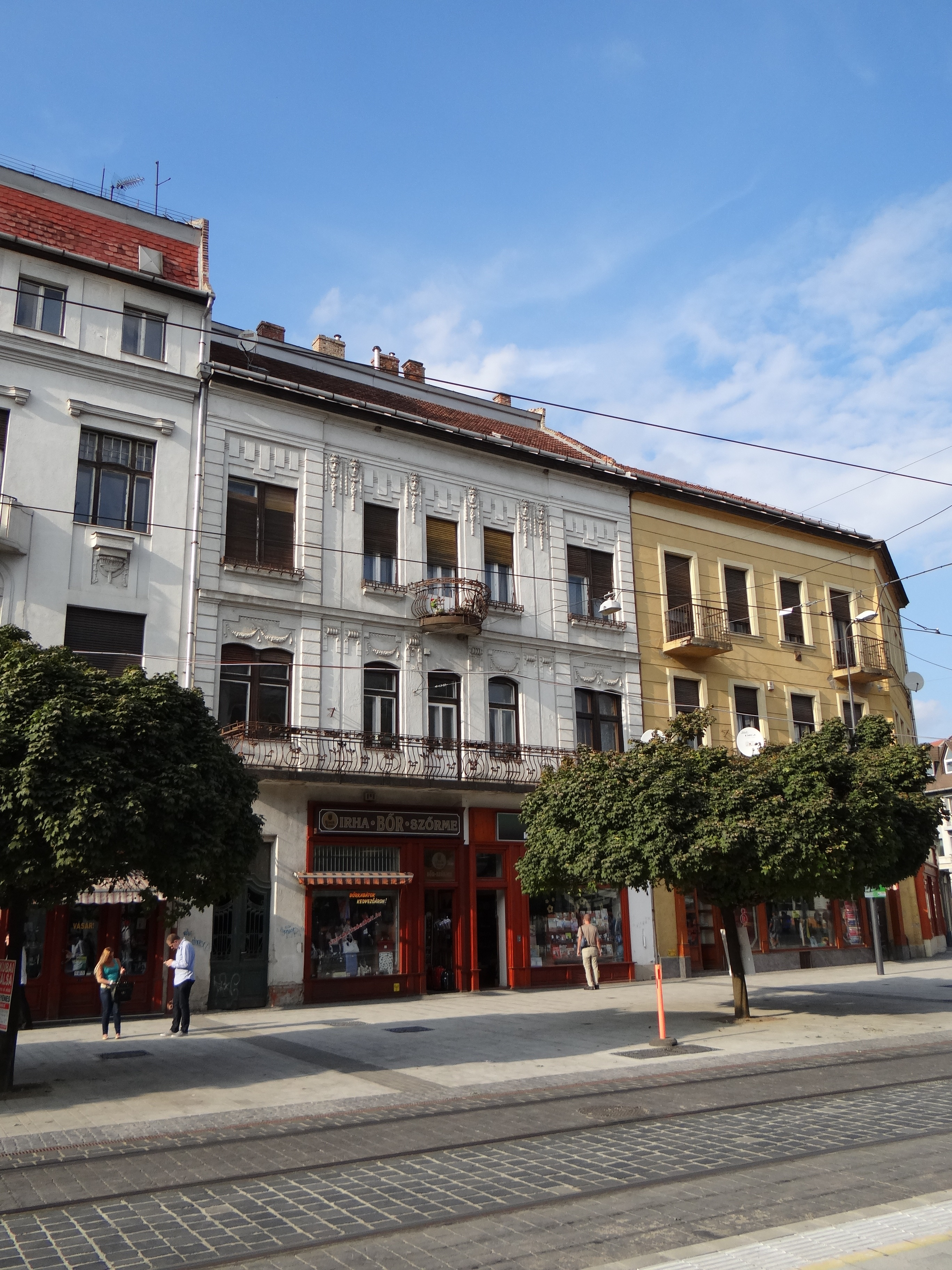
Rosenwasser-palota (119. sz.)
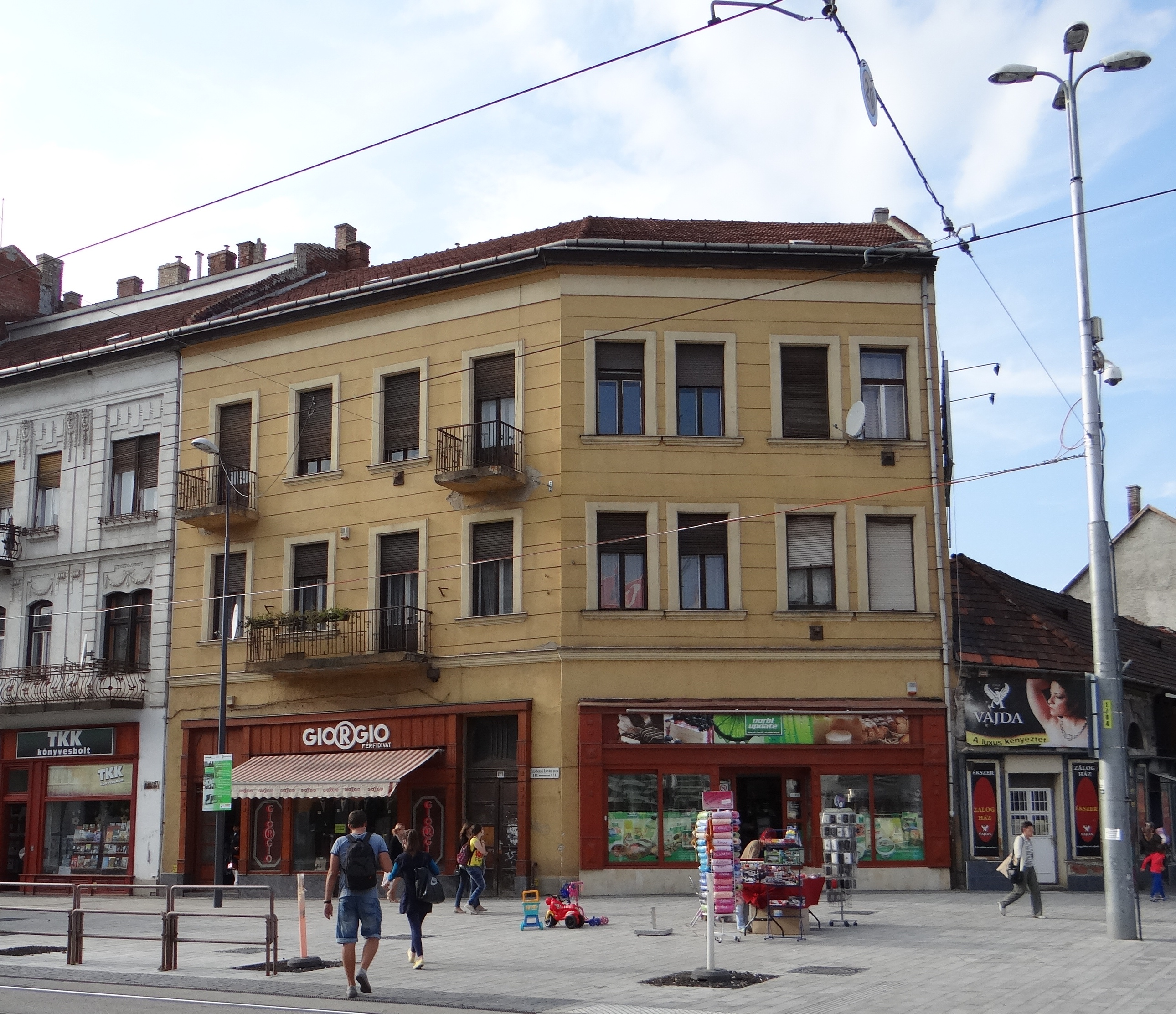
Stern-ház (121. sz.)

### Déli oldal

#### Az Erzsébet tértől a Rákóczi utcáig
Steinfeld-ház (Széchenyi utca 2.)
A Széchenyi utca és az Erzsébet tér északkeleti sarkán álló házat Steinfeld Zsigmond építtette. A telken korábban az 1871-es tűzvészben leégett Szirmay-kúria állt, az annak helyére épített egyemeletes ház viszont az 1878-as árvízben omlott össze. A mai épület eredetileg egyemeletes volt, a második emeletet 1989-ben építették rá. Megjelenését harmonikussá teszi, hogy a földszinti üzlethelyiségek az emeleti öt tengelyelrendezésű kialakítást követik, az Erzsébet téri homlokzat nyolcaxisú.
Diószeghy-ház (Széchenyi utca 4.)
A Diószeghy-ház elődépületének tulajdonosa 1793-ban a Noszticzius család, 100 év múlva a Barczy család volt. Miként a szomszédos házat, ezt is tűz és árvíz pusztította el. A helyére az 1880-as években a Diószeghy család építtetett egyemeletes lakó- és üzletházat (a Diószeghyek több bérházat is építtettek a városban), és ezzel egy időben a szalagtelek déli harmadában, Szinvára néző homlokzattal Fűrész Ferenc kereskedő építtetett házat. Az üzletekben sok cég megfordult: Götz Károly fényképész, a Magyar Kereskedelmi Vállalat ruhaüzlete, Hapta Bernát kőnyomdája, Vajda Adolf ügyvédi irodája stb., a 20. században Sebestyén Jakab írógépüzeme, Könyves János divatüzlete, a Felsőmagyarországi Reggeli Hírlap szerkesztősége és mások. Az épületet 1988–89-ben felújították, egyben ez is kapott egy plusz emeletet. A homlokzat négyaxisú, a bal oldalon, a kapu tengelyében kiemelt homlokzati sáv látható. Az első emeleti ablakok félköríves, a második emeletiek egyenes lezárásúak.
A Szentmiklósy-kúria utódépülete (Széchenyi utca 6/a.)
A telek az 1702-es Kötelkönyv szerint a 15. kötelbe tartozott, és tulajdonosa a Szentmiklósi család volt. Az ott álló kúriát tűz és árvíz pusztította el, a mai épületet – még egyemeletes lakó- és üzletháznak – az 1880-as években építették. 1989–90-ben az épületet felújították, sőt második emeletet is kapott. Hataxisú épület, az ablakok párokba vannak rendezve. Az emeleti ablakok szemöldökpárkányát tojásléces tagozatok alkotják, az első emeleten az alattuk lévő törtsíkú tükörben egy-egy rozetta látható. A földszinten – minden két-két emeleti axis alatt – három üzlet működik.
A Palóczy-kúria utódépülete (Széchenyi utca 6/b.)
Ez a telek a 16. kötelbe tartozott. Nemesi kúria állt rajta, a Palóczy család – Palóczy László őse – tulajdonolta. Az épület komoly károkat szenvedett az 1843-as tűzvészben. A helyén emelt mai lakó-üzletház 1853 és 1895 között épült. Külső megjelenésében a késői szecesszió jegyeit hordozza. Földszintjének jobb oldalán a kapubejáró egykor teherforgalmat is lebonyolított. Az első emeleten a két szélső tengelyhez, a második emeleten pedig a két középsőhöz erkélyt illesztettek. A földszinti üzlethelyiségben korábban – többek között – méteráruüzlet és divatszalon volt, a 2010-es években étterem működött.
Egykori görög kereskedőház (Széchenyi utca 8.)
Az épület Széchenyi utcai frontja tízaxisú, ebből négy a középrizalitban, három-három pedig az oldalrizalitban foglal helyet. Az eredetileg egyemeletes épület felújítását emeletráépítéssel egészítették ki. A középső és a bal szélső részen, az első emelet magasságában egy-egy fiúszobor áll. Ásatási eredmények szerint a telken a diósgyőri pálosok egykori kúriája állt. Oklevelek igazolják, hogy a területet és a rajta álló építményeket Ivánka fia János, illetve özvegye ajándékozta a pálosoknak. A 19. század elején, valószínűleg 1812-ben, Stajovics Péter görög kereskedő építtette a mai házat. A Miskolcon szokatlanul széles utcai fronttal rendelkező épületet a század elején készült útikalauzok „megtekintésre érdemesnek” tartották. Korabeli sajtóhírek szerint ebből a házból költözött mai helyére az Arany Szarvas Gyógyszertár.
Biztosító palota (Széchenyi utca 10.)
A Biztosító palota kétemeletes épületét 1909–10-ben építették az Első Magyar Biztosító Társaság számára. Ebből lett 1949-ben az Állami Biztosító Nemzeti Vállalat, majd az AB-Aegon használta. Az elődépület a szomszédos Dőry-kúria nyugati szárnya volt. A ház 1988–89-ben teljes körű felújításon esett át, belső udvarát üvegtetővel fedték be, a függőfolyosókat is átalakították. 2002-ben a Vám- és Pénzügyőrség költözött az épületbe. A ház homlokzata hétaxisú, szimmetrikus elrendezésű. A kapuzat fölött erkély helyezkedik el, két oldaláról pilaszter emelkedik a két emelet magasságáig. A homlokzatot timpanon zárja le, amelyben a koronás magyar címert helyezték el. Alatta felirat utal az épület tulajdonosára.
Dőry-kúria (Rákóczi utca 2.)
Műemlék. Az épületben 1996. június 30. óta a Miskolci Galéria foglal helyet. Miskolc legrégebbi „felháza”, azaz emeletes kőháza, a gazdag nemes Dőry család építtette 1704 előtt. Az épületben – a hagyomány szerint – II. Rákóczi Ferenc kétszer is megszállt, itt rendezte be főhadiszállását, ezért elterjedt a Rákóczi-ház elnevezés is. 1822-ben a háznak nevet adó Dőry család férfiágon kihalt Miskolcon, ettől kezdve a diósgyőri koronauradalom, majd a görögkeleti egyház volt a tulajdonos. A folyamatosan romló állagú ház nyugati szárnya egy részét a 20. század elején lebontották, és helyén épült meg a Biztosítópalota. Még az 1950-es években is az emeleten lakások, a földszinten üzletek voltak, 1957-ben felújították. A Miskolci Galéria céljának megfelelő átalakítás és felújítás az 1990-es évek közepétől 1998-ig tartott. A Széchenyi utcai főbejárat fölött nagy méretű kőcímer látható. Ezt korábban tévesen Aspremont-címerként azonosították, a valódi tulajdonos egyelőre nem ismert.

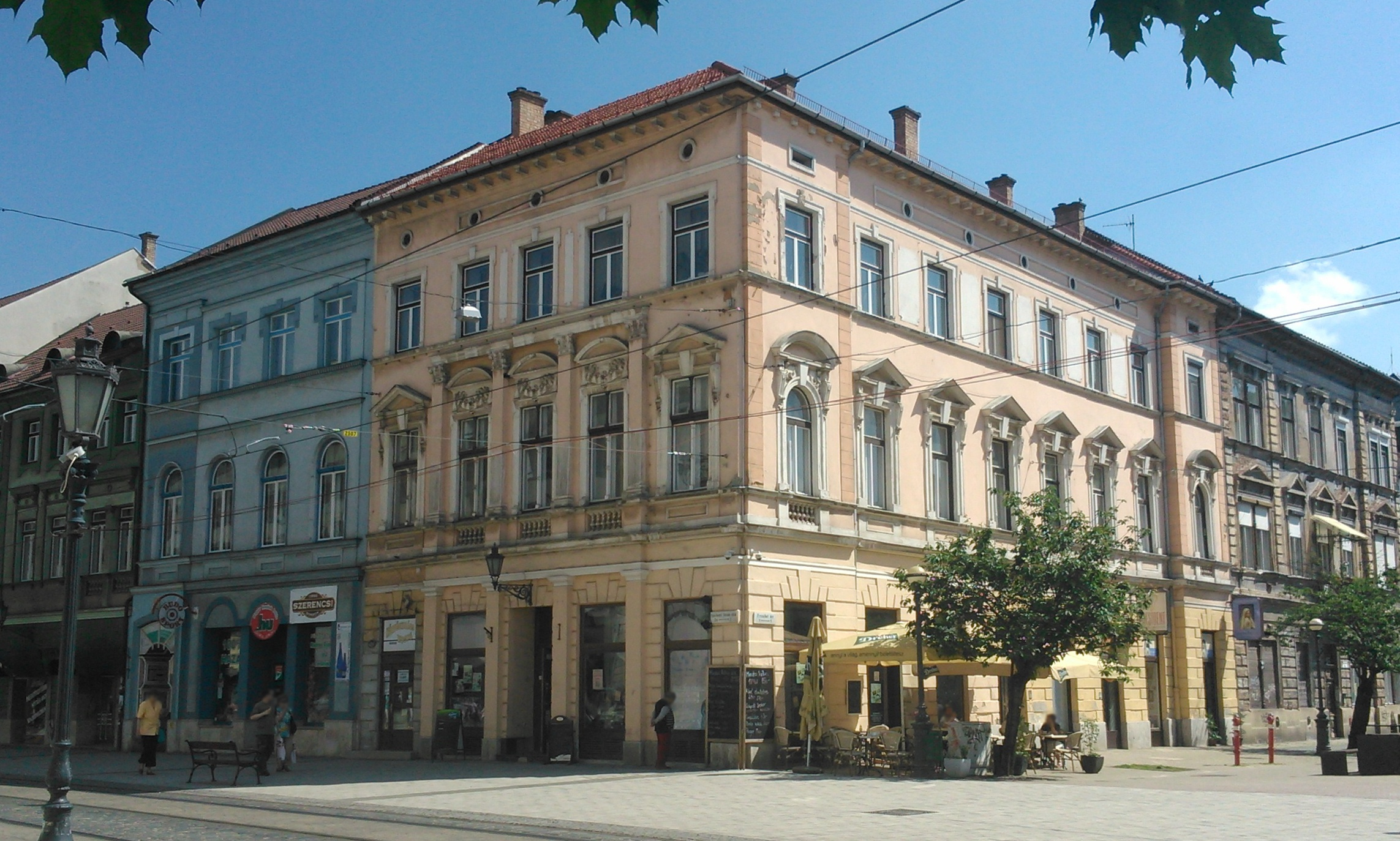
Steinfeld-ház (2. sz.)
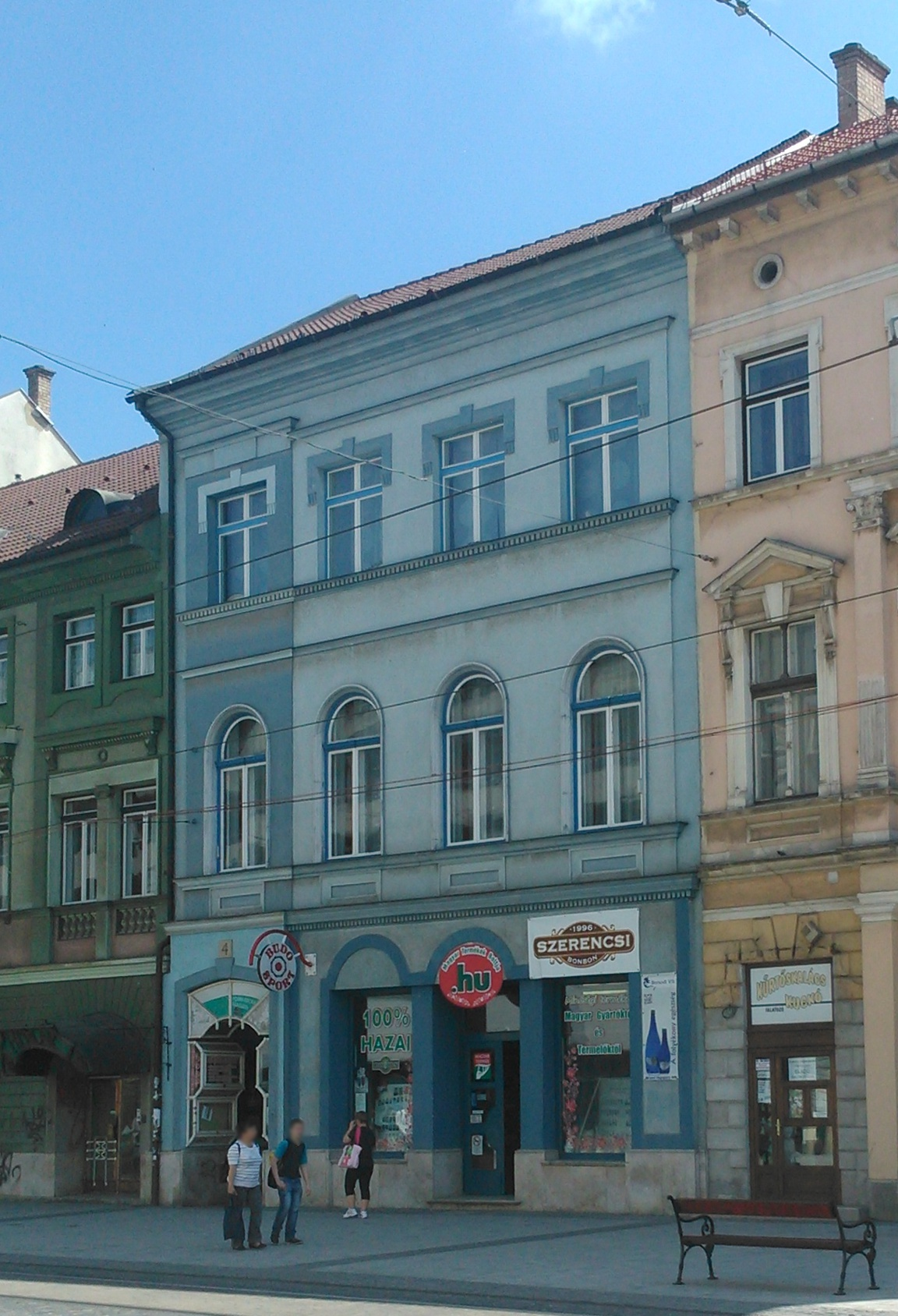
Diószeghy-ház (4. sz.)
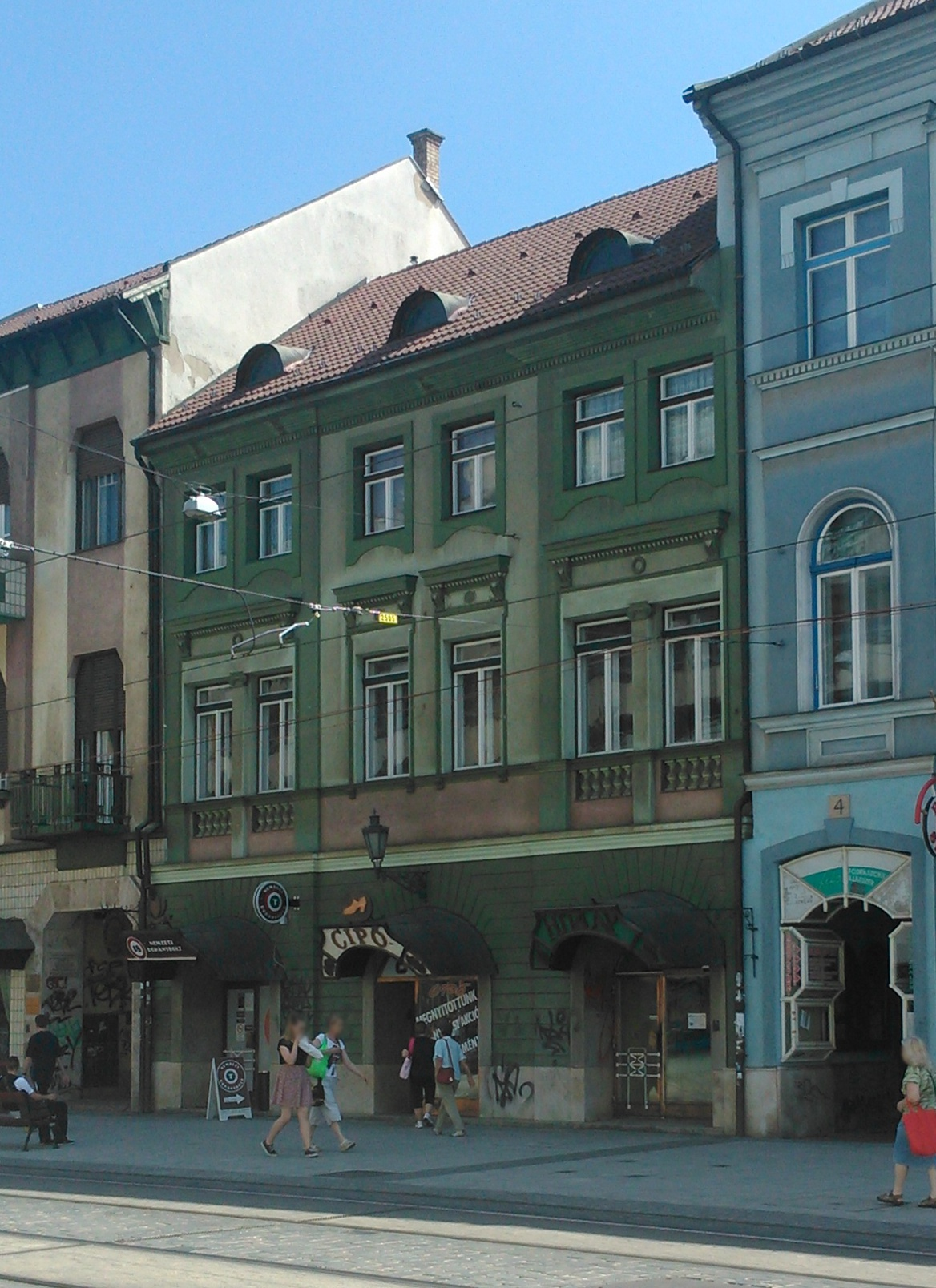
Szentmiklóssy-kúria (6/a. sz.)
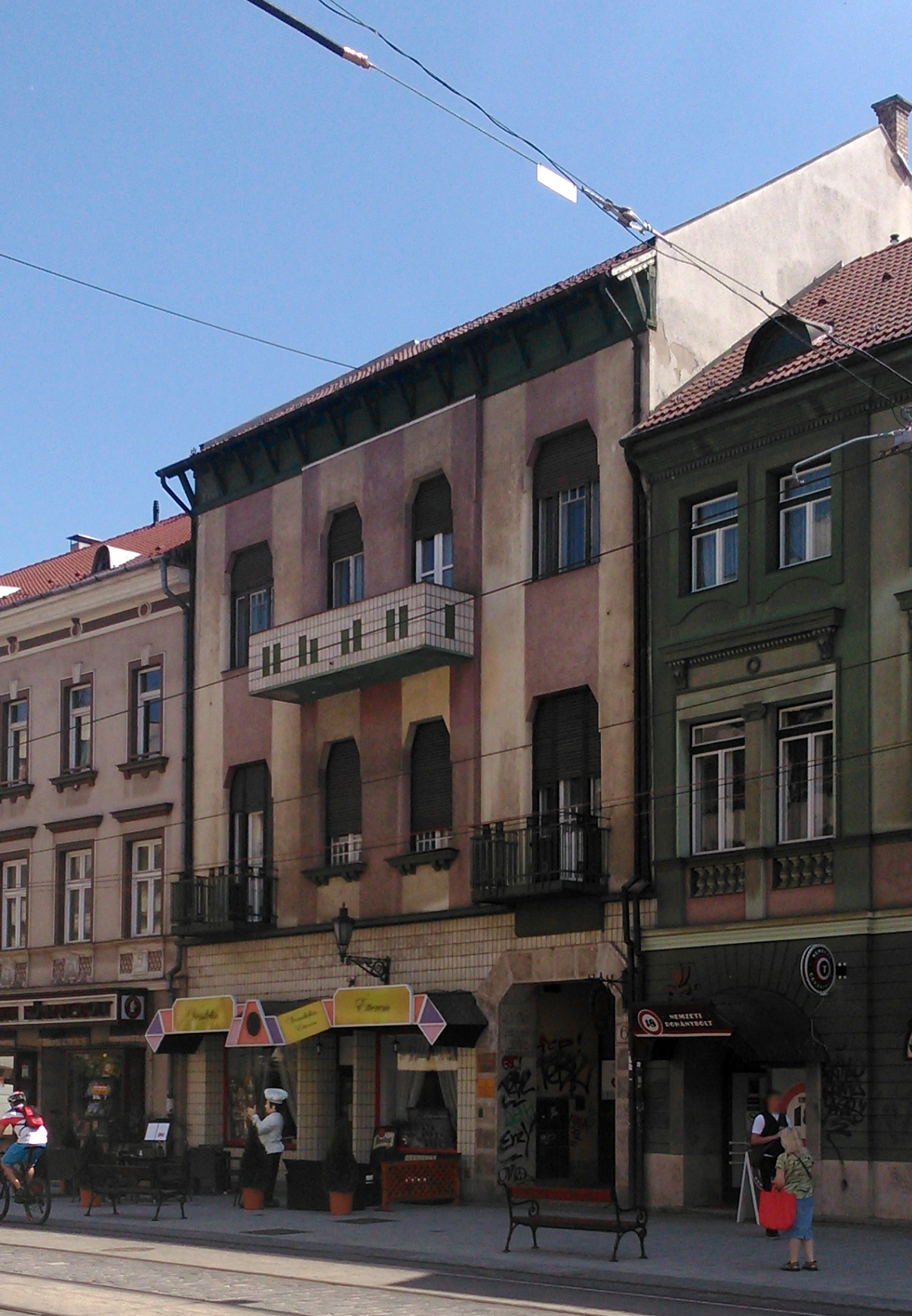
Palóczy-kúria (6/b. sz.)
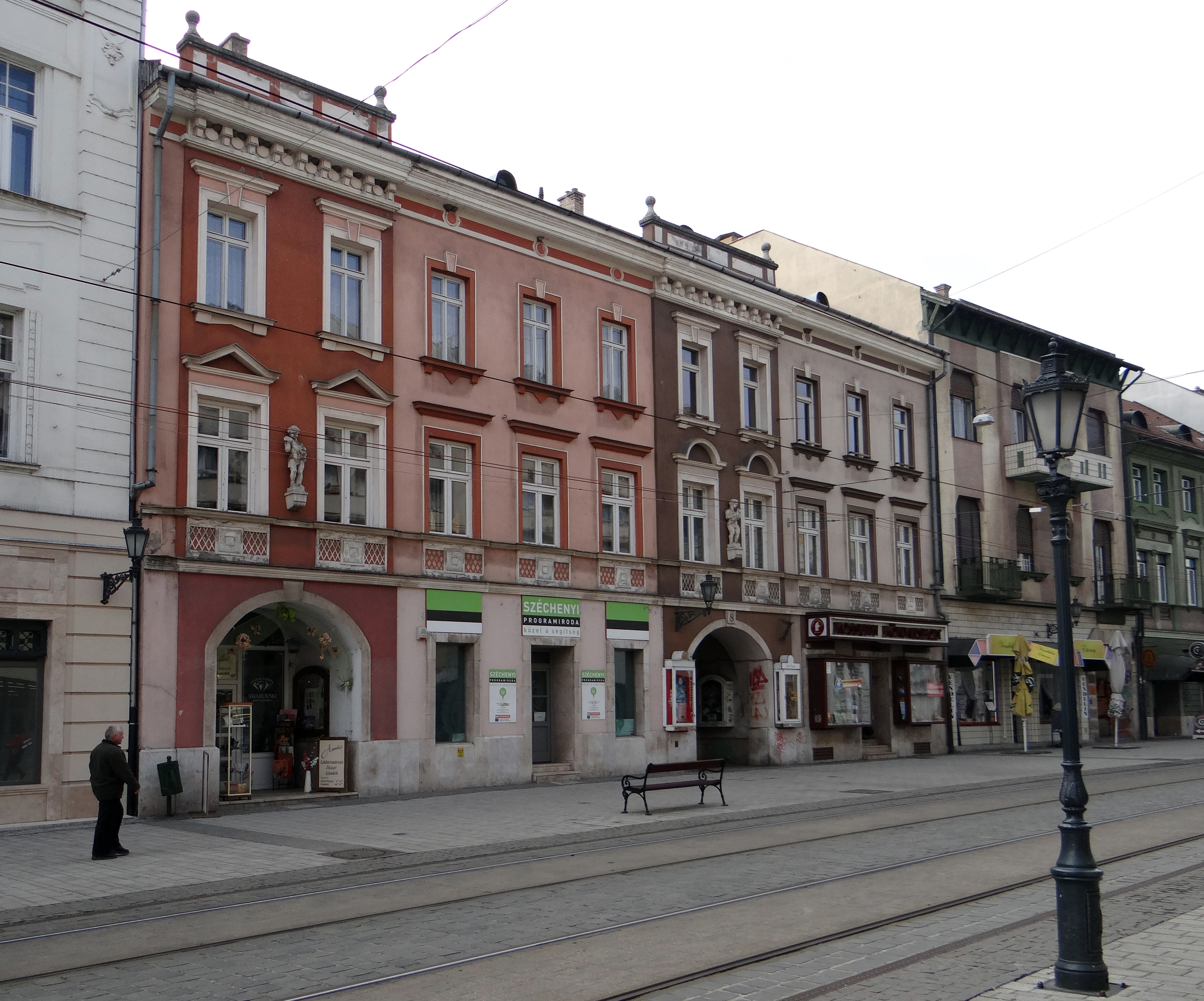
Görög kereskedőház (8. sz.)
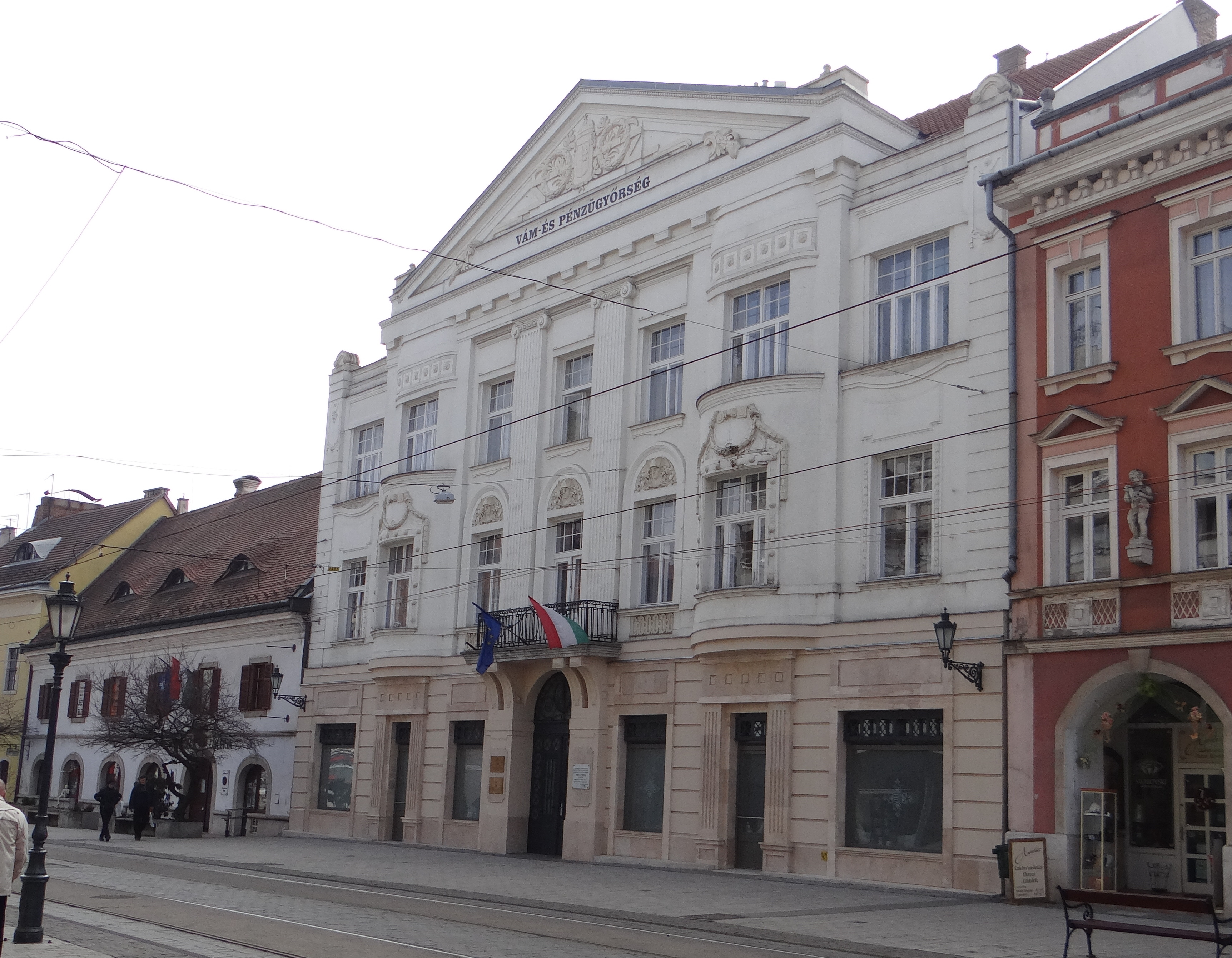
Biztosító palota (10. sz.)
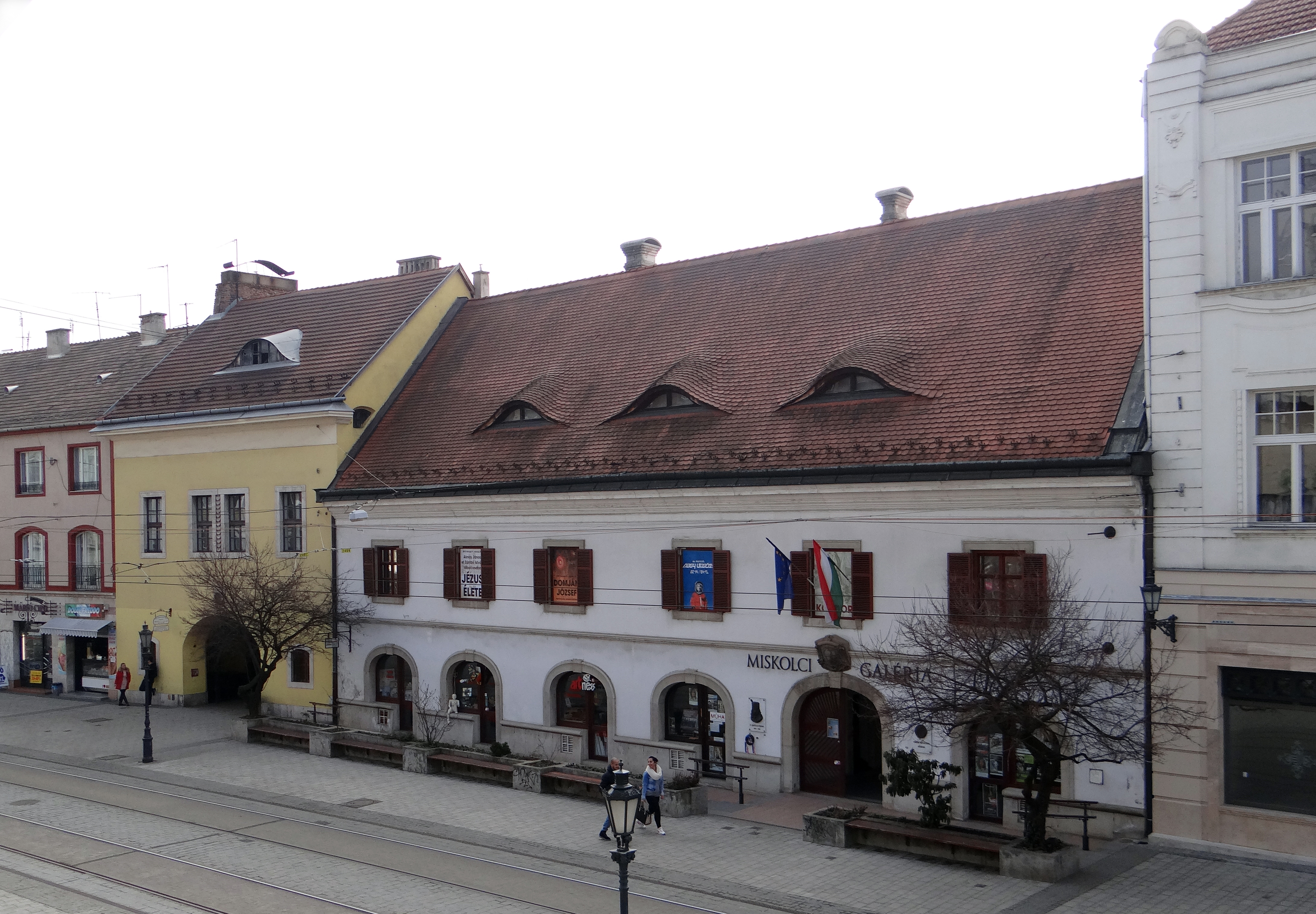
Dőry-kúria (Rákóczi utca 2.)

#### A Rákóczi utcától a Kandia közig
Lakó- és üzletház (Rákóczi utca 1.)
A telek korábban a Dőry család birtokában volt, a rajta álló, a második világháború sérüléseit magán viselő, lepusztult, egyemeletes lakó-üzletházat 1955-ben lebontották. A területen ekkor sok új ismeretet adó, eredményes ásatásokat végeztek. A helyére 1956-ban emelt kétemeletes épületben lakóházak vannak, a földszintjén, az árkádsor alatt boltot nyitott az Állami Áruház. Volt itt autós-kerékpárüzlet, cipőbolt, majd az árkádok beépítése után az OTP nyitott benne fiókot, a nyugati végén pedig két kisebb üzlet működik.
Friedmann-ház vagy Vay-kúria (Széchenyi utca 12.)
A telken álló korábbi épület egy 1755-ös összeírásban kereskedőházként szerepelt, és Vay Ábrahám kúriájaként volt ismert. Az udvari rész földszintjén lakott a görögkeleti pap, és itt volt a kompánia (kereskedőtársaság) imaháza is. A ház az 1781-es tűzvészben leégett, felújítási tervét a kamara mérnöke készítette. Az épület 1+2+1 axisú, egyemeletes. A koronázópárkány fölötti körszeletalakú timpanonban az FS monogram látható, amely Friedmann Sámuel kereskedőre utal, akinek a 20. század első felében fűszerkereskedése működött a földszinten. A házat 1990-ben felújították, a földszinti üzletek bérlői gyakran változtak.
Majzler-ház (Széchenyi utca 14.)
Műemlék. A ház valószínűleg az 1878-as miskolci árvíz után épült, Majzler Jób orvos megbízásából. Az utódokat 1944-ben deportálták, ahonnan nem tértek vissza, az épület állami tulajdonba került. Az emeleten bérlakások, a földszinten boltok voltak (úriszabó, ruházati bolt, hangszerüzlet, utazási iroda stb.). Itt működik évtizedek óta a Jedlik Ányos Tudományos Ismeretterjesztő Társulat. Itt szerkesztették 1955–56-ban a Széphalom című irodalmi folyóiratot, valamint 1956-tól a rendszerváltásig a Borsodi Szemlét, a társulat folyóiratát. Zárt sorú beépítésű, egyemeletes lakóház. 2006-ban felújították, az emeleti rész visszakapta ekkorra már megkopott, részben eltűnt díszeit, és a főutca egyik látványos épülete lett. Romantikus stílusú, 1+3+1 tengelyű, neogót részletkiképzésű, gazdag plasztikájú épület.
Tourinform (Széchenyi utca 16.)
Az elődépület a 17. század végén „Kovács Sámuel nemzetes úr” tulajdonában volt, később a görög kereskedő Dimcsa család birtokolta, majd 1853-ban a Koós család költözött a házba. 1881-ben Koós Samu (1848–1929) a helyén felépíttette a mai épületet, és a földszinten üveg- és porcelánüzletét működtette. 1920 körül erkély is került a házra. Az 1940-es években cukrászdává alakult, az olasz Ermenegildo („Dzsildó”) Buttignon nyitott üzletet „Capri” néven. A Piva mellett a másik híres miskolci cukrászda az 1949-es államosítás után is megtartotta a nevét. Az épületet 1980–81-ben felújították, a cukrászda egy ideig Bigatton-érdekeltségbe került. 2005-ben ismét felújították az épületet, majd a 2010-es években itt nyílt meg az eleinte több hasznosítású Miskolc Tourinform. Az épület ötaxisú, a negyedik tengely előtt van az erkély. A bal oldali kapubejárót az 1980-as években megszüntették, helye a bolt része lett. Homlokzata a szomszédos épületekénél visszafogottabb, de elegáns díszítésű.
Zborovszky-ház (Széchenyi utca 18.)
Az épület egyemeletes, ötaxisú (2+2+1), az utcával párhuzamos nyeregtetős kialakítású. Jobb oldalán félköríves záródású, puttófejjel díszített kapubejáró van, fölötte az ablak, eltérően a többitől, díszesen gazdag keretelésű. A telek eredetileg a Dőry családé volt. Ezt az épületet 1900-ban építtette Zborovszky Sándor, akinek a monogramja a jobb oldali díszes, pálmalevelekkel övezett pajzson látható. Az épület az MKB tulajdonában van.
Visnyovszky–Szeremley-ház (Széchenyi utca 20.)
A telek története 1666-ig visszavezethető. A 18. század első felében görög kereskedők emeltek itt házat, Visnyovszky Konstantin nevét ismerjük. A mai házat az 1878-as árvíz után építették, a „Fekete kutya” működött benne. A Weidlich-palota elkészülte után a Szeremley család volt a tulajdonos, Szeremley Mihály az 1940-es években itt rendezte be orvosi rendelőjét, a földszinti üzletben pedig a legismertebb, a Bélley-féle textilnagykereskedés volt. A textiles-ruházati „vonal” ezután hosszú évtizedekig megmaradt, még a 2005-ös felújítás után is női ruhabolt volt benne. A ház 2+1+1+2 tengelyű, a bal oldali tengelyben kőkeretes, íves kapubejáró van a két első ablak alatt. A homlokzat földszinti és az emeleti részét osztópárkány választja el az épület teljes hosszában.
Rosenberg-ház (Széchenyi utca 22.)
Az elődépület egyemeletes görög kereskedőház volt, majd az 1860-as évektől az ecetgyáros-nagykereskedő Paczauer család volt a tulajdonos. A mai épületet Rosenberg Gyula építtette az 1910-es években, s testvérével közösen itt rendezte be textilnagykereskedését. Később a földszint helyet adott a szomszédos szálloda éttermének is (egy időben „Polónia” néven szórakozóhely volt). Az öttengelyű, kétemeletes épület szecessziós elemeket hordoz. A földszinti üzletportál ablakai egyszerű félköríves záródásúak, jobb oldalon keretelés nélküli bejárati kapu van. Az első emelet ablakai félkörívesek, lekerekített éllel. A középső részen, három ablak szélességben, a második emeleten efölött keskenyebb erkély helyezkedik el. A második emelet ablakai csúcsos kiképzésűek, kissé keleties hatásúak. Az épület teljes körű felújításra vár.
A volt Budapest/Arany Csillag szálloda (Széchenyi utca 24.)
A jelenlegi épület helyén görög kereskedőház állt, amelyben Fejér József nyitott „Pest” néven szállodát, kávéházat 1859-ben. 1904-ben lebontották, és Grünfeld Sándor építtette meg a ma is álló épületet „Budapest” szálloda néven, és hozzá az Abbázia kávéházat. 1918-ban újabb tulajdonosváltás volt (Rósenfeld Jenő és Schwarz Zsigmond). Az államosítás után a Miskolci Vendéglátóipari Vállalat lett a tulajdonos. A rendszerváltás után, 1991-ben „Arany Csillag” néven zárta be kapuit, és kissé zavaros körülmények közepette külföldi tulajdonba került. A kétemeletes épület emeleti homlokzata héttengelyű, a második és a hatodik hangsúlyosabb kiképzést kapott, az első emeleten egy-egy erkéllyel. A második emeleti homlokzatot klinkertéglás szigetekkel díszítették. Az épület egykor látványos, kupolás-tornyos tetőzete egyszerű sátortetőssé változott.
Az egykori Miskolczi Takarékpénztár épülete (Széchenyi utca 26.)
Az egykori Miskolci Takarékpénztár épülete nagy alapterületű, három utcai fronttal is rendelkezik, lenyúlik egészen a Szinváig. Széchenyi utcai homlokzata hétosztásos (2+3+2), de a földszinti üzletportálok elvesztették eredeti megjelenésüket. Kapuzata félköríves záródású, a középtengelyben helyezkedik el. Fölötte az első emeleten erkély van, az ablakok fölött a „Miskolczi Takarékpénztár” felirat látható, efölött pedig timpanon van. A földszinten üzlethelyiségek találhatók, a főutcán lottózó, a Szinva oldalán pedig étterem működik.

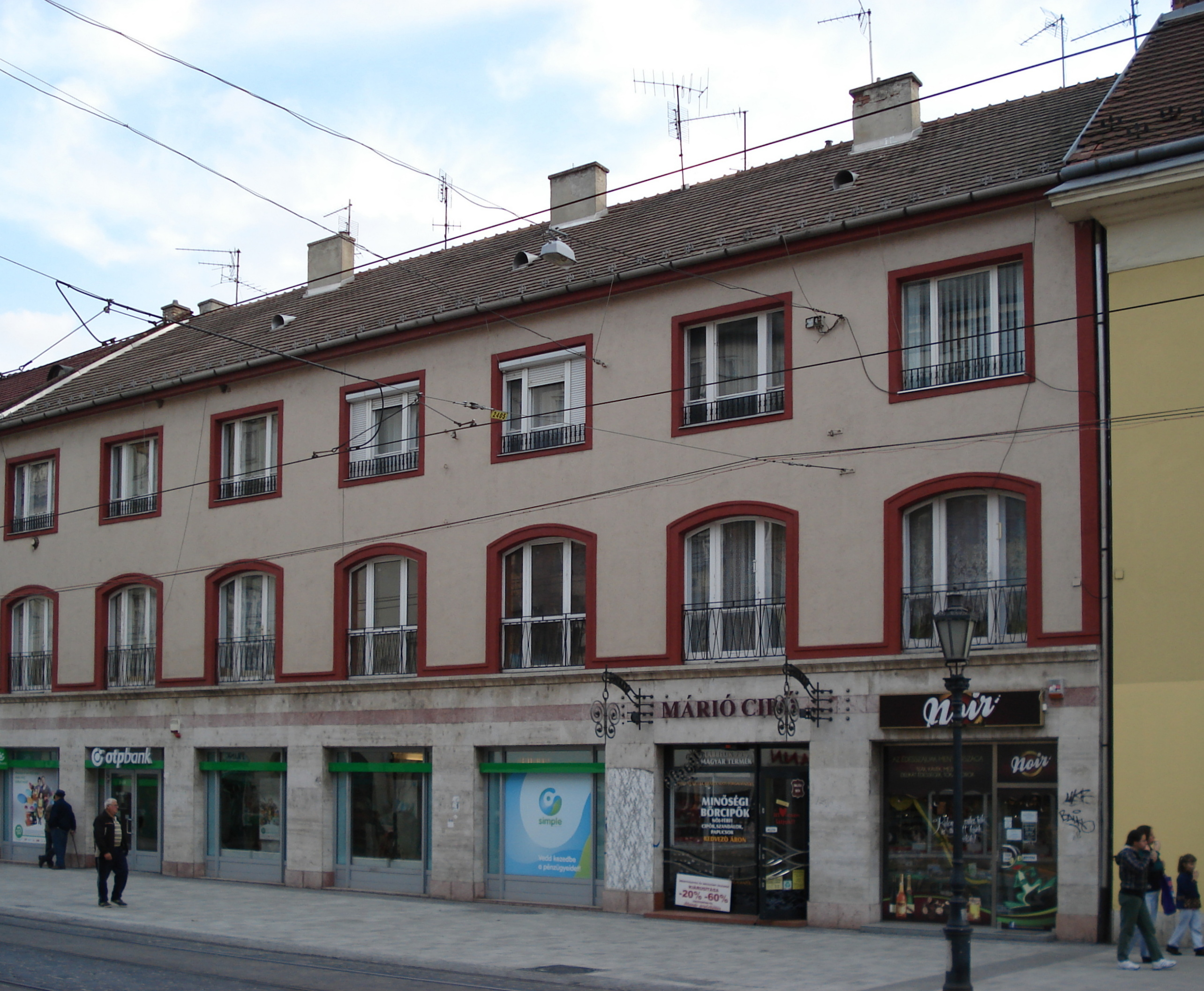
Lakó- és üzletház (Rákóczi utca 1.)
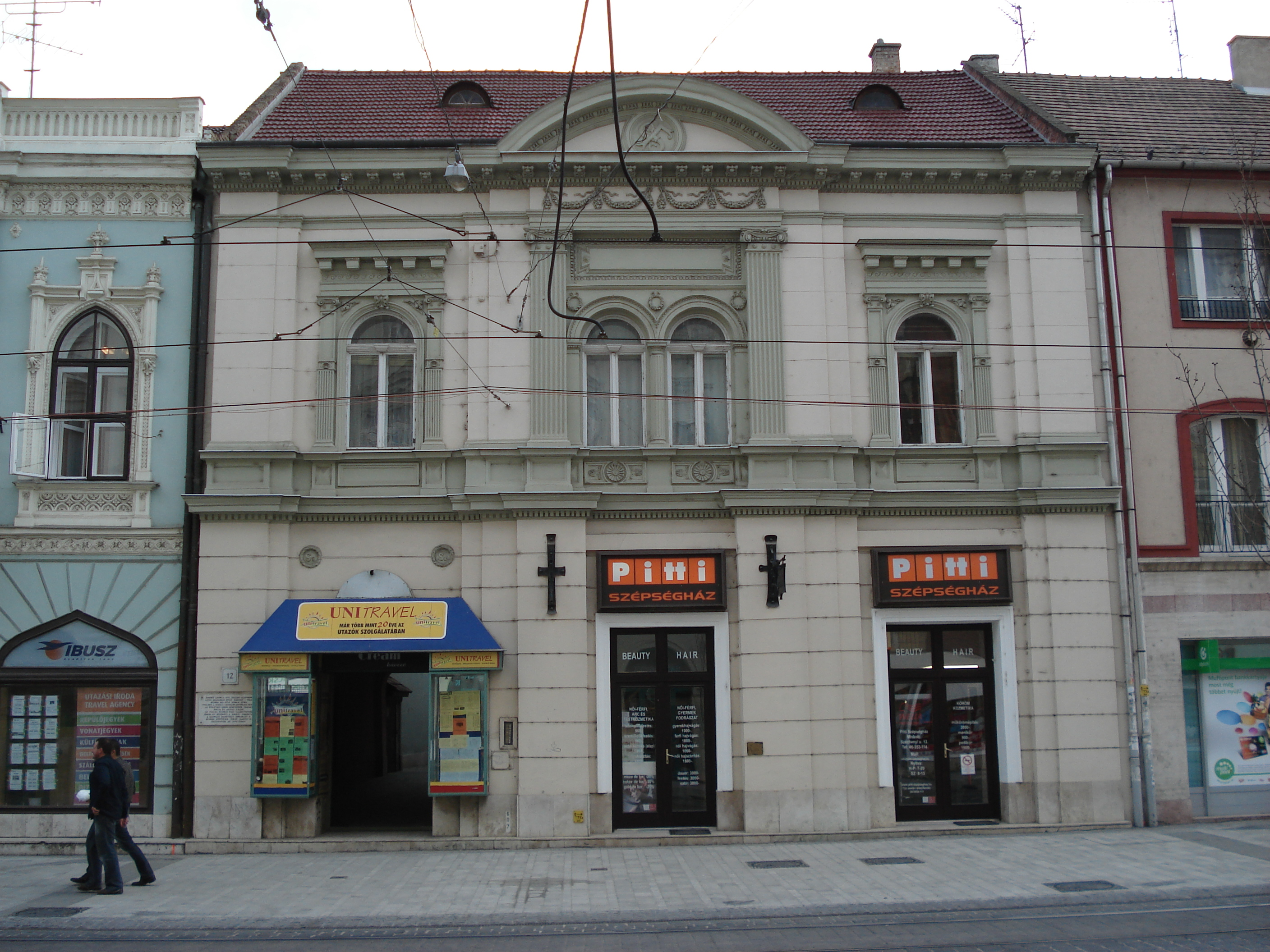
Friedmann-ház (12. sz.)
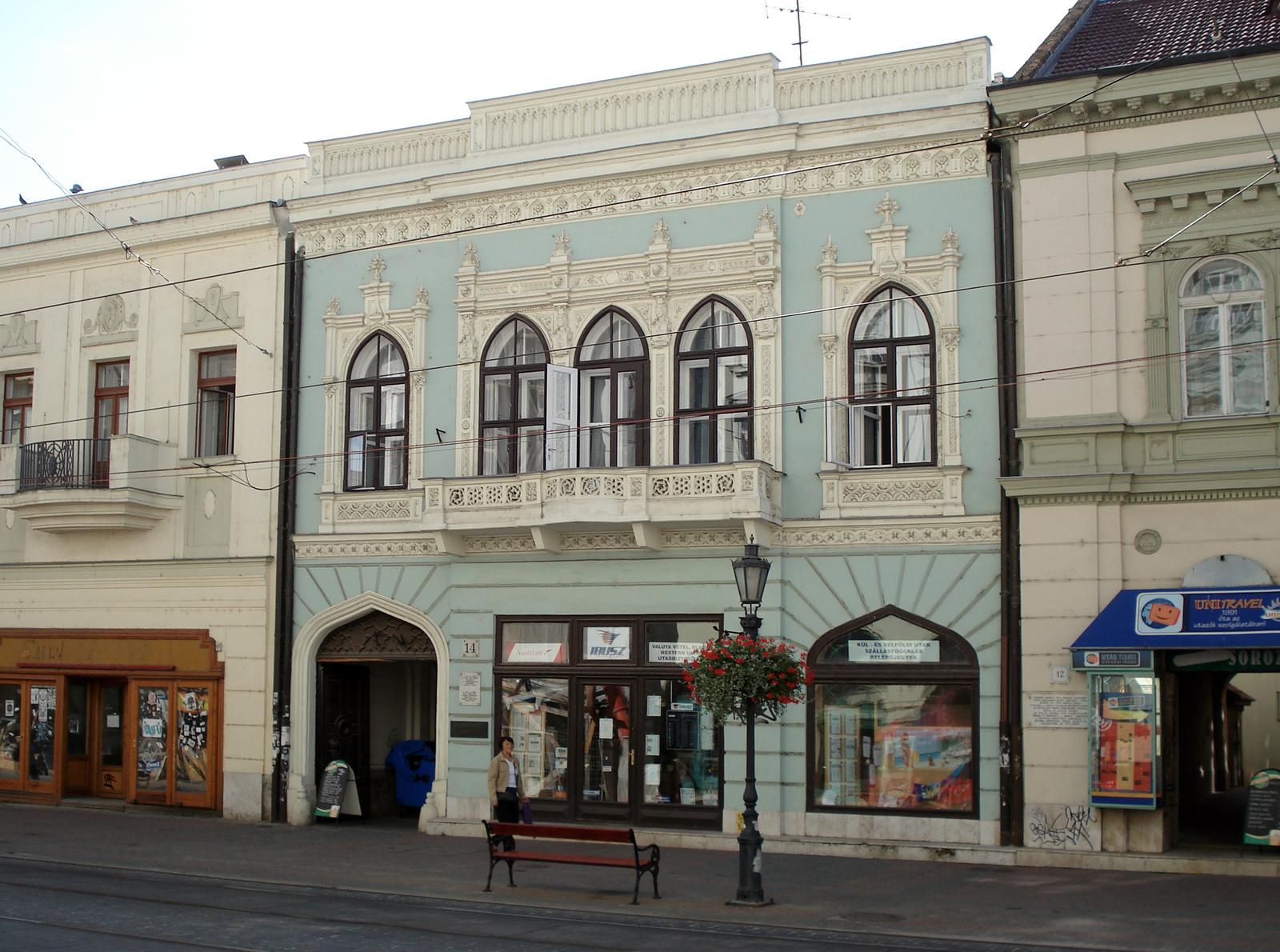
Majzler-ház (14. sz.)
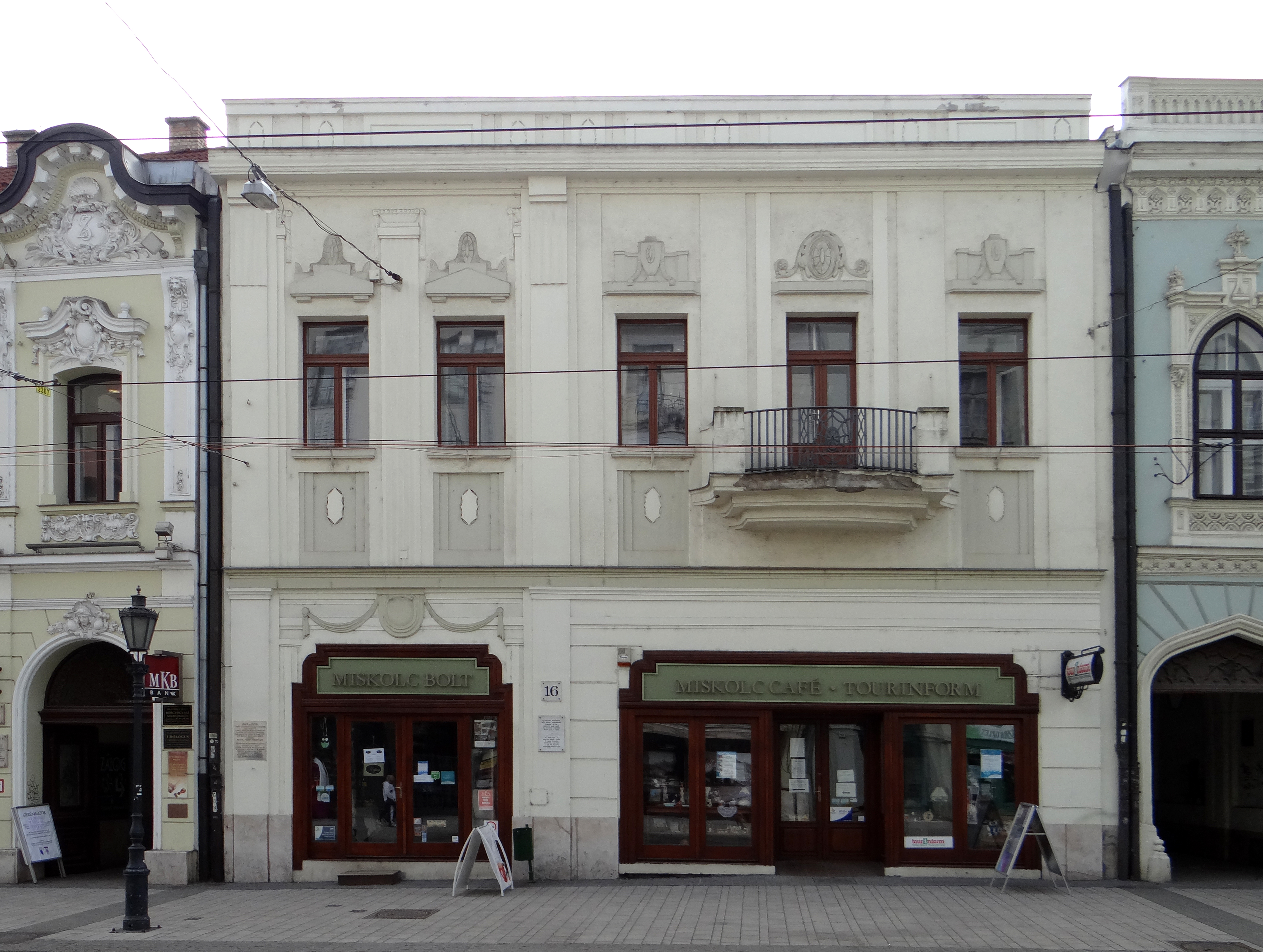
Tourinform (16. sz.)
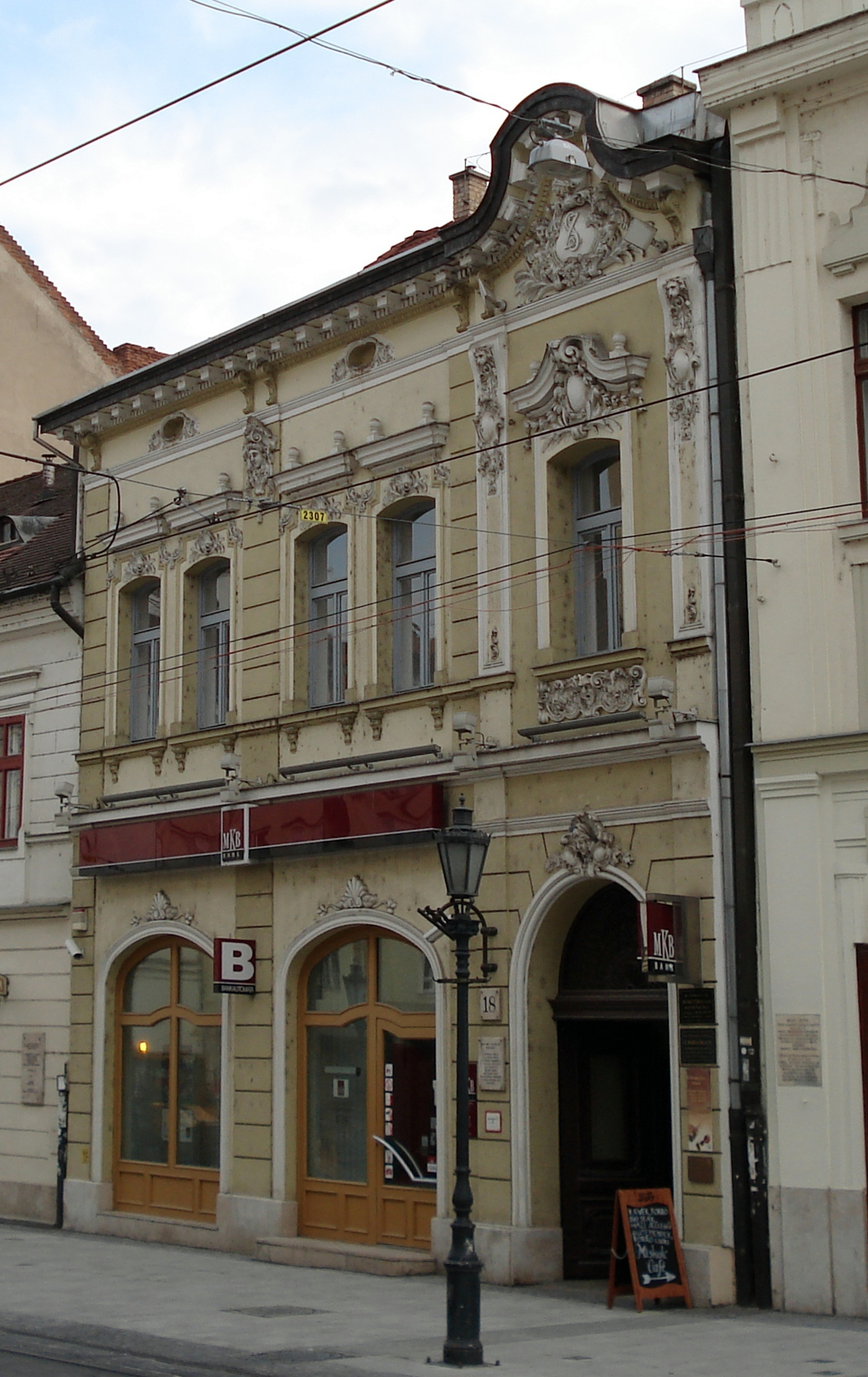
Zborovszky-ház (18. sz.)
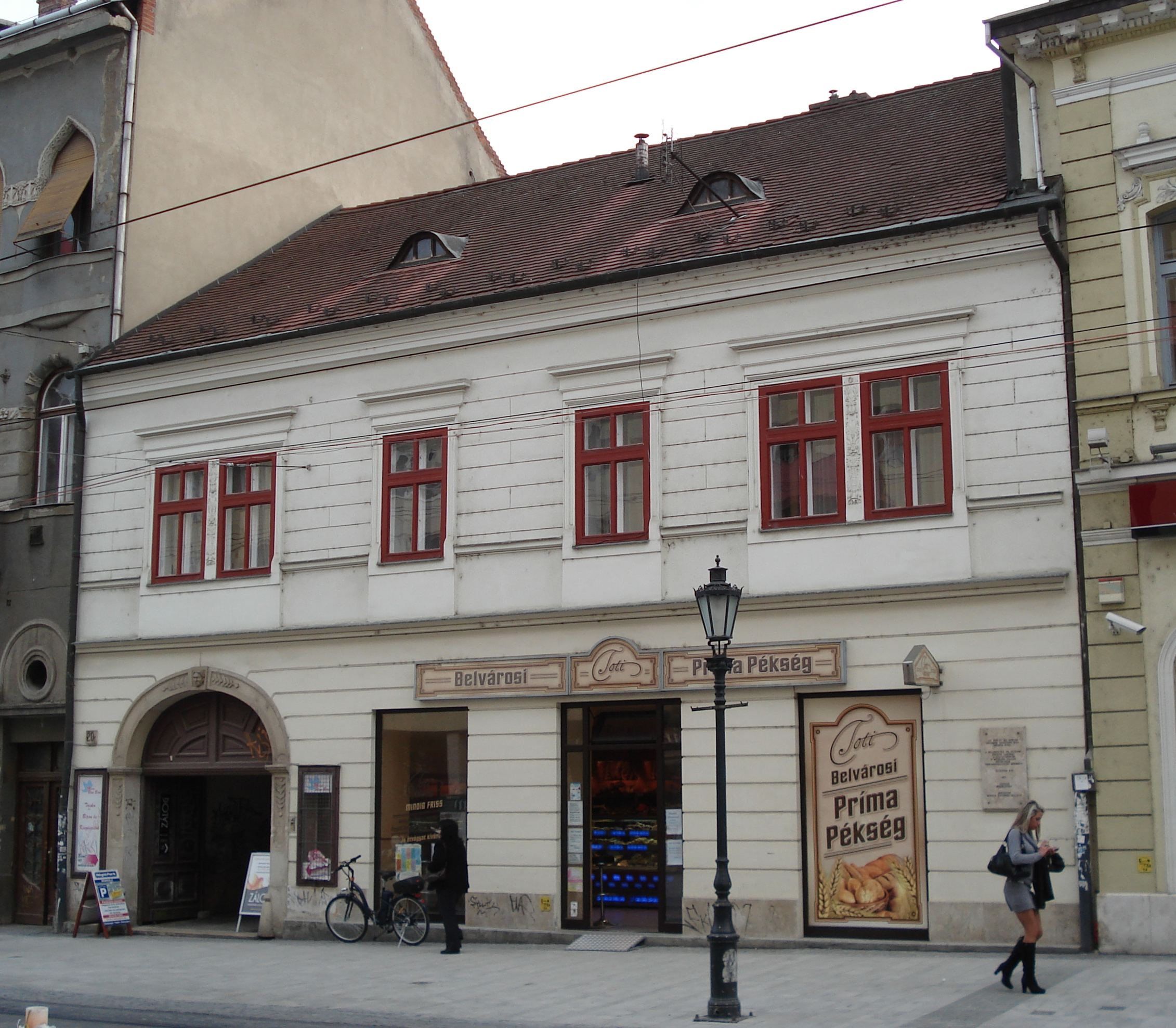
Visnyovszky-Szeremley-ház (20. sz.)
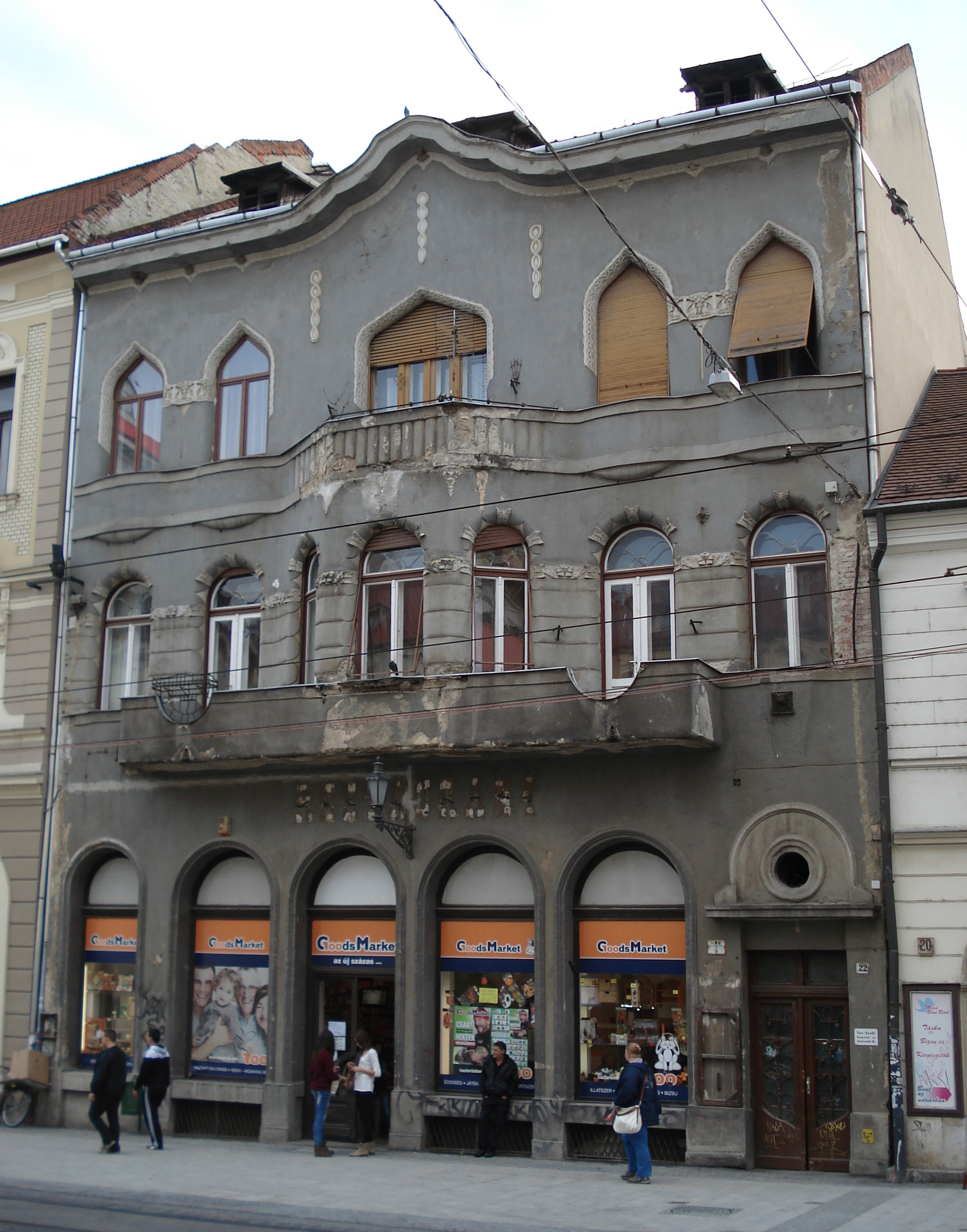
Rosenberg-ház (22. sz.)
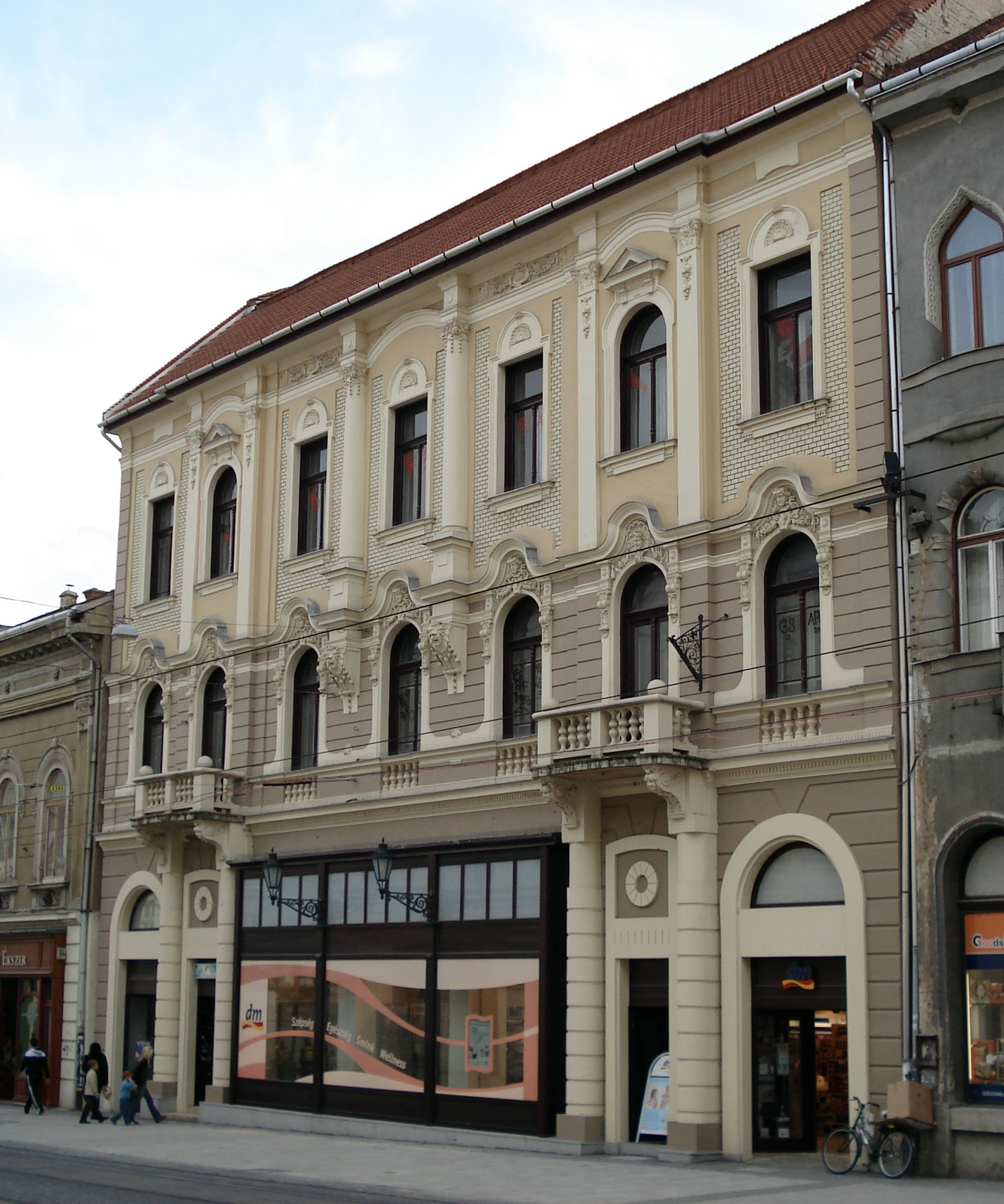
Budapest szálloda (24. sz.)
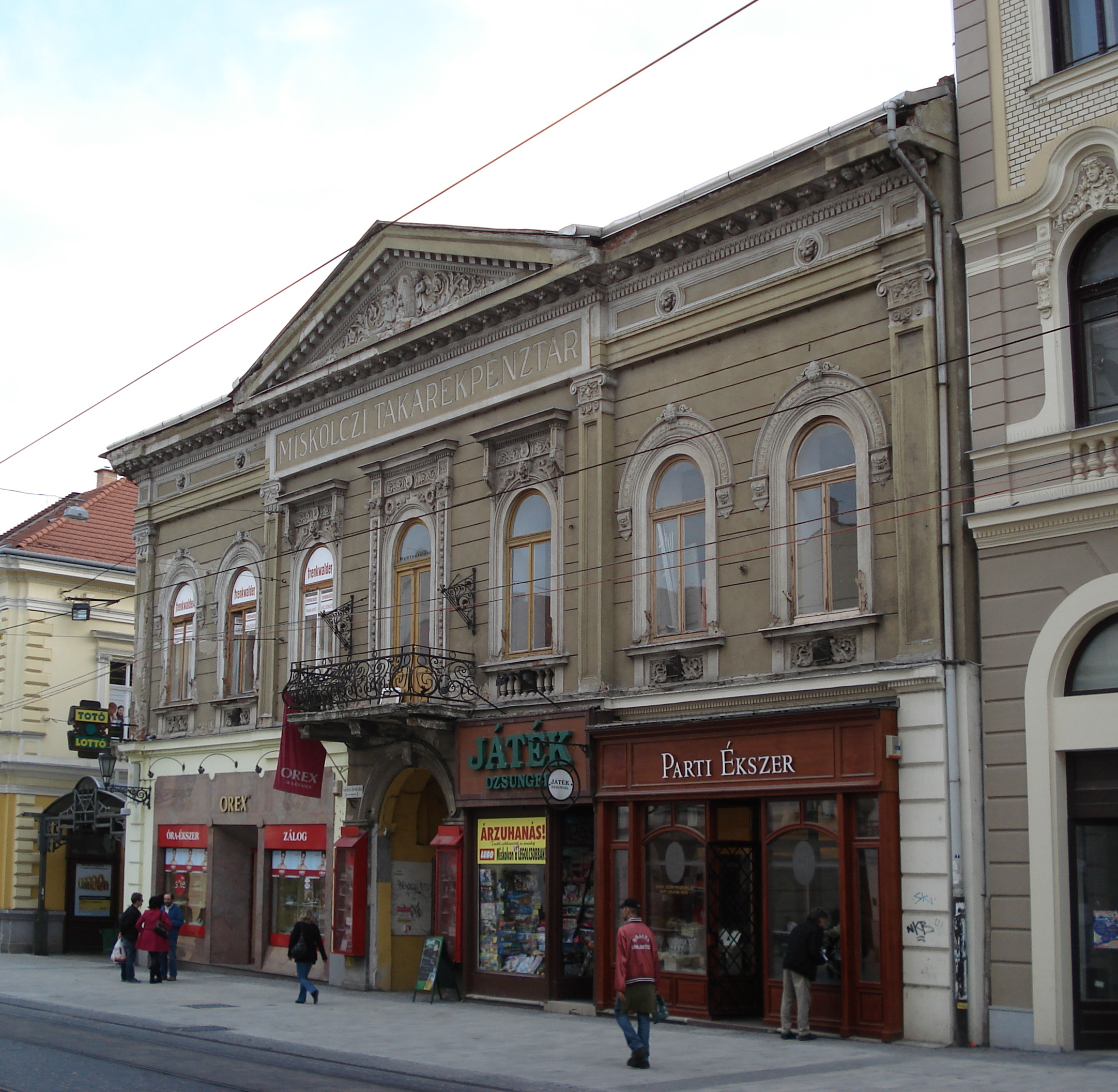
Egykori Takarékpénztár (26. sz.)

#### A Kandia köztől a Szemere utcáig
Kun-ház (Széchenyi utca 28.)
Műemlék. Az egyemeletes lakóépületet az 1880-as évek végén, az 1890-es évek elején építtette a Kun család. Az üzletet a földszinten 1899-ben alakították ki. A főutcai homlokzat hármas osztású, egyenes záródású ablakokkal. A Kandia köz oldalán helyezkedik el az épület bejárata. Az épületben működött évtizedekig a „gömbös” játékbolt, később bankfiók volt benne, a 2010-es években írószerbolt bérli. Az épületet a 2000-es évek közepén felújították, az üzletportál régi, környezettől idegen mozaiklapos kialakítását, árkádos bejáratát és a cégérként funkcionáló színes gömböt eltávolították.
Szántó-üzletház (Széchenyi utca 30.)
Az épület valaha díszes homlokzatú lakó-üzletház volt. 1894-ben épült, és itt nyitotta meg Szántó Mór és fia, Sándor „ruhagyárát” és áruházát. Az államosítás után is különböző textil- és divatboltok működtek benne (még a 2010-es években is). Hétaxisú az emeleti homlokzat kialakítása, a földszinten aszimmetrikus elhelyezésű kapubejáróval. A szép homlokzati díszek az 1950-es években tűntek el, a felújításkor valamennyit enyhítettek dísztelenségén.
Ecker–Klein–Sugár Divatház (Széchenyi utca 32.)
Műemlék. A neobarokk épületet 1926-ban adták át rendeltetésének, Ecker Ferenc, Klein Mihály és Sugár Izsó divatháza nyílt meg benne. Funkciója azóta megváltozott, de egykori jellegét a homlokzaton elhelyezett „Divatház” felirat érzékelteti. Az első emeleti, egyszerű keretelésű ablakok között reneszánsz jellegű pilaszterdíszek helyezkednek el. Az ablakok fölötti félköríves felületeken indás-gyümölcsös-füzéres stukkódíszek vannak. A zárópárkány fölött színpadias oromdíszt látunk.
Blumenstock-üzletház (Széchenyi utca 34.)
A kétemeletes épület főutcai frontja mindössze 9,75 méter széles. 1905-ben épült Blumenstock József megbízásából, Korach Miksa tervei alapján. Az egykor szecessziós jellegű üzletház tervanyaga megvan, így helyreállítható. Főutcai homlokzata négyaxisú, a jobb oldalon a két emeletet átfogó falpillérrel leválasztott kapubejárattal. Az első emeleten teljes szélességű erkélyt helyeztek el, a második emeleten csak a kapu fölötti részen van egy félkör területű erkély.
Székely–Győri–Morvai áruház (Széchenyi utca 36.)
A kétemeletes épület 1905-ben épült lakások és üzletek számára. A földszinti üzletportálok közül a bal oldaliban a Székely–Győri–Morvai ruházati áruház működött, később évtizedekig a hasonló profilú „Adonisz” ruhaüzlet volt a helyén. A 2010-es években ugyanezen a néven gyógyszertár nyílt benne. A jobb oldali részt az Európa-hírűvé vált Pelikán és Gyukits-féle kalapgyár, illetve bolt használta. Az 1950-es évek végétől rádió- és televízióüzlet („Tv-szalon”) működött benne, majd papírbolt, a 2010-es években egy mobiltelefon-társaság ügyfélszolgálati irodája foglalja el. A ház kilencaxisú, az első emeleten félköríves, a másodikon egyenes záródású ablakokkal. A félköríves kapu középen helyezkedik el, felette erkély van.
Kraudy–Debreczeny-ház (Széchenyi utca 38.)
Az épület a 19. század elején épült, L alakú harántfalas beépítéssel. Tulajdonosa Kraudy Sándor kereskedő volt, de az 1878-as árvíz idején már a jótékonykodásáról ismert Debreceny Dániel kereskedőé volt. Az árvíz nem okozott komoly kárt a házban, de a földszintet fel kellett újítani. A ház 6+1 tengelyes kialakítású, a jobb oldali része eredetileg le volt sarkítva, előtte az emeleten erkély állt. Az épület homlokzatát 2006-ban felújították.
Rott-ház (Széchenyi utca 40.)
A nemesi telkek sorában először 1563-ban említették a sajóládi pálos rendiek pihenőházát (kvázi szállodáját), amely a Széchenyi utca 40–42. szám alatt helyezkedett el. A legtöbb szerzetesrend működésének betiltása miatt 1793-ban már nem az ő tulajdonuk volt. 1817-ben az ingatlant három részre osztották. A mai egyemeletes ház 1880-ban épült, építtetője bizonyos Rott E. M. volt. A 42. szám alatti épületeket (a nevezetes Megay-cukrászdát) 1955-ben lebontották, a megnyílt keleti oldalon virág- és dohányboltot alakítottak ki, illetve a lakások számára ablakokat nyitottak. A főutcai homlokzat földszinti része ötaxisú, emeleti része 2+1+1+1+2 osztású.

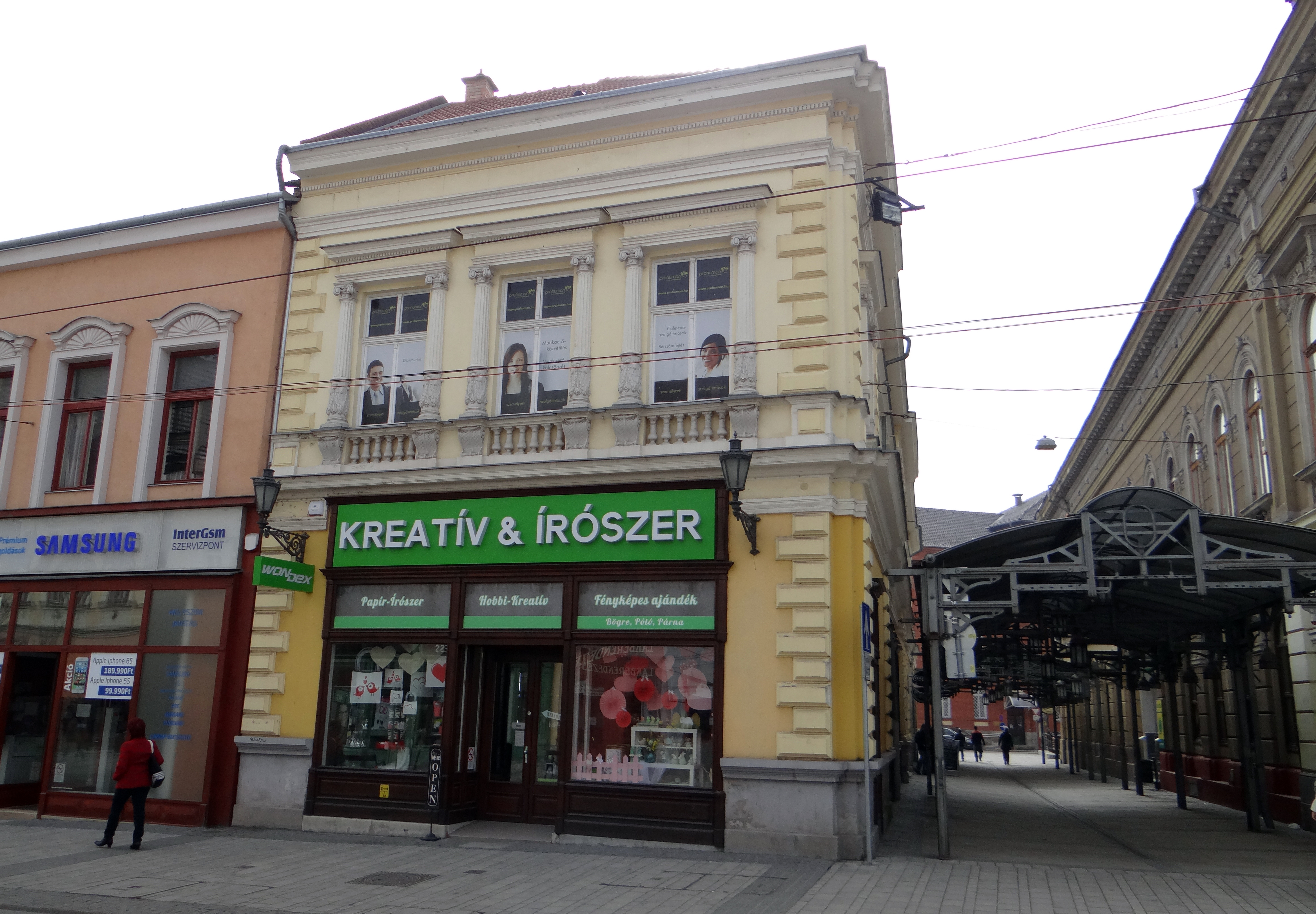
Kun-ház (28. sz.)
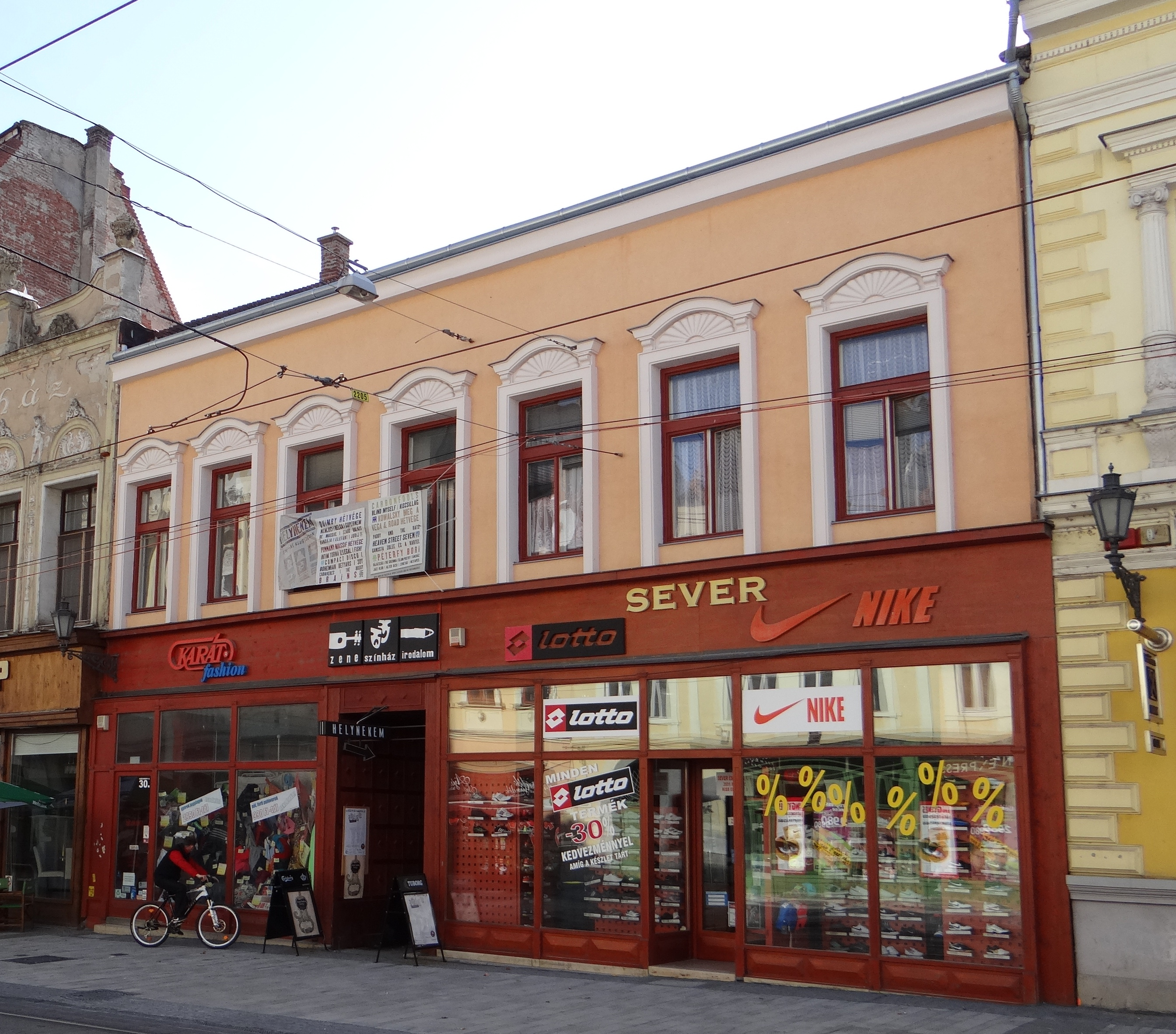
Szántó-ház (30. sz.)
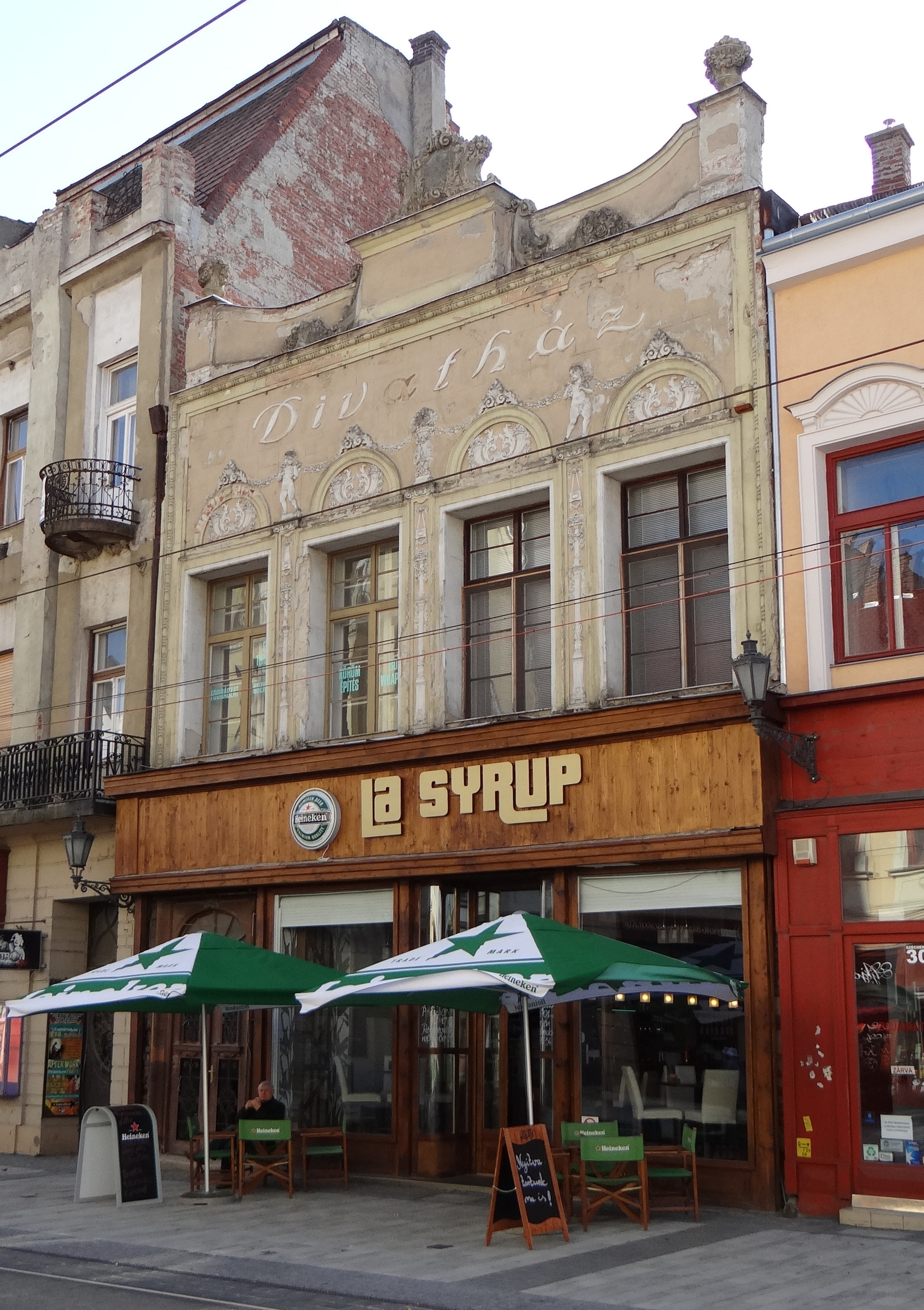
Egykori Divatház (32. sz.)
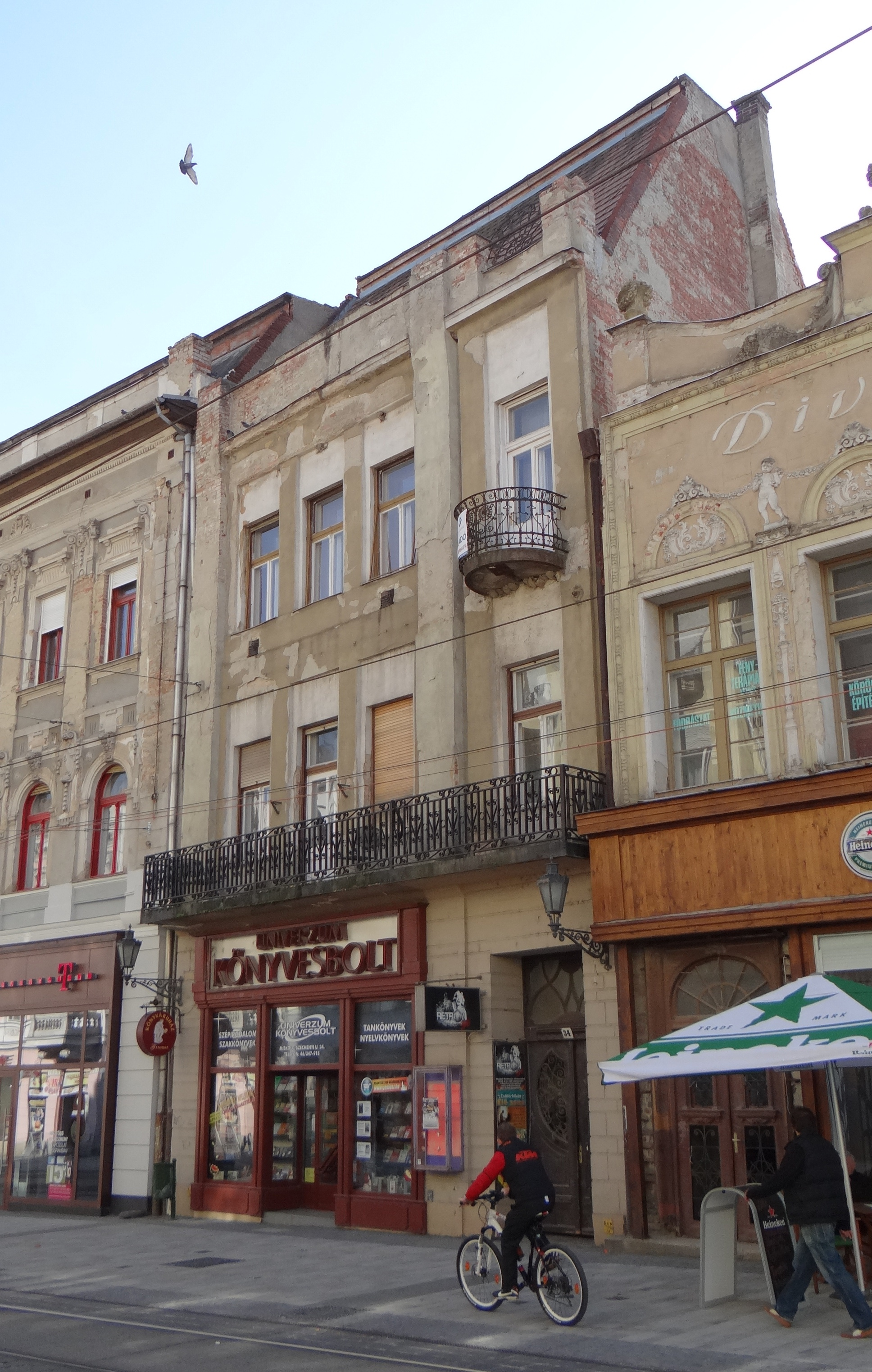
Blumenstock üzletház (34. sz.)
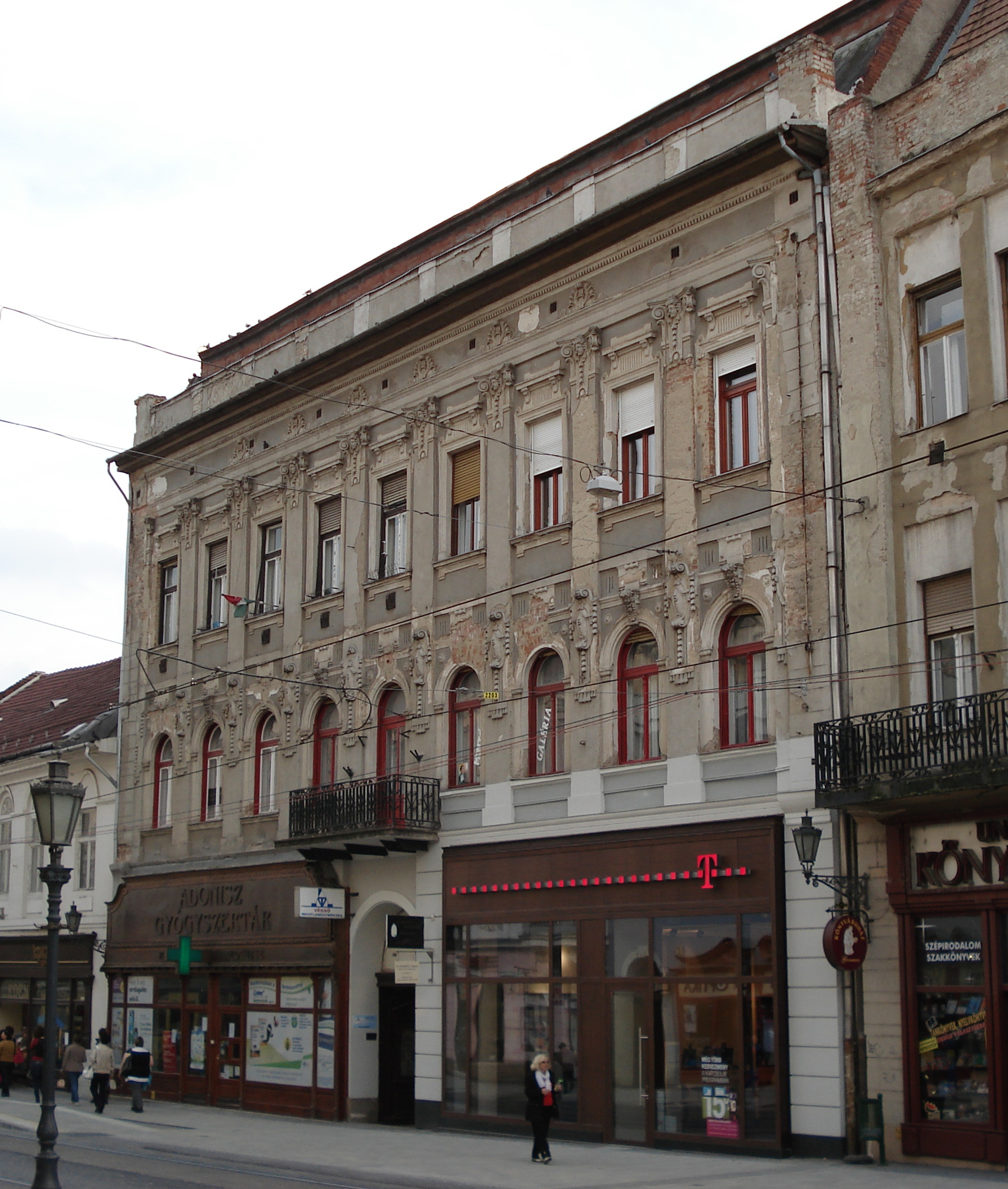
Áruház (36. sz.)
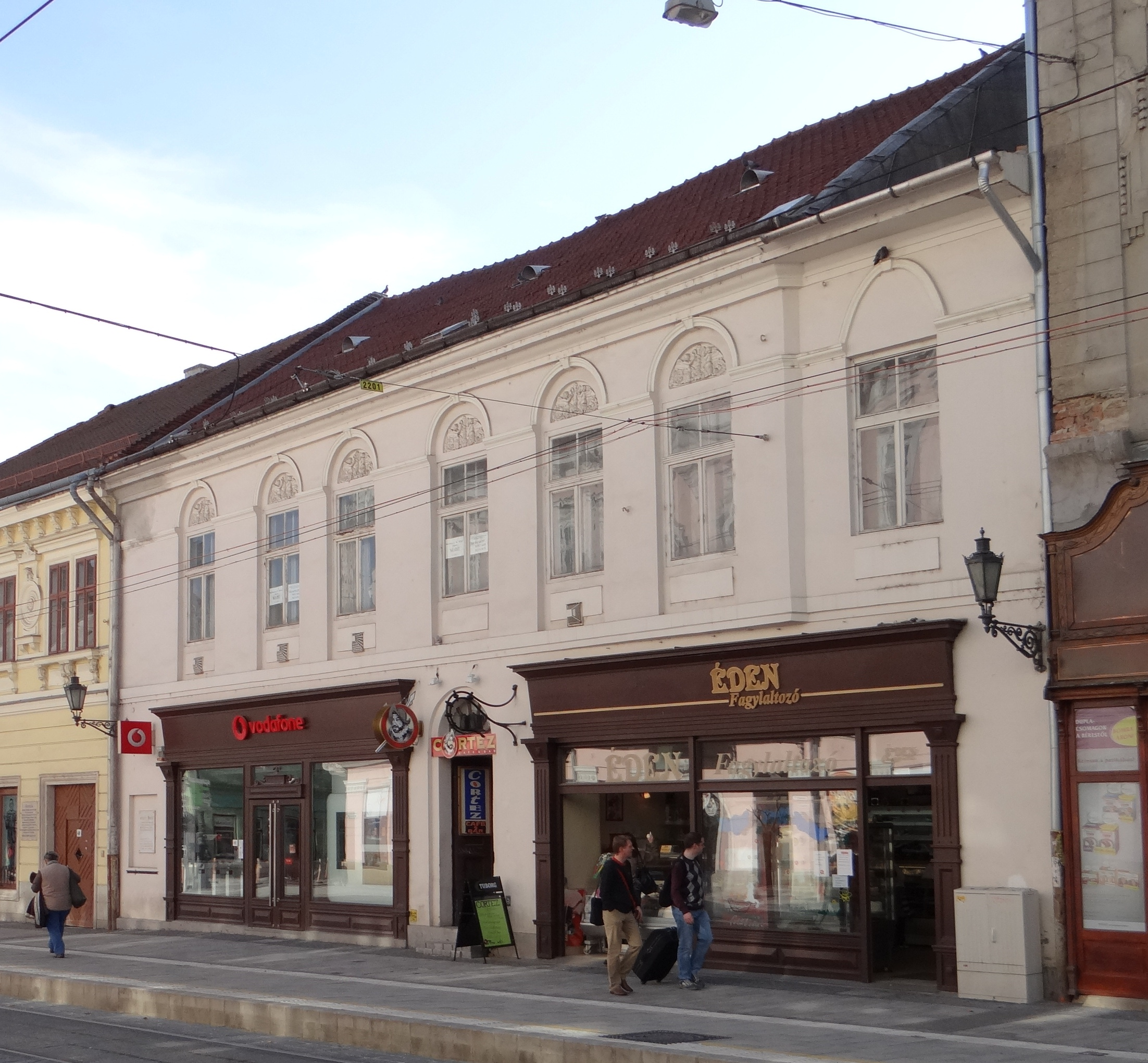
Kraudy–Debreczeny-ház (38. sz.)
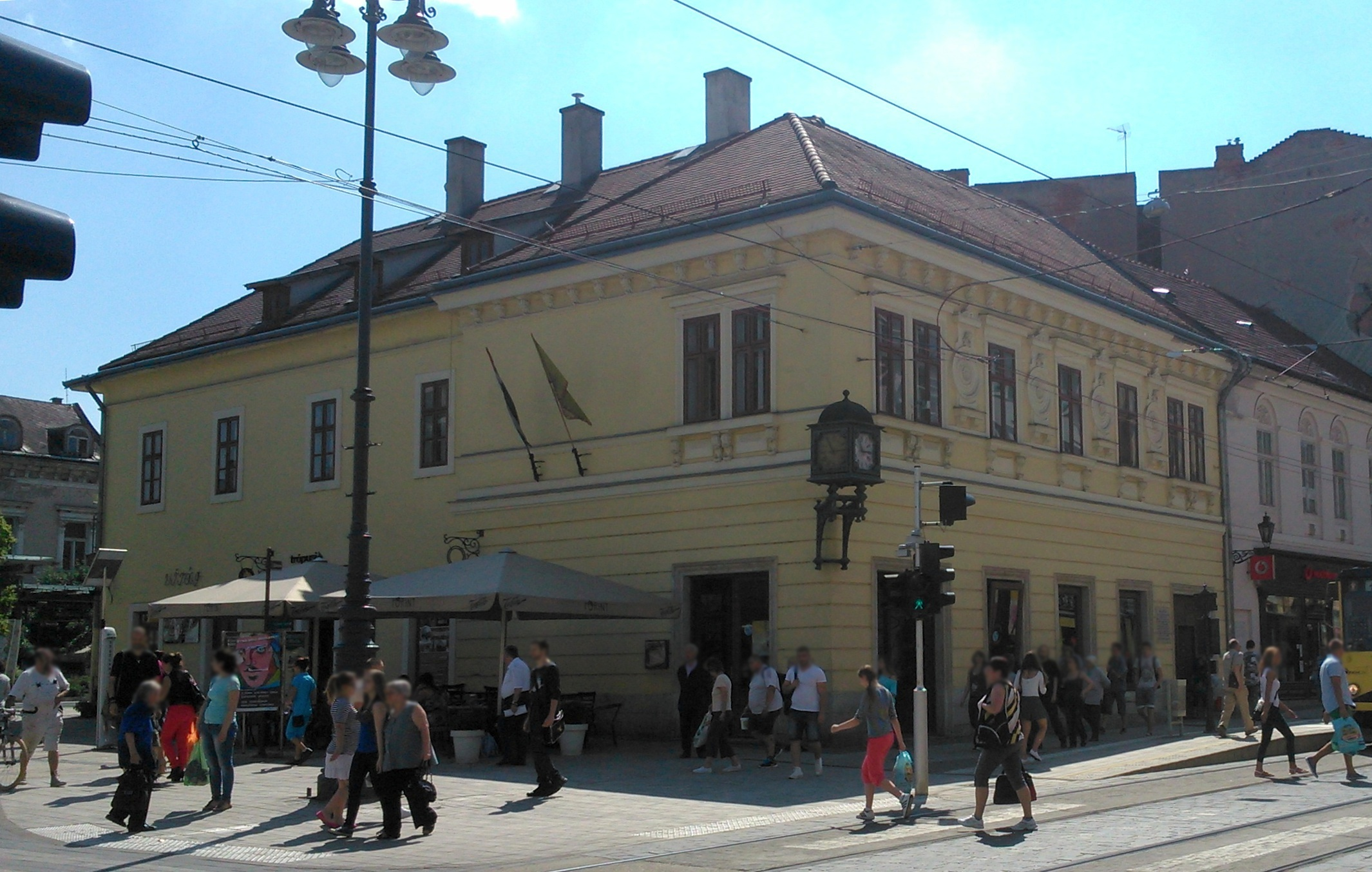
Rott-ház (40. sz.)

#### A Szemere utcától a Royal közig
Lakó-üzletház (Széchenyi utca 46.)
Az épület két korábbi szalagtelek épületei helyén áll. A korábbi házak bontását a Széchenyi utcát keresztező Szemere utca szűkössége indokolta. A jelenlegi kétemeletes épület, különösen annak háromemeletes „sarokbástyája” igen megosztja az emberek, de a szakma véleményét is.
Erdey-ház (Széchenyi utca 48.)
Az egyemeletes lakó- és üzletházat Erdey Kálmán építtette a nagy árvíz után, 1895-re készült el. A főutcai homlokzat öttengelyes kialakítású. A középső tengely emeleti részén két konzolon nyugvó, kovácsoltvas kosarú erkélyt, az erkélyajtó fölött pedig látványos oromzatot valósítottak meg. A további négy ablak egyenes záródású, timpanonos szemöldökpárkánnyal. A földszinten, az erkély alatt kosáríves kapubejáró van (kis méretű kő kerékvetői ma is láthatók), ennek két oldalán helyezték el az üzleteket. A ház felújítása 2007-ben történt meg.
Horváth-ház (Széchenyi utca 50.)
A házat a szomszédos, 48-as ház után építtette Lázár Miksa. Később Horváth Lajos ügyvéd (nem azonos Horváth Lajos (1824–1911) politikussal), majd Imre János volt a tulajdonos. A négyaxisú, egyemeletes épület magasabb mint a 48-as ház, ablakai némileg hasonlóak a szomszéd házéhoz, timpanonos záródásúak. Az első tengelyben a földszinten van a kapubejáró, a jobb oldali részen pedig boltok vannak.
Silbiger-ház (Széchenyi utca 52.)
Műemlék. Az épület 1880 és 1888 között épült. Tagolatlan tömegű, ötaxisú, szimmetrikus elrendezésű, egyemeletes lakó-üzletház. Kapubejárója középen van, fölötte emeleti erkély helyezkedik el, páros erkélyajtókkal. Az ablakokat stukkódíszes kereteléssel látták el. Felül baluszteres áttört attika helyezkedik el, ez korábban az épület teljes szélességében megvolt. Az épületnek fontos szerepe volt a miskolci távközlés történetében, mert 1888. december 15-én itt nyílt meg a város első telefonközpontja (24 előfizetővel és két nyilvános állomással). A telefonközpont 1900-ban állami kezelésbe került, és a Deák (ma Déryné) utcába költözött.
Répászky-ház (Széchenyi utca 54.)
A mai ház teljesen dísztelen, így környezetidegen is, de egy 1905-ös fénykép szerint – a környező házakhoz hasonlóan – szép homlokzati díszítésekkel rendelkezett. Ebben a házban lakott a Miskolci Ügyvédi Kamara első elnöke, Répászky Alajos, majd ezután a családtagjai éltek benne. Az épület 3+1+3 elrendezésű, kapubejárója középen helyezkedik el. Remélni lehet, hogy egy felújítás során visszakapja díszítését.
Az egykori Borsodmegyei Takarékpénztár épülete (Széchenyi utca 56.)
A széles utcai fronttal rendelkező háromemeletes épület 1910-ben, két szomszédos telek összevonásával épült. Az építtető az 1894-ben alapított Borsodmegyei Takarékpénztár volt, tervei Hajós Alfréd és Villányi János irodájában készültek, kivitelezője a Dávid János és Fia cég volt. Az épület késő szecessziós homlokzata kilencaxisú, hármas tagolású. Az utolsó előtti tengelyek két emeletet átfogó nagy kiülésű zárterkélyes kialakítást kaptak, a harmadik emeleten nyitott erkéllyel. Középen ez a megoldás egy emeletnyit csökkent. Az épületnek csak az utcai részét használta a pénzintézet, az emeleti lakásokban a cégvezetők laktak. Az 1960-as években lebontották az épület eredeti manzárd tetőszerkezetét és látványos oromzatát. 2007-ben felújították a házat, az üzletportálokat, és az emeleti homlokzaton a törtfehéret tették meg uralkodó színnek. A bejárati kapu két oldalára egy-egy kőgriff került.
Wilhellm-ház (Széchenyi utca 58.)
A kétemeletes lakó-üzletházat 1910 előtt Weisz Náthán (máshol Vilmos) és neje építtette elsősorban saját lakásnak, de az udvari részben bérlakásokat és üzleteket is kialakítottak. Az öttengelyes, homlokzatán váltakozva vakolt és klinkertéglás borítást mutató épület (ez a megoldás több miskolci épületen is megfigyelhető) nem sokkal később Wilhellm Herman tulajdonába került, és „szállítási és bizományi” üzletének központja lett. A lakások megközelítésére a jobb oldalon kialakított bejárat szolgál. Első emeltének két szélső tengelyében egy-egy félkörös, a második emelet középső tengelyében pedig egyetlen szögletes erkélyt alakítottak ki.
Az egykori Royal szálló épülete (Széchenyi utca 60.)
Az eredetileg egyemeletes épület építési ideje nem ismert, de 1883-ban itt alakult meg a „Miskolczi Termény Csarnok” (tulajdonképpen gabonatőzsde). A földszinten a Weinberger-, majd a Czeizel-féle kávéház működött. Czeizel Adolf 1904-ben már a Lloyd Szálloda és Kávéházat működtette az épületben. 1904 és 1906 között Ligeti Herman emeletráépítést hajtott végre, és Royal Szálloda és Kávéház néven nyitotta meg a házat. 1927-ben a Royal Nagyáruház nyílt meg a földszinten. 1930-ban Bárd György Fiume Szálloda és Étterem néven vitte tovább az üzletet. Az államosítás után a szálloda funkció megszűnt, a földszinti üzletek közül egy még a 2010-es években is őrizte a Royal nevet, és – félhivatalosan – a Szinvára lefutó keskeny utca neve is Royal köz.

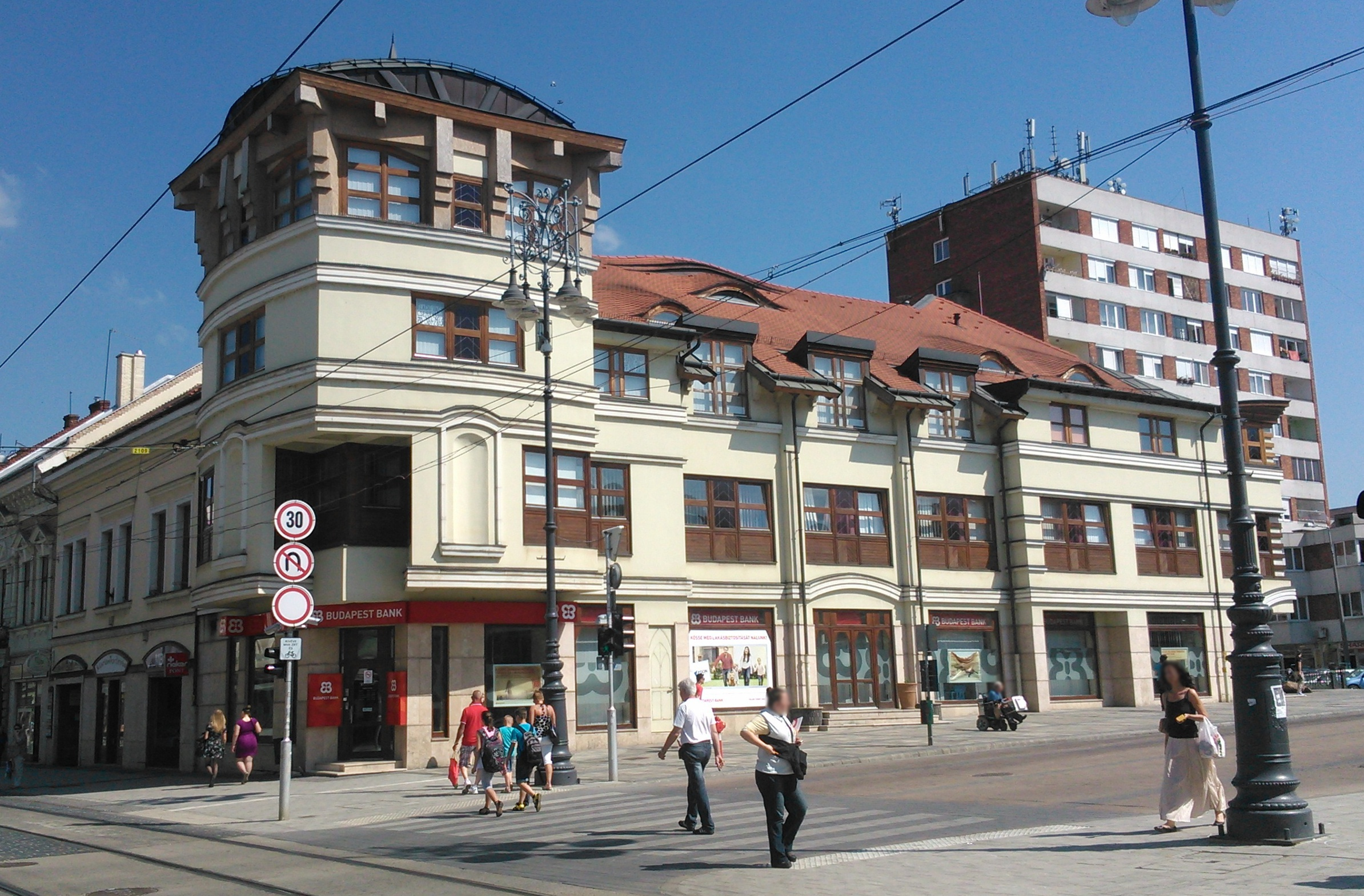
Lakó-üzletház (46. sz.)
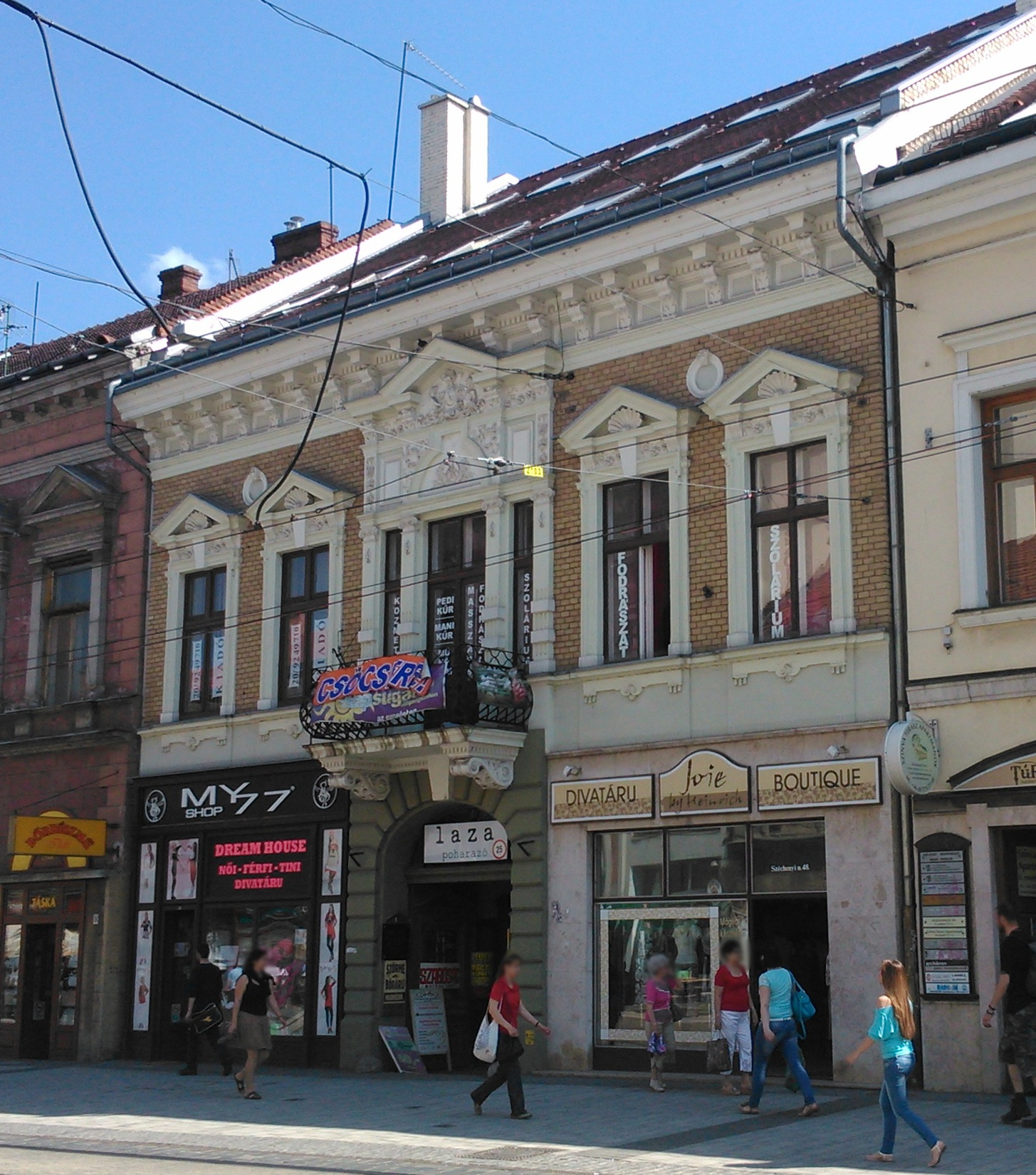
Erdey-ház (48. sz.)
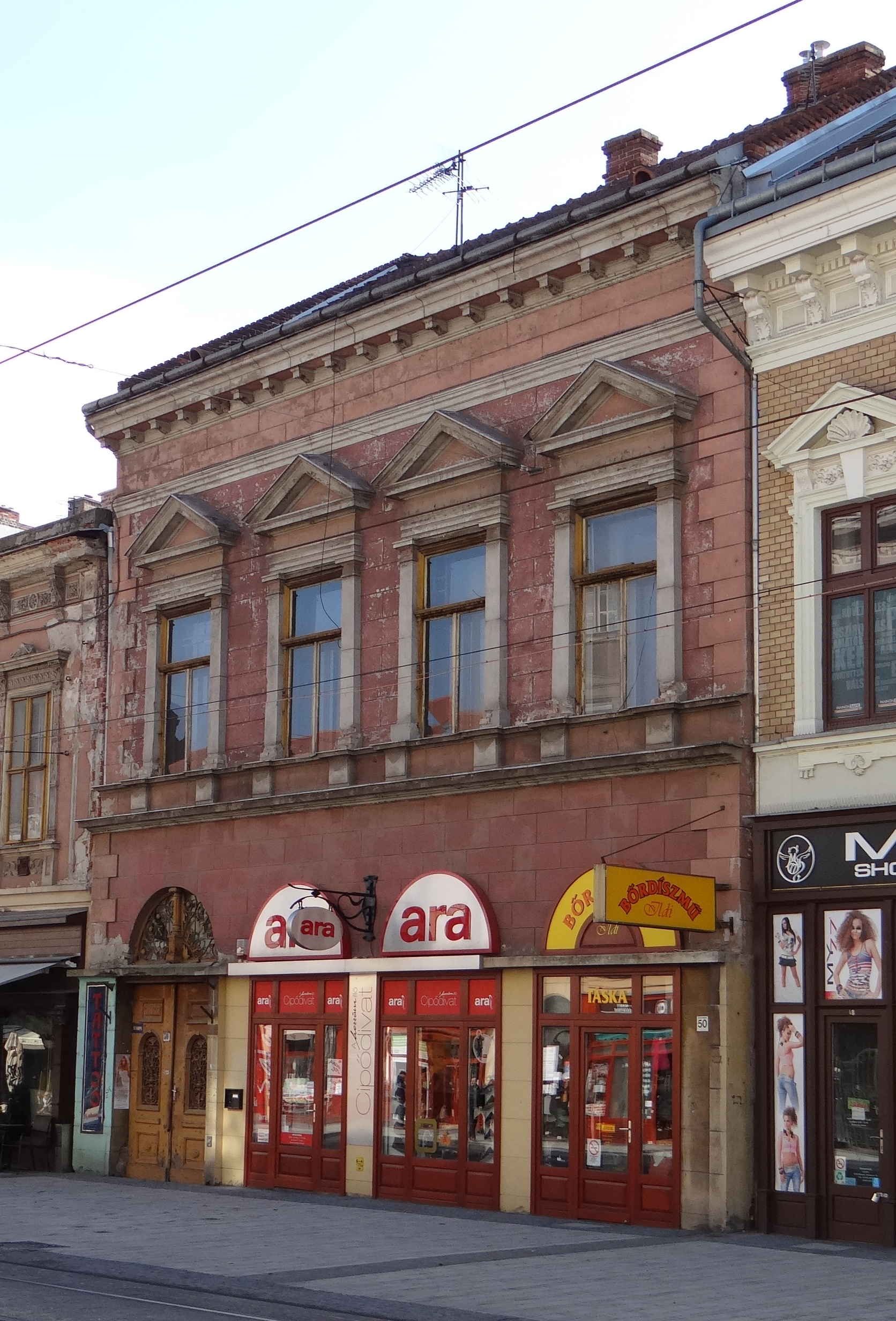
Horváth-ház (50. sz.)
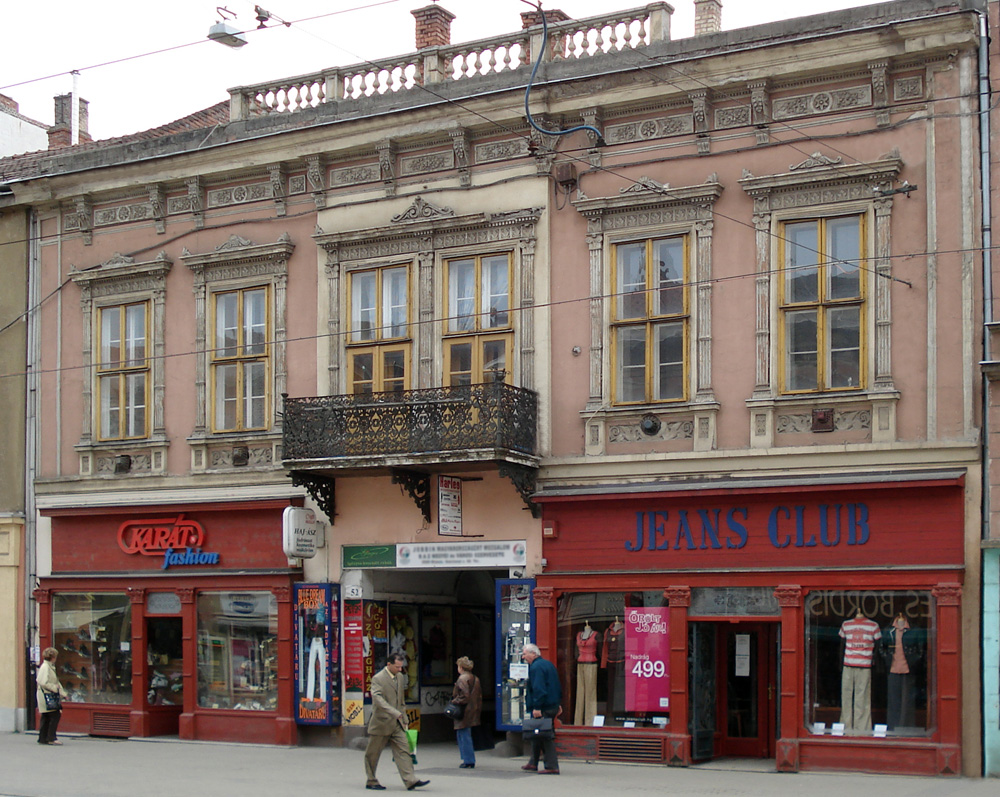
Silbiger-ház (52. sz.)
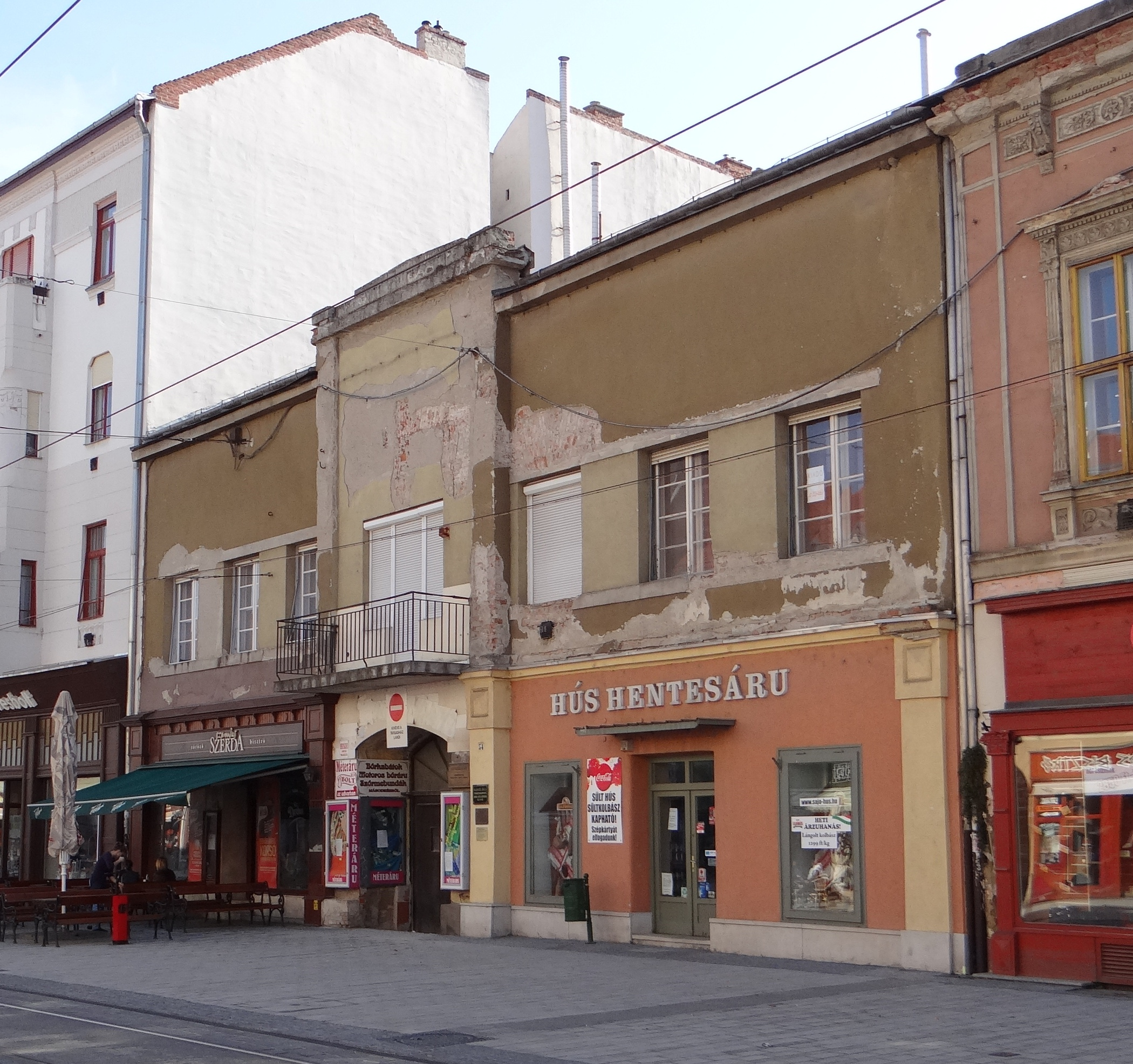
Répászky-ház (54. sz.)
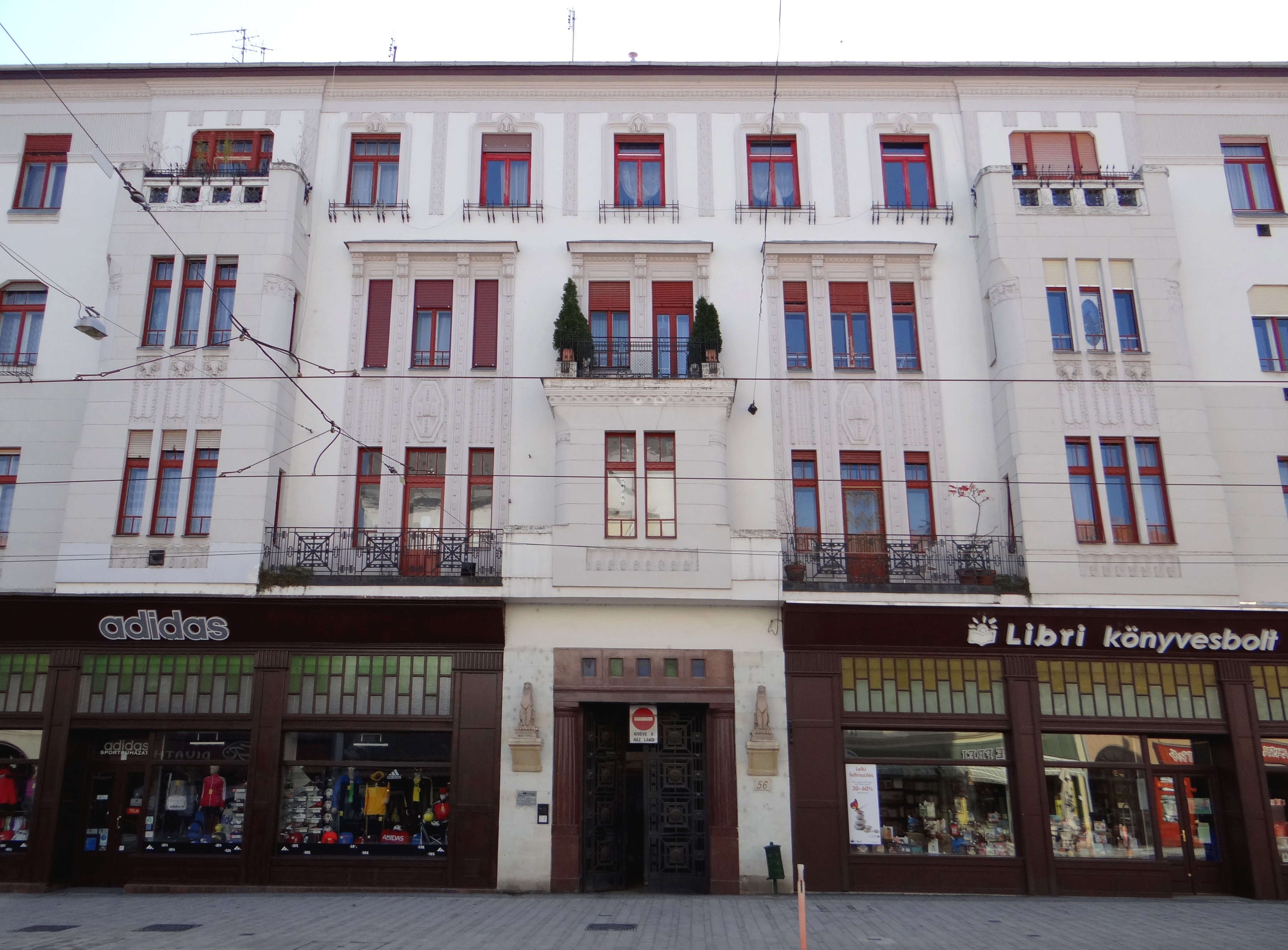
Takarékpénztár (56. sz.)
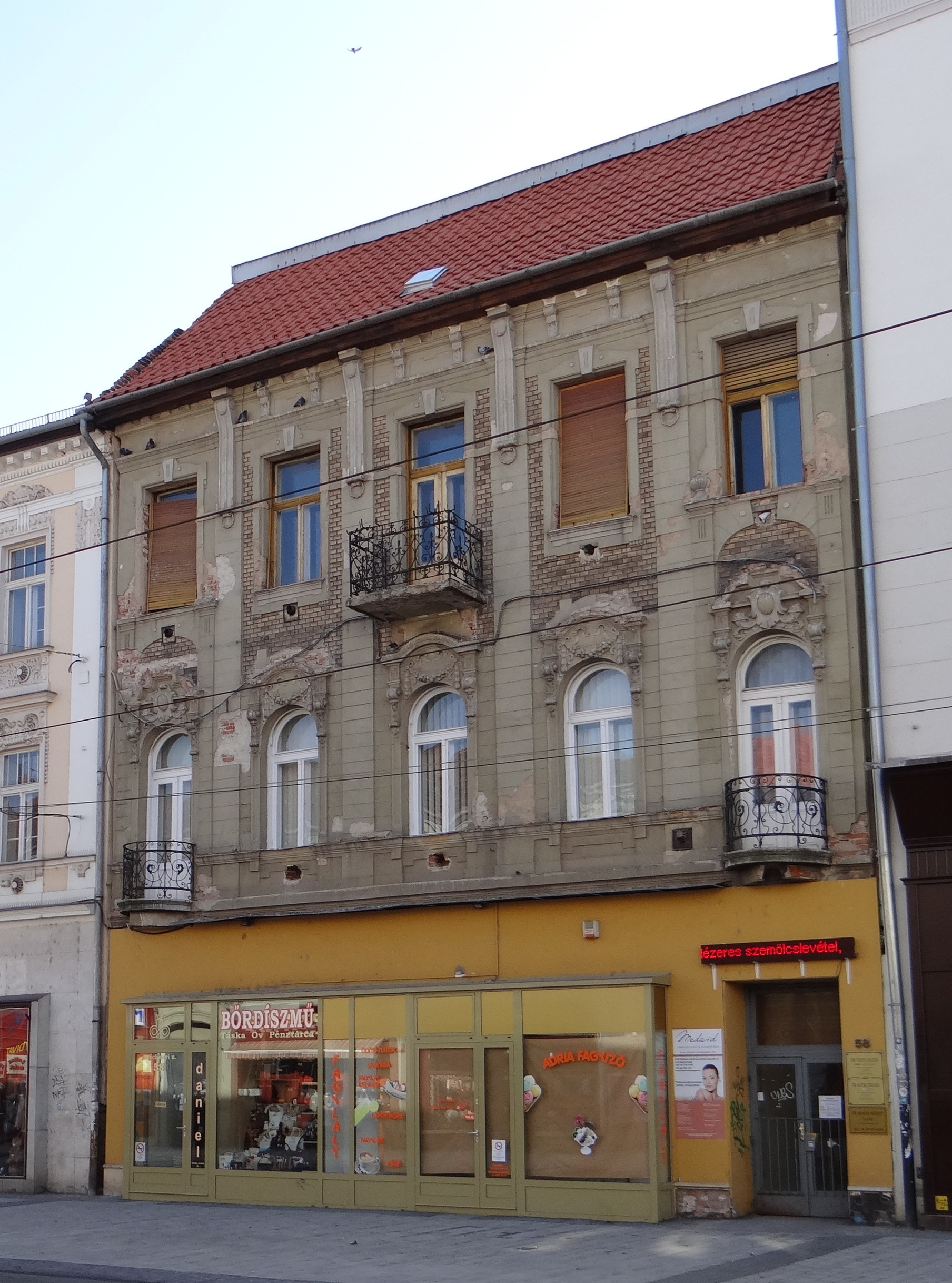
Wilhellm-ház (58. sz.)
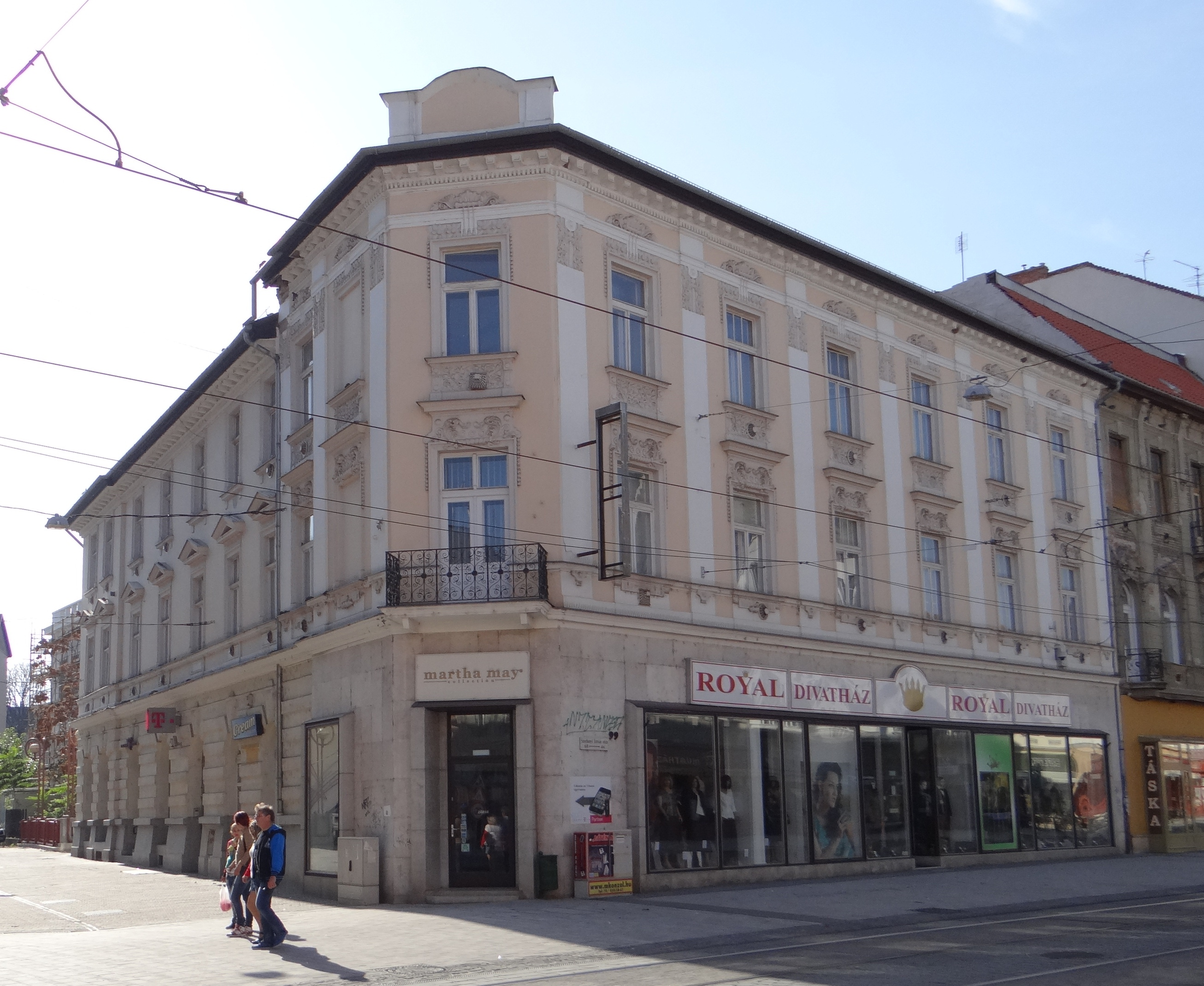
Royal szálló (60. sz.)

#### A Royal köztől a Corvin utcáig
Rácz-palota (Széchenyi utca 62–64.)
A kétemeletes, terjedelmes ház 1887 és 1899 között épült a Széchenyi utca és a Royal köz sarkán. A főutcai homlokzat 1+5+3+5+1 axisú, a Royal közben 1+8+1 elrendezésű. A sarok le van metszve, fölötte a ház jellegzetessége, a sarokkupola, vagy babilon látható. A most egy egységnek látszó épület korábban két épület volt, ezt később összeépítették az 1+5+3+1 tengelynél. Az épületet Rácz György gyógyszerész, udvari tanácsos, a városi törvényhatóság tagja, a számügyi és a pénzügyi bizottság elnöke, a református egyház főgondnoka építtette. 1922-es halála után hatalmas vagyonát a városra és a református egyházra hagyta. Nevét utca őrzi Miskolcon. Az épületben az emeleten lakások, illetve irodák voltak, a földszinten számos üzlet működött.
Dapsy-ház (Széchenyi utca 66.)
A telektulajdonos Dapsy Sándor 1890-ben kérvényezte, hogy földszintes házát egyemeletesre szeretné átépíteni. Az épület szimmetrikus elrendezésű, kosáríves kocsibejárója a középtengelyben helyezkedett el. Az osztópárkány fölött egyetlen erkélyajtóval ellátott középrizalit van. Az ablakokat középen körszelet, oldalt timpanonos szemöldökpárkányok zárják. A középrizalitot timpanon, az erkélyt szép kovácsoltvas korlát díszíti. A földszinti üzletek folyamatosan változtak, az egykori kocsibejárót is beépítették.
Greutter-ház (Széchenyi utca 68.)
A kétemeletes házat az 1880-as években két testvér, Greutter Antal és József építtette. A földszinti üzletportálok kosáríves, az első emeleti ablakok timpanonos, a második emeletiek egyenes záródásúak. Az emeleti osztópárkányok gyakorlatilag azonos magasságúak a könyöklőpárkányokkal. A fölső részt fejekkel és gyümölcsfüzérekkel díszített fríz, illetve fogrovatos, konzolos párkány zárja. A középtengelyben lévő egykori kocsibejárót üzlet számára beépítették.
Az ún. híd-ház (Széchenyi utca 70–72.)
Az épület kialakítására a Corvin és a Szentpáli utcák összekapcsolása miatt volt szükség. A 70. szám alatt a Bató István-féle ház volt, amelyben Bató Eszter elvileg örökre lezárt szobája is volt. 1978–80-ban az utcát 28 méter hosszú vasbeton elemekkel hidalták át, és rajta a KIOSZ (Kisiparosok Országos Szövetsége) és a HNF (Hazafias Népfront) számára alakítottak ki irodákat. Az építményhez keletről a később megépült Bató-üzletház kapcsolódik.

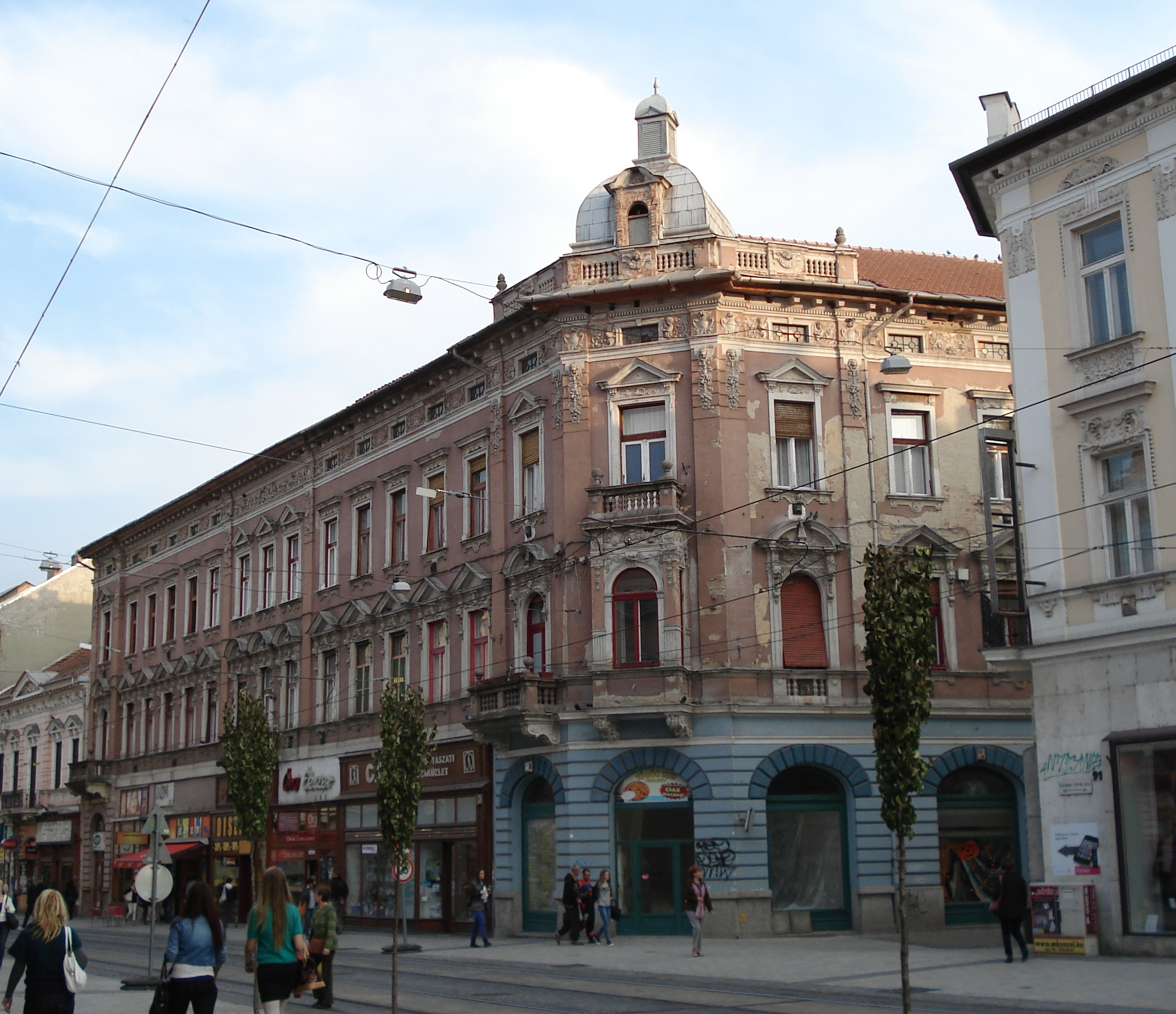
Rácz-palota (62–64. sz.)
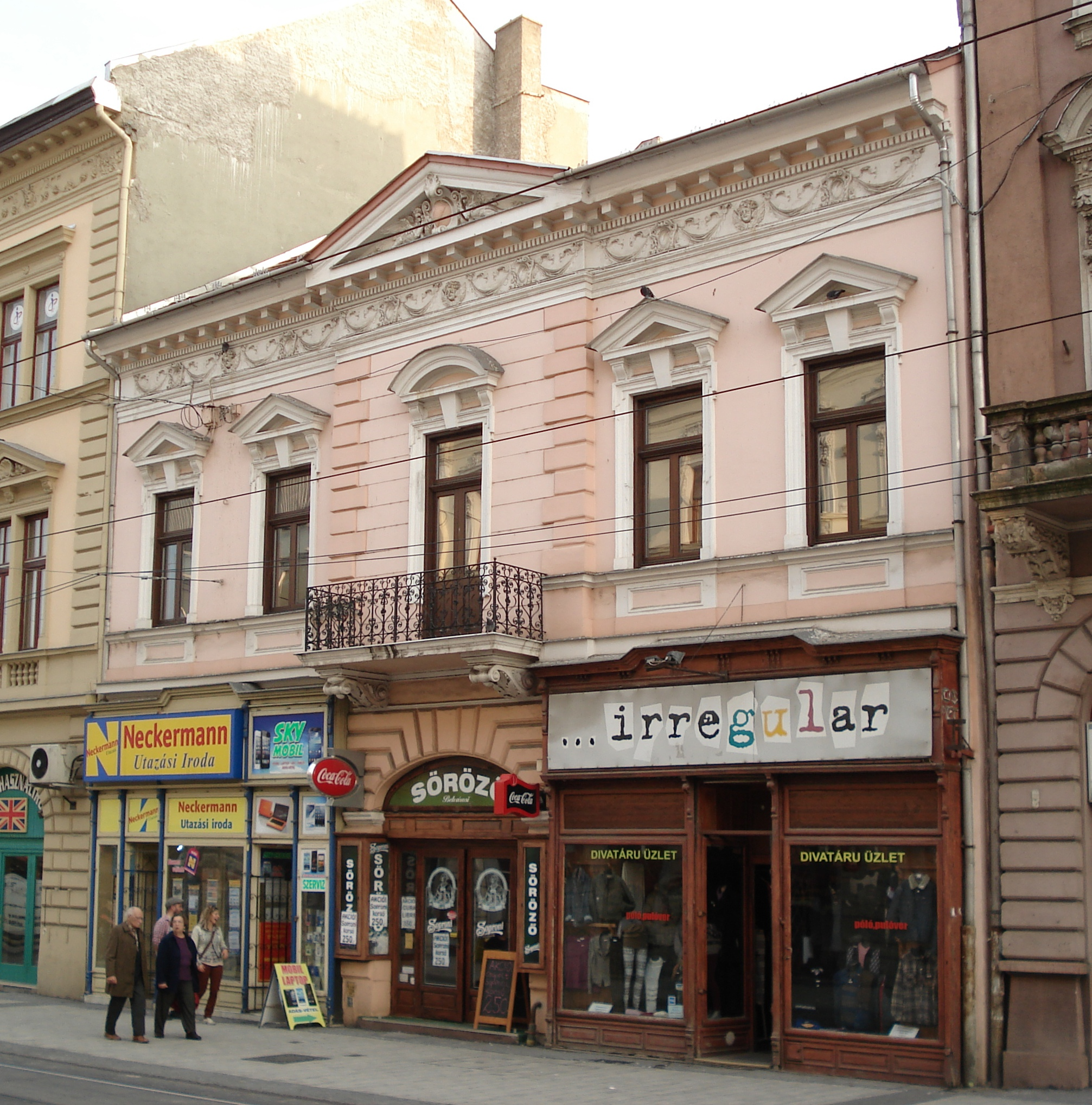
Dapsy-ház (66. sz.)
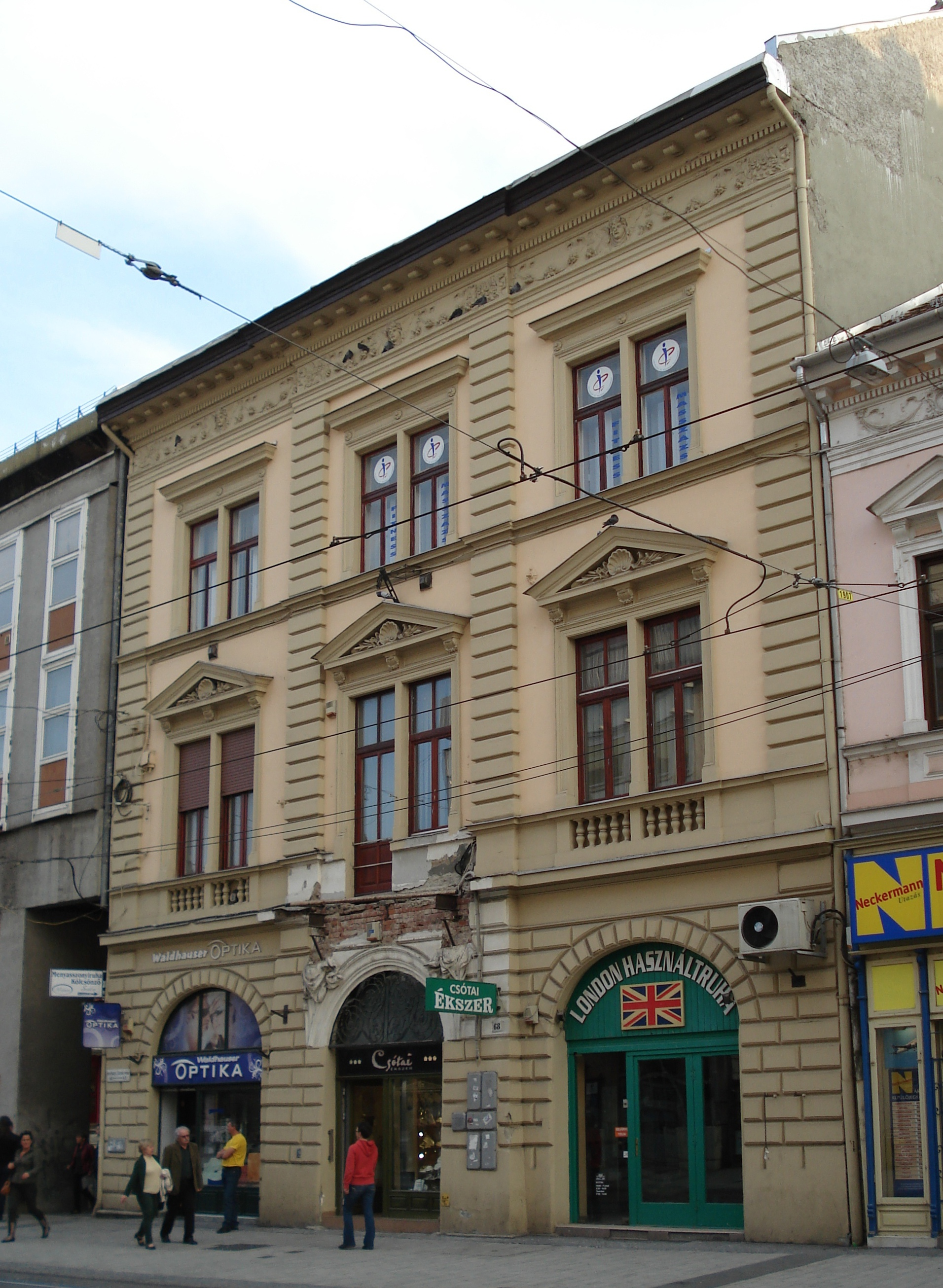
Greutter-ház (68. sz.)
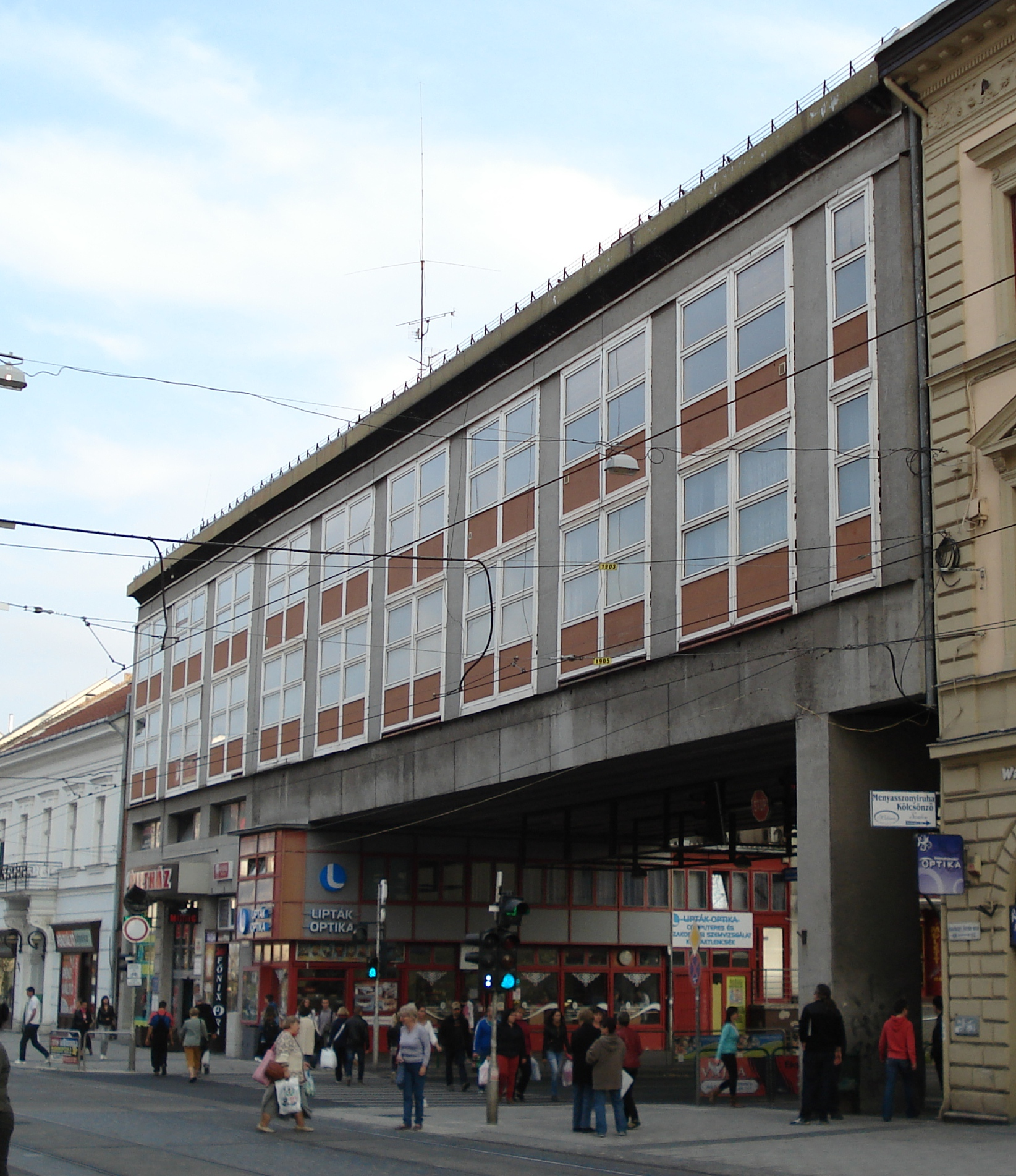
Híd-ház (70–72. sz.)

#### A Corvin utcától a Király utcáig
Bató-üzletház (Széchenyi utca 74.)
Az üzletház 1991 és 1993 között épült, nyugaton a híd-házhoz illeszkedik. Az alagsorban, a földszinten és az öt emeleten összességében közel 6200 négyzetmétert építettek be, és mintegy 65 üzlet működik benne. Az épület végső soron „sarokház”, a Széchenyi, a Corvin és az Arany János utca felé nyitott.
Grünfeld-ház (Széchenyi utca 76.)
Az épület az 1880-as években épült, építtető tulajdonosa Grünfeld Sámuel volt. A földszinten zálogházat működtetett, az emeleten ő lakott a családjával, az udvari részen pedig bérlakásokat alakított ki. 1931-ben Hercz János ide költöztette az Arany Oroszlán Gyógyszertárat, ami azóta is itt működik. A házat 2006-ban, az eredeti állapotnak megfelelően felújították. Az épület szimmetrikus kialakítású, egyemeletes, öttengelyes. Kapuja középen helyezkedik el, fölötte erőteljes konzolok erkélyt tartanak. Tetőzete az utcával párhuzamos nyeregtető.
Metropol üzletház (Széchenyi utca 78.)
Az épület az egykori, robbantással lebontott Haller–Halmos-ház helyén épült 1997–98-ban. Vezető tervezője Papp László volt. Az ötszintes házban mintegy 64 üzlet működik.
Bama üzletház (Széchenyi utca 80.)
Az üzletház egy 1+3 elrendezésű, egyemeletes lakó-üzletház helyén épült 2005 körül. Elsősorban ruházati cikkeket forgalmaznak, de működik itt egy pókerklub is.
Az egykori Stamberger-féle nyomda (Széchenyi utca 82.)
Műemlék. A ház – a mellvéd felirata tanúsága szerint is – 1899-ben épült, Stamberger Bernát, majd fia, László működtette itt nyomdáját, könyv- és papírkereskedését. Az üzlethelyiségben évtizedekig a „Sajó cipőbolt” működött, a 2010-es években ruházati üzlet van benne.
Schweitzer–Weisz-ház (Széchenyi utca 84.)
A varrógépáruházat működtető Schweitzer testvérek építtették a házat a 19. század végén. Később Weisz József bőrkereskedő és fia, Weisz László szállítási vállalkozó volt a tulajdonos. A földszinti üzletben a Miskolczi Árucsarnok árulta portékáit, az udvari részen pedig 1924-től özv. Martin Ivánné építtetett és működtetett Uránia néven mozgókép színházat (ebből lett később – költözés után – a Béke mozi, majd a Művészetek háza). Az épület egyemeletes, főutcai homlokzatán négy ablakkal. A kapubejáró a bal oldali tengelyben helyezkedik el. A homlokzat régen stukkódíszítéssel rendelkezett, de ez az idők folyamán eltűnt.
Bródi-ház (Széchenyi utca 86.)
Egyemeletes épület, építtetője Bródi Mór textilnagykereskedő volt. A ház az 1878-as árvíz után épült, több telekrész korábbi egyesítése révén kialakult telken. A ház 2+2+2 elrendezésű, homlokzatán az eklektikus és a szecessziós elemek keverednek. A földszinti üzletportálokat és a díszes emeletet osztópárkány választja el. Az emeleti nyílások félköríves záródásúak, az ablakközök fölső díszítése a középrizalitban merkúrfejes maszkkal egészül ki. Feltűnőek a padlástér szecessziós jellegű nyílászárói. Félköríves záródású kapuja a középtengelyben helyezkedik el, fölötte három konzolon erkély helyezkedik el. Díszes oromzatát az idők folyamán valamikor elvesztette.
Neumann-palota (Széchenyi utca 88.)
A kétemeletes, hatalmas saroképület a 20. század első évtizedében épült. A ház neve a tulajdonos Neumann Adolf bankárról terjedt el a helyi köztudatban. Az épület tagozódása a Széchenyi és a Munkácsy utca felé is hasonló, jellegzetessége a sarokrészen kialakított két háromnegyed köríves erkély, szecessziós kovácsoltvas erkélykorlátokkal, illetve a magasra húzott toronysisak. A földszintet és az emeletet határozott osztópárkány választja el, a két emelet között pedig a kőkapcsos szemöldökpárkány összekötésével képzett vakolatdíszek helyezkednek el. Az épületet 1990 körül felújították, és 1993-ban ideköltözött a Kereskedelmi és Hitelbank. A Munkácsy utcai oldal földszintjén különböző üzletek működnek.
Anglo-Danubian Lloyd-palota (Munkácsy utca 1.)
A terület nagy részén 1897-ig Nagy Áron földszintes háza állt. A mai kétemeletes sarokház Munkácsy utcai része a terjedelmesebb és fontosabb, a főutcai szakasz méretében jelentősen elmarad tőle. Építtetője Fischer Dávid kereskedő volt. Stílusára az eklektika jellemző, némi szecessziós beütéssel. Homlokzatán megjelennek a Miskolcon gyakori klinkertéglás mezők, a reneszánszra emlékeztető szemöldökpárkányok és a minőségi kovácsoltvas elemek. A Munkácsy utcai homlokzat jellemző eleme a két, falsíkból kiugró, lekerekített sarkú zárt erkély. A házban korábban működött fényképész és ügyvéd, volt itt játékbolt, fazekasműhely, biztosító stb. A sarkon lévő bejárat fölötti felirat az „Anglo Danubian Lloyd Általános Biztosító Rt. Vezérügynöksége”-t hirdette, később a „Phönix Biztosító Társaság” működött itt. A 2010-es években a földszinten üzletek helyezkednek el (divatáru, fodrászat stb.). Az épületet a tömbrehabilitáció keretén belül az 1990-es évek elején felújították.
Singer-palota (Széchenyi utca 90.)
A Széchenyi és a Király utca sarkán álló kétemeletes lakó-üzletház 1908 és 1910 között épült, terveit dr. Singer Henrik orvos felkérésére Korach Miksa (máshol Miklós) készítette el. Az épület történetéhez szorosan hozzátartoznak az benne működött üzletek: Zechner Lipót üvegkristályüzlete, Stern és Handelsmann textil-nagykereskedése, Patay Rudolf csemege- és fűszerüzlete, aztán az 1930-as években a „Megváltóhoz” címzett gyógyszertár, Korach Lajos illatszerüzlete, Winder Jenő férfiruha-kereskedése, Berger Bernát könyv- és papírüzlete. A földszinten mindkét oldalon, a 2010-es években is, üzletek működnek, legjellegzetesebb a sarkon nyíló Tulipán Divatház. A homlokzati rizalitot mindkét oldalon timpanonszerű hármas, illetve hatos osztású attika koronázza. Mindkét oldalon és mindkét szinten erkélyeket helyeztek el, az azokat tartó konzolok azonban eltérőek: a főutcán hagyományos, a Király utcán tölcséres kialakításúak. Az első emeleti ablakok félköríves, a második emeletiek tört egyenes záródásúak. Az épületet, amely a „Tulipán tömb” legfontosabb egysége, az 1990-es évek elejére felújították. Ennek keretén belül a ház díszítését magas színvonalon valósították meg, többek között mázas kerámia épületplasztika felhasználásával.

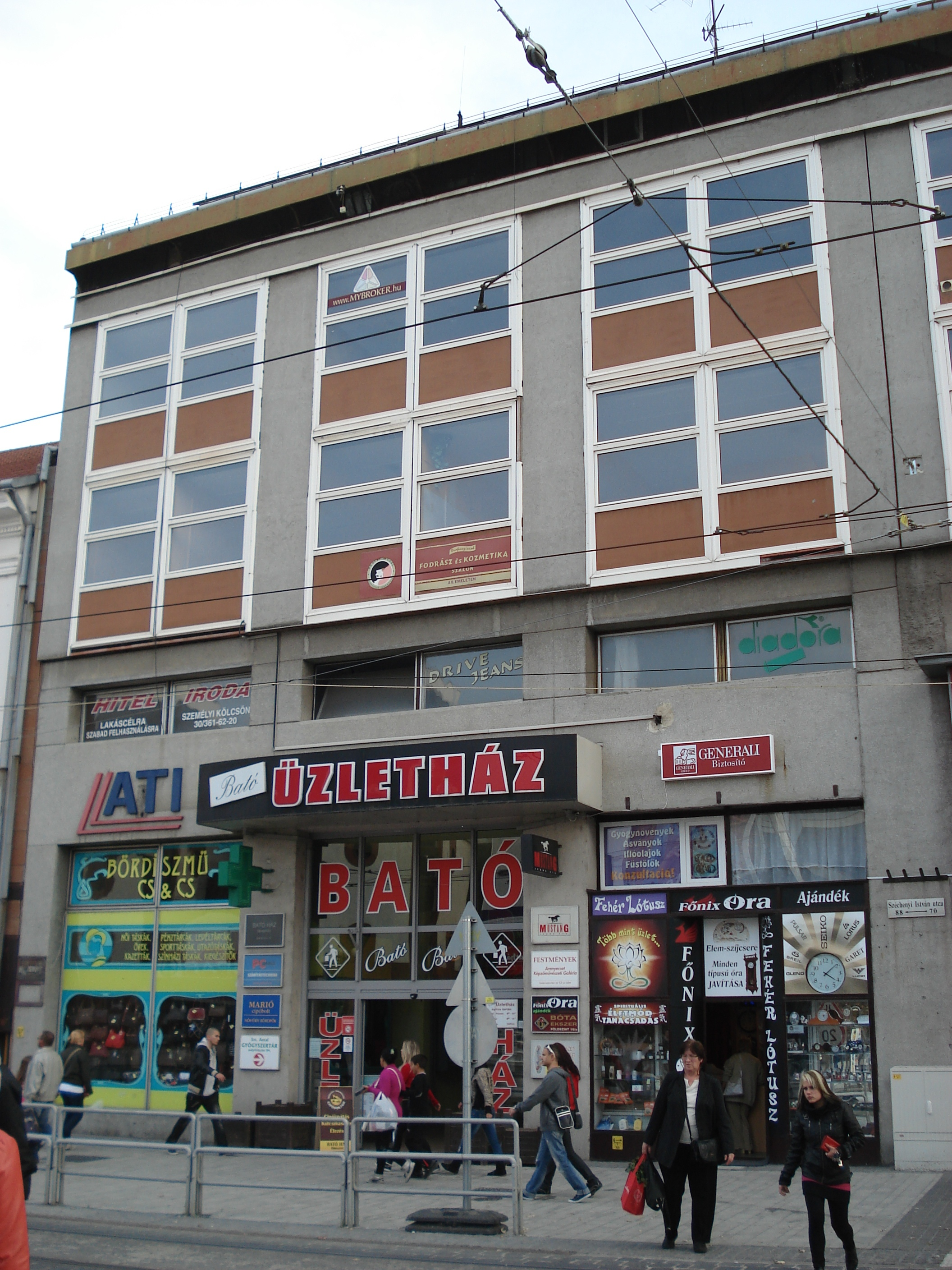
Bató-üzletház (74. sz.)
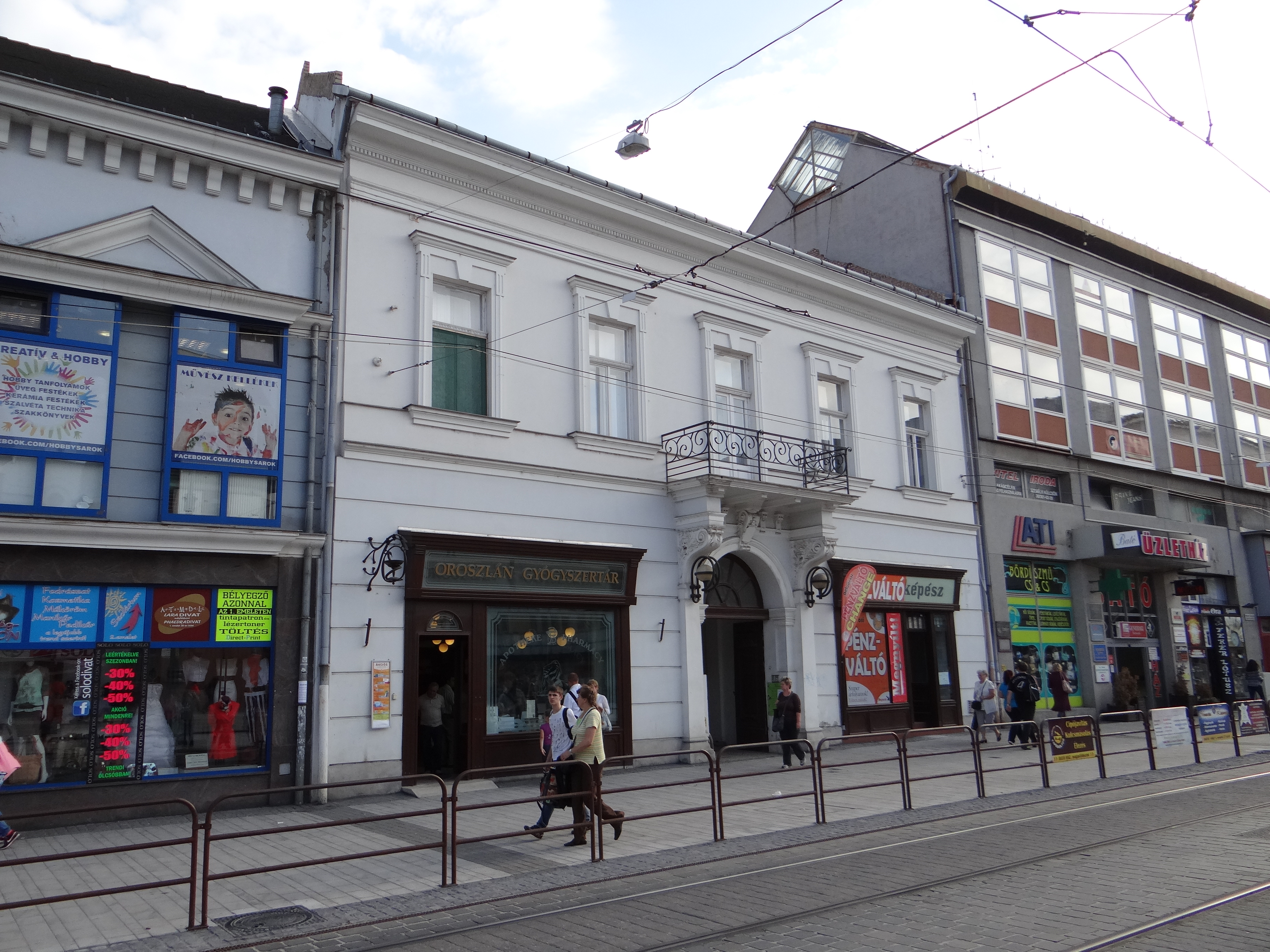
Grünfeld-ház (76. sz.)
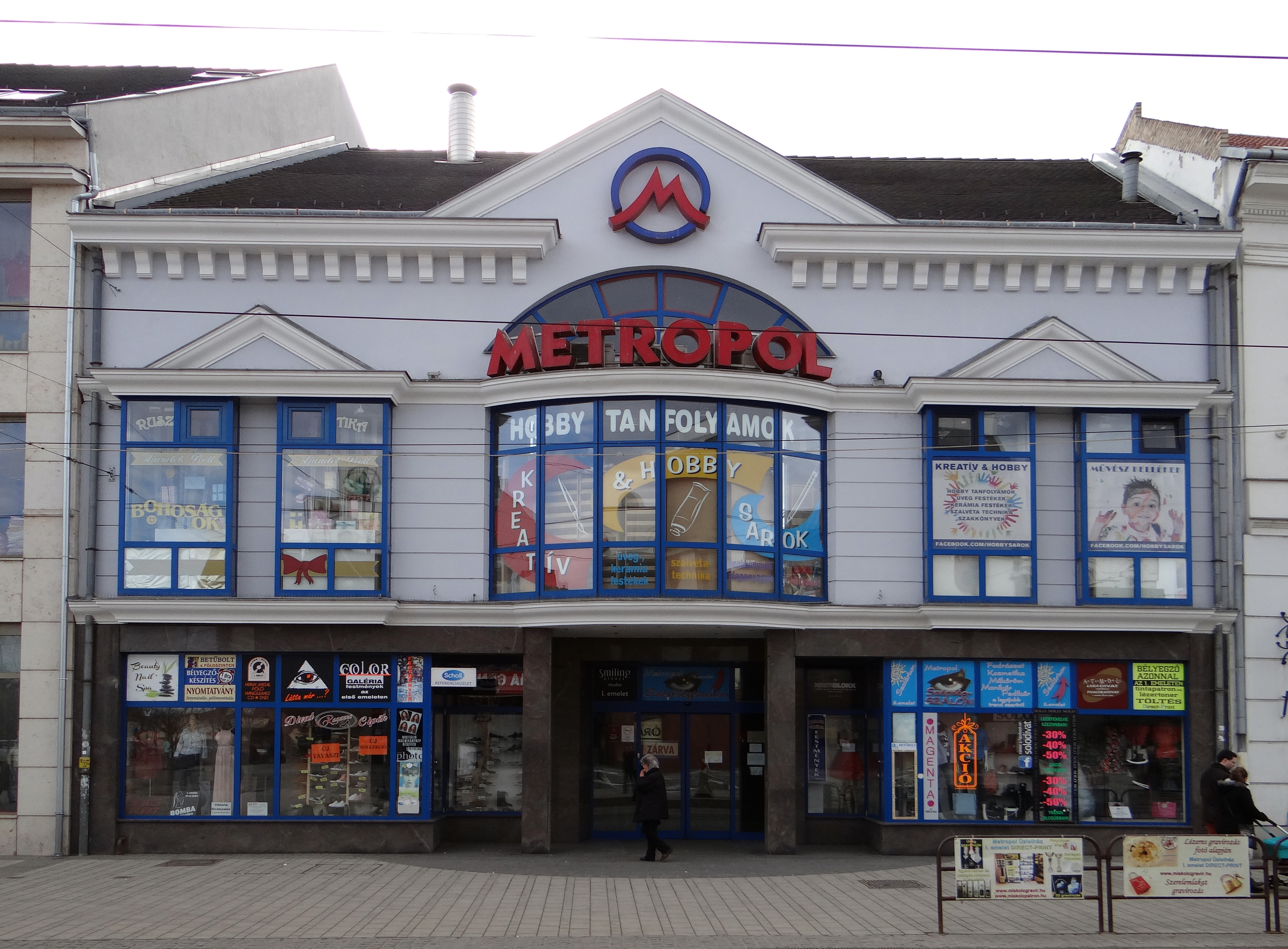
Metropol üzletház (78. sz.)
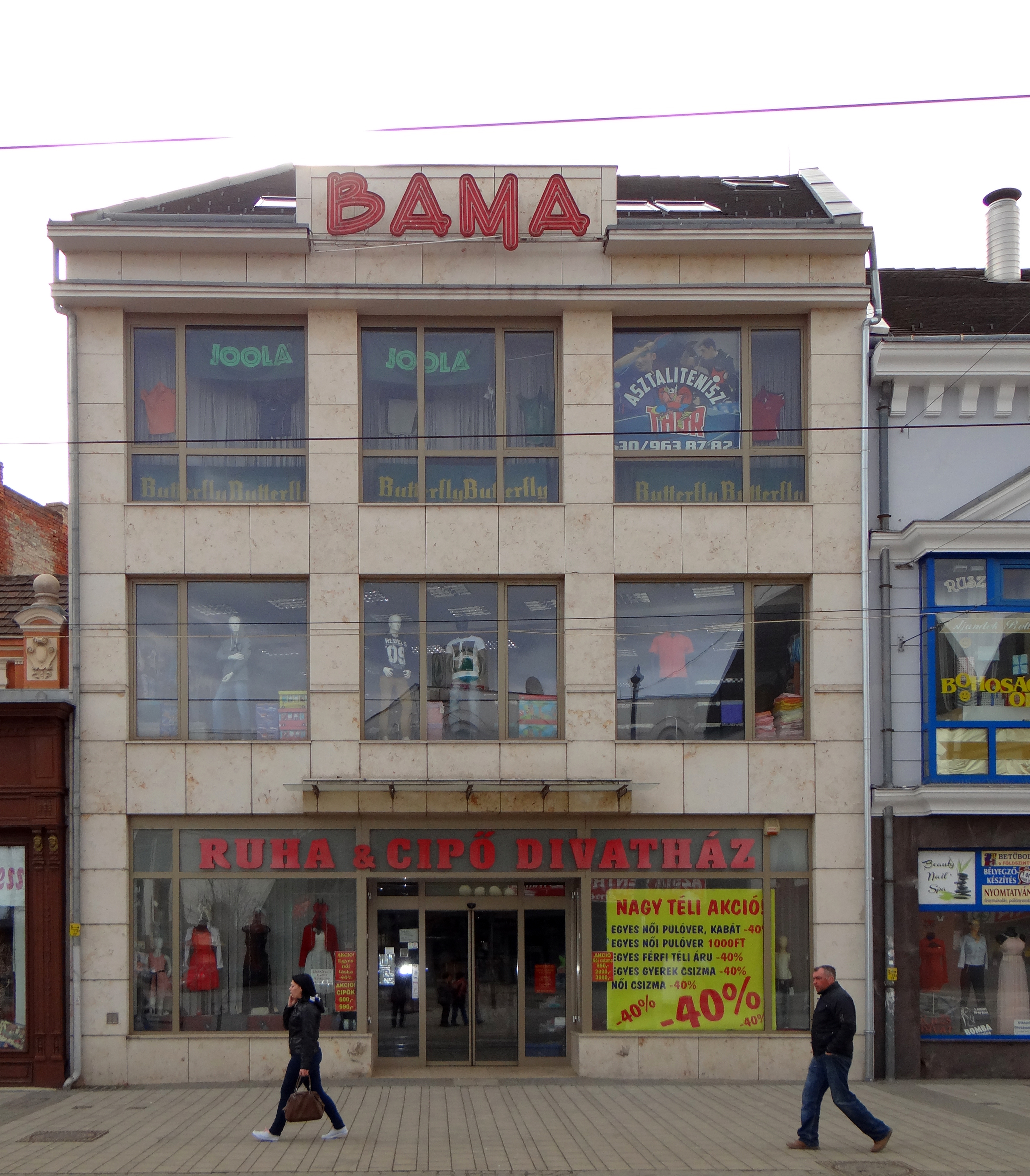
Bama üzletház (80. sz.)
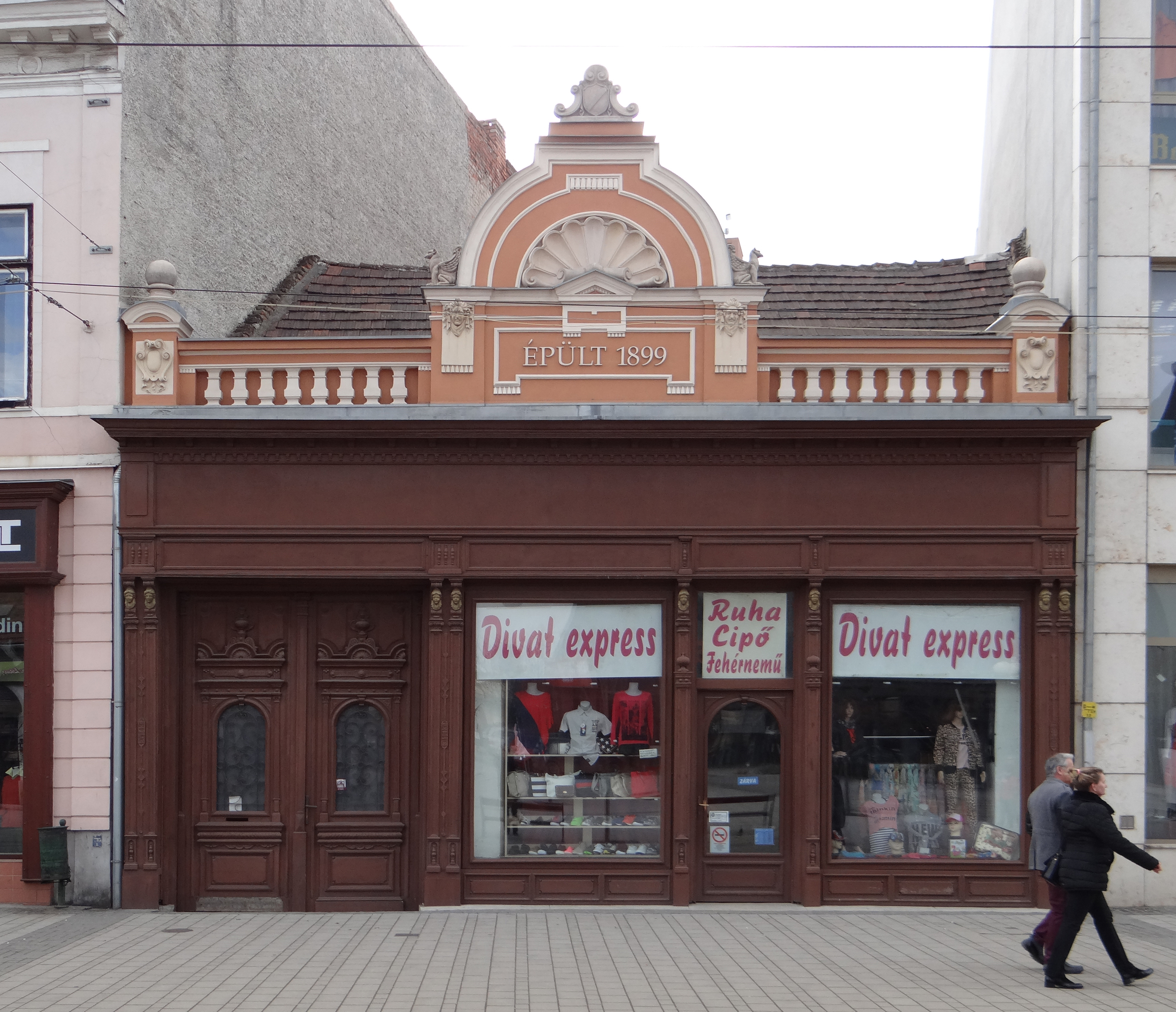
Stamberger-nyomda (82. sz.)
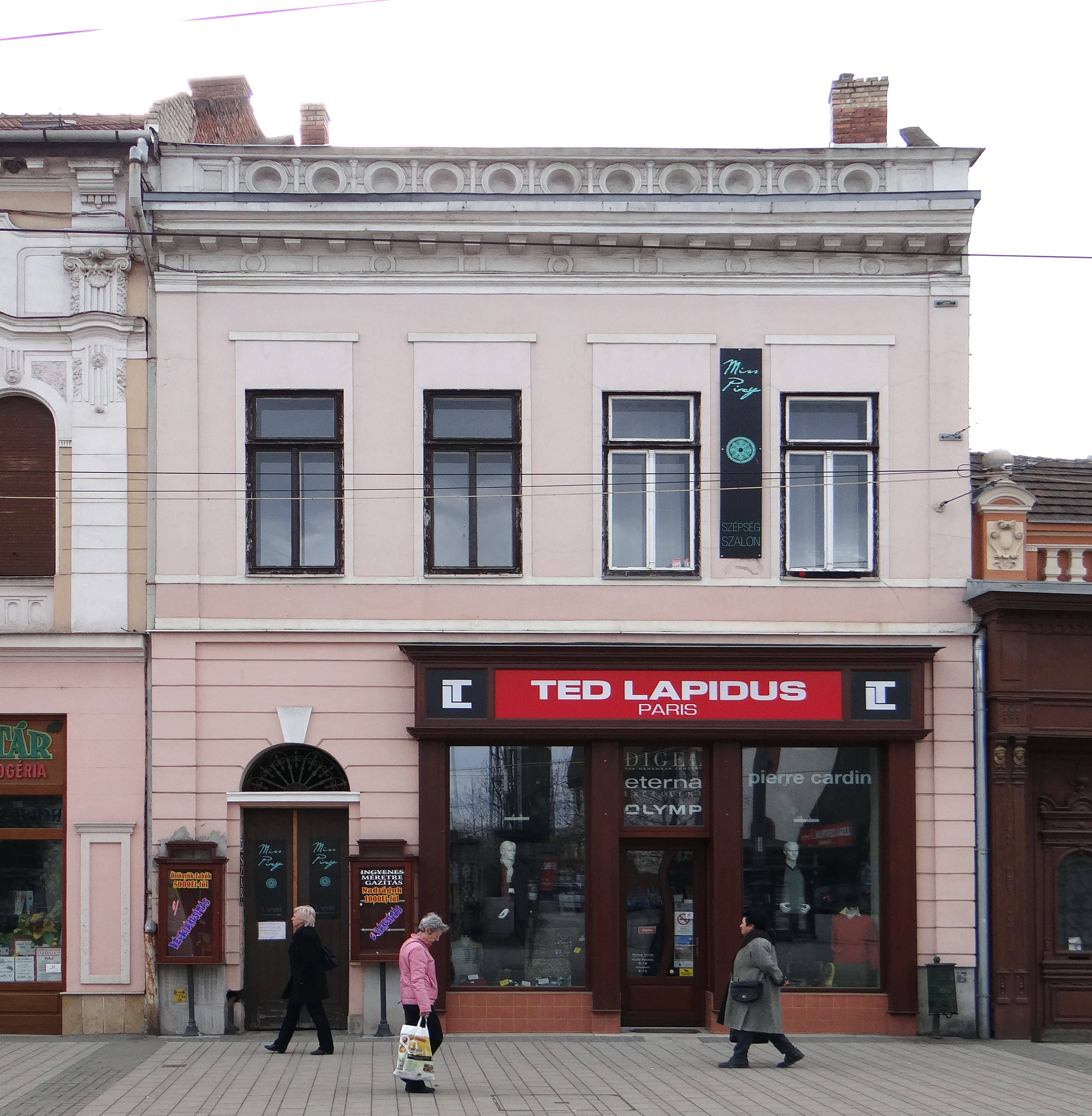
Schweitzer–Weisz-ház (84. sz.)
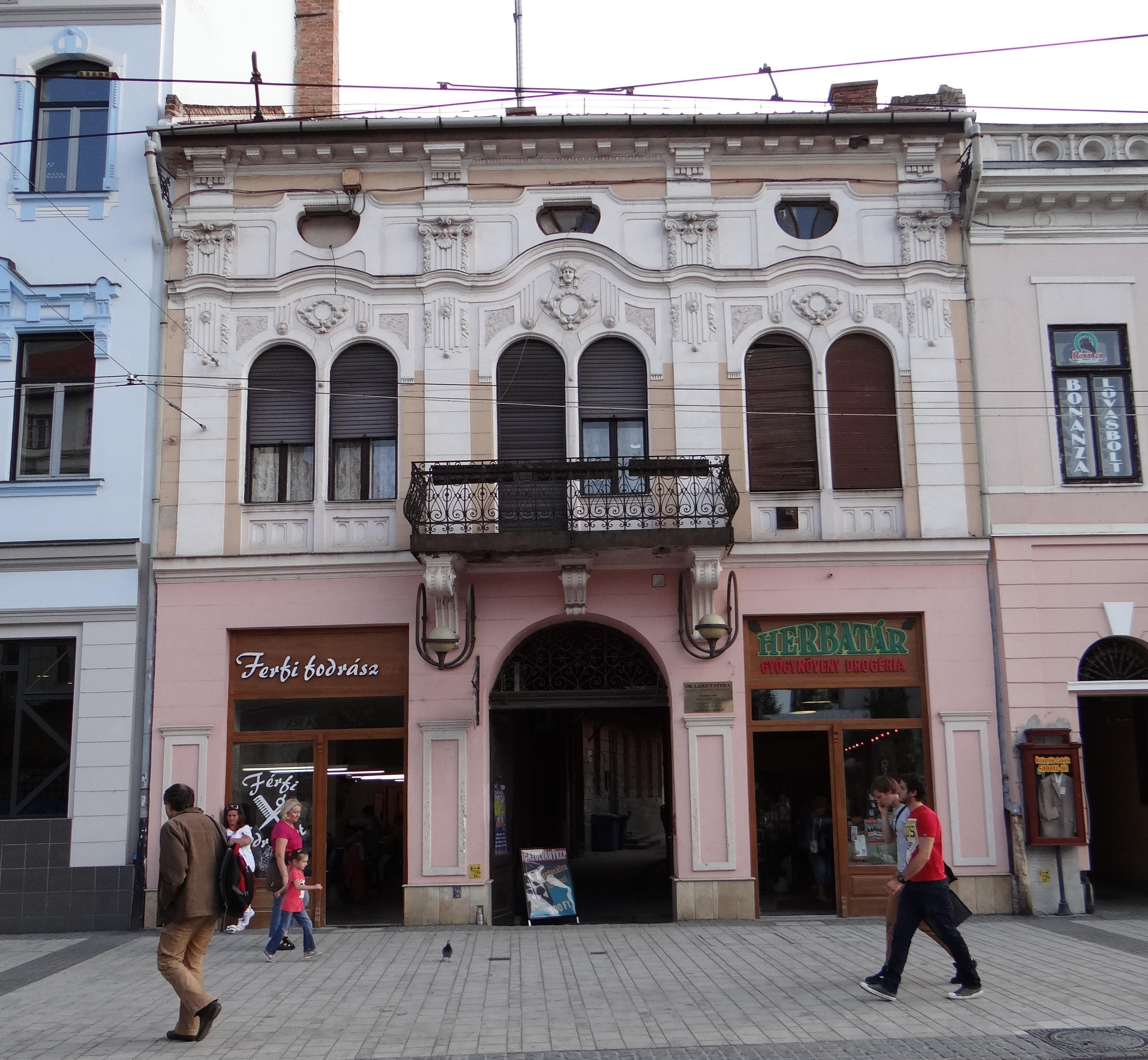
Bródi-ház (86. sz.)
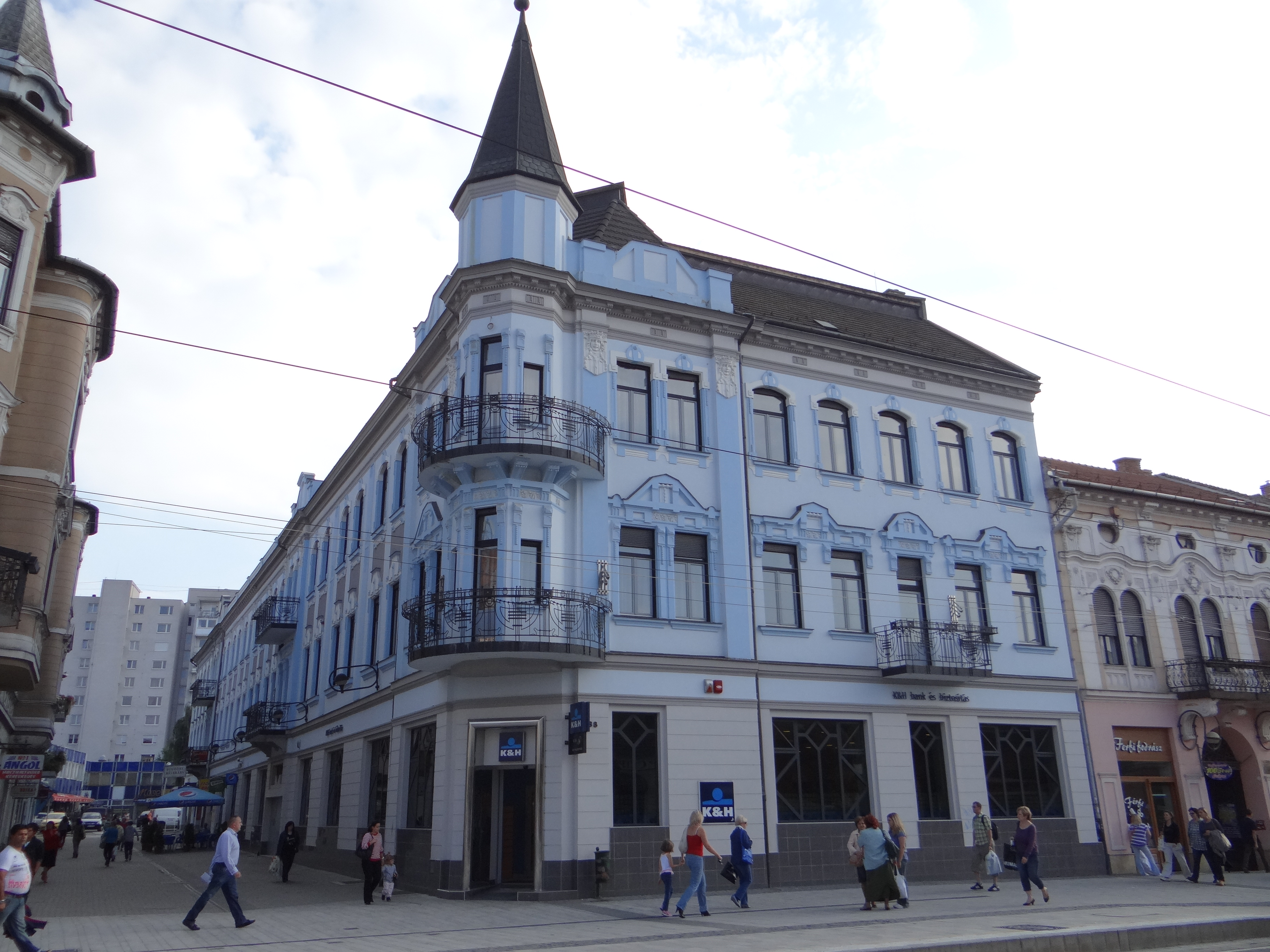
Neumann-palota (88. sz.)
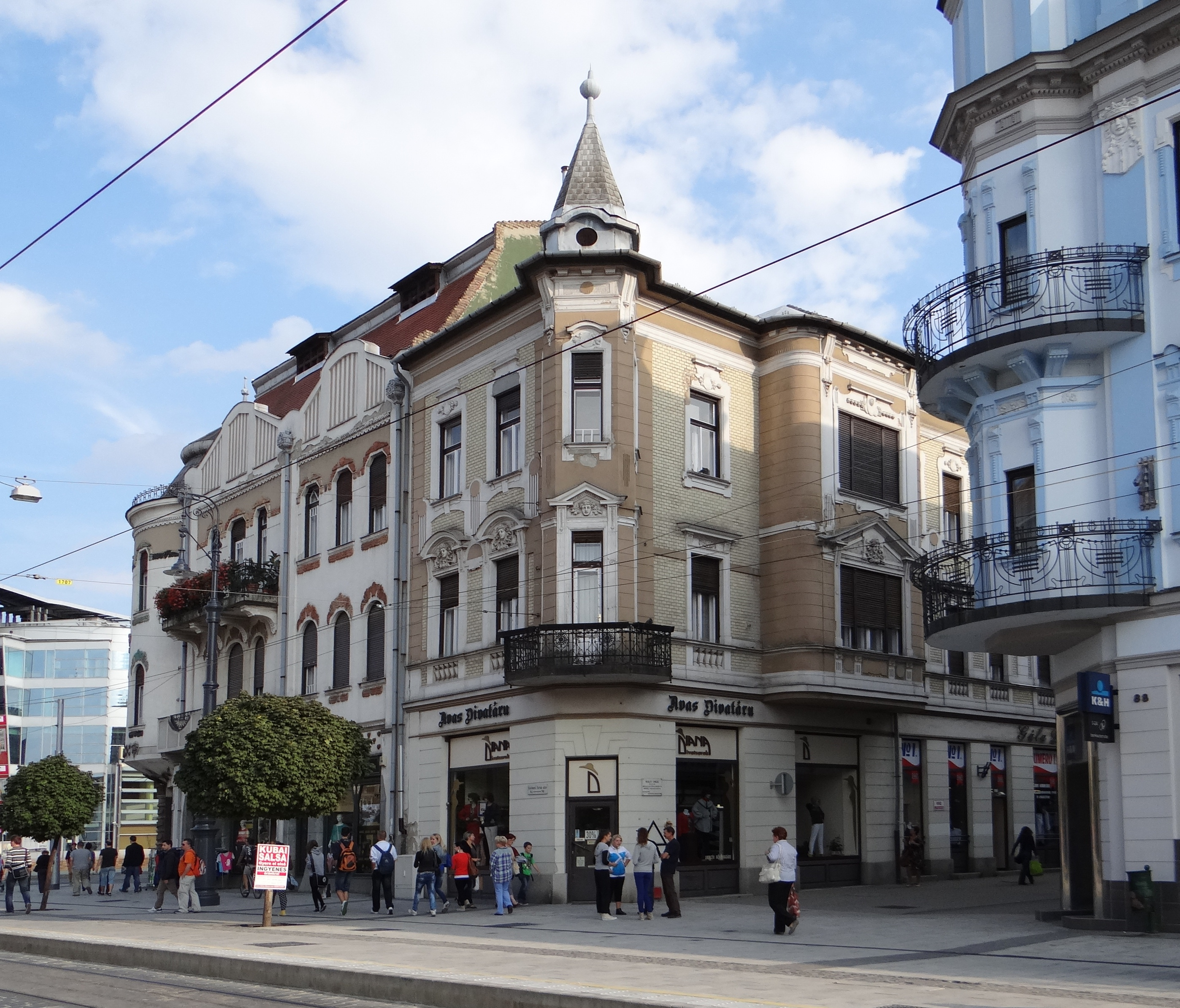
Lloyd-palota (Munkácsy utca 1.)
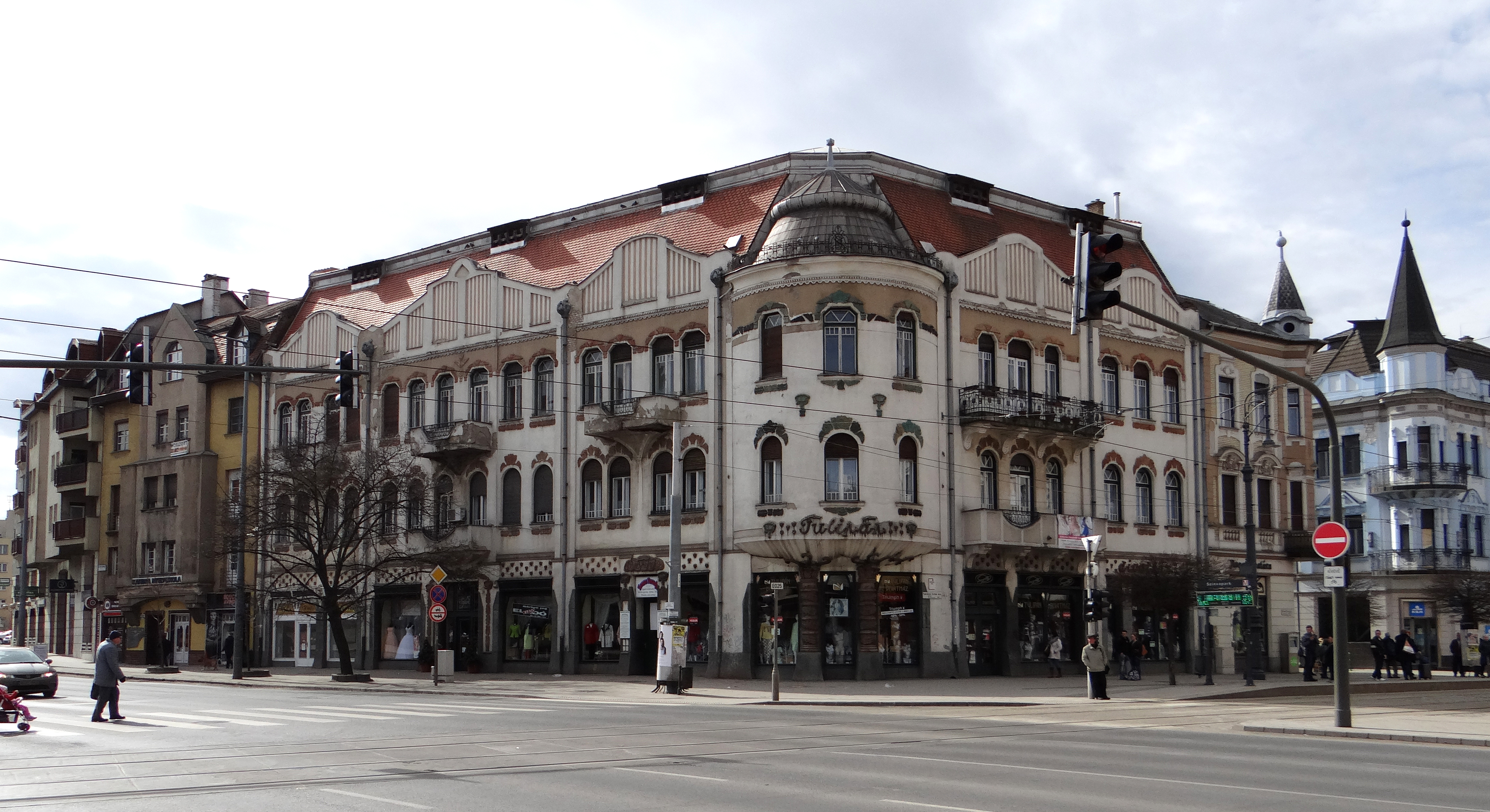
Singer-palota (90. sz.)

## Történelmi képek

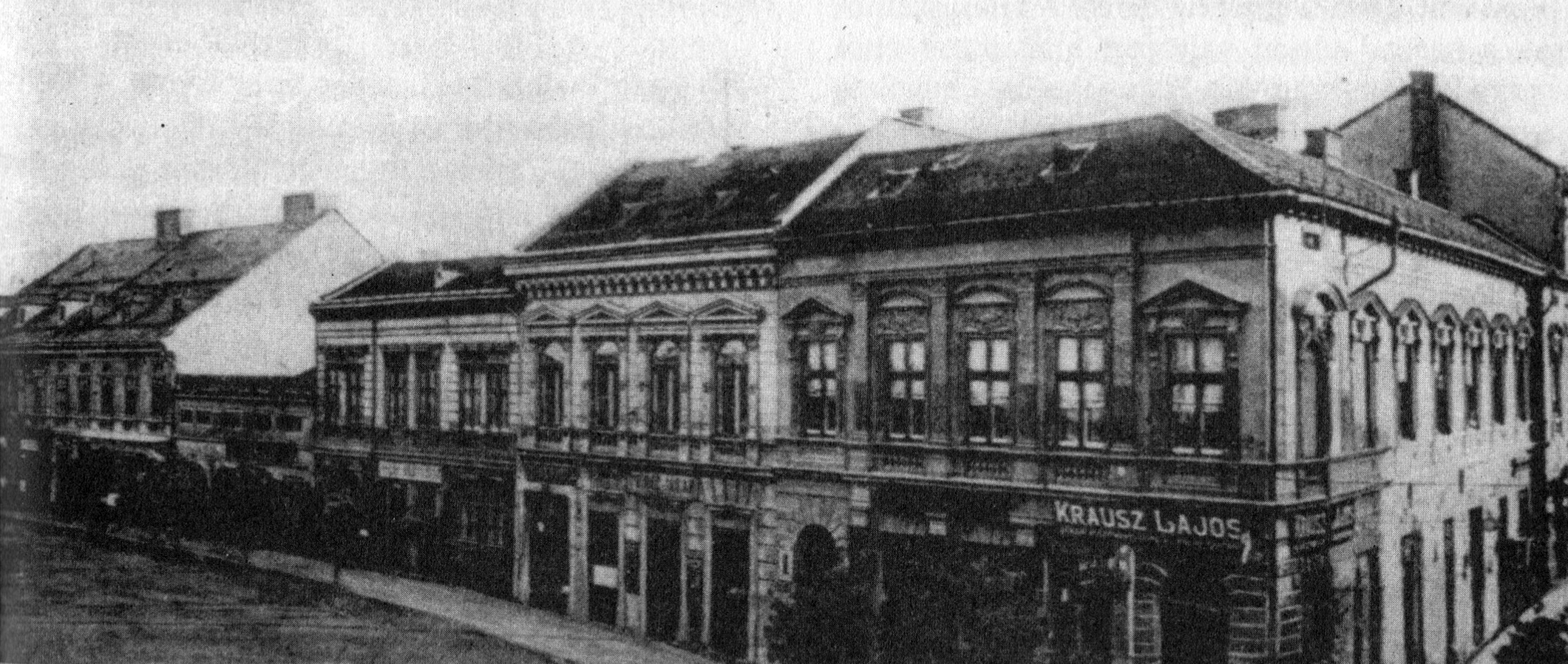
Látkép az Erzsébet tér sarkától délkeleti irányban (2., 4. stb. házszámok), 1898
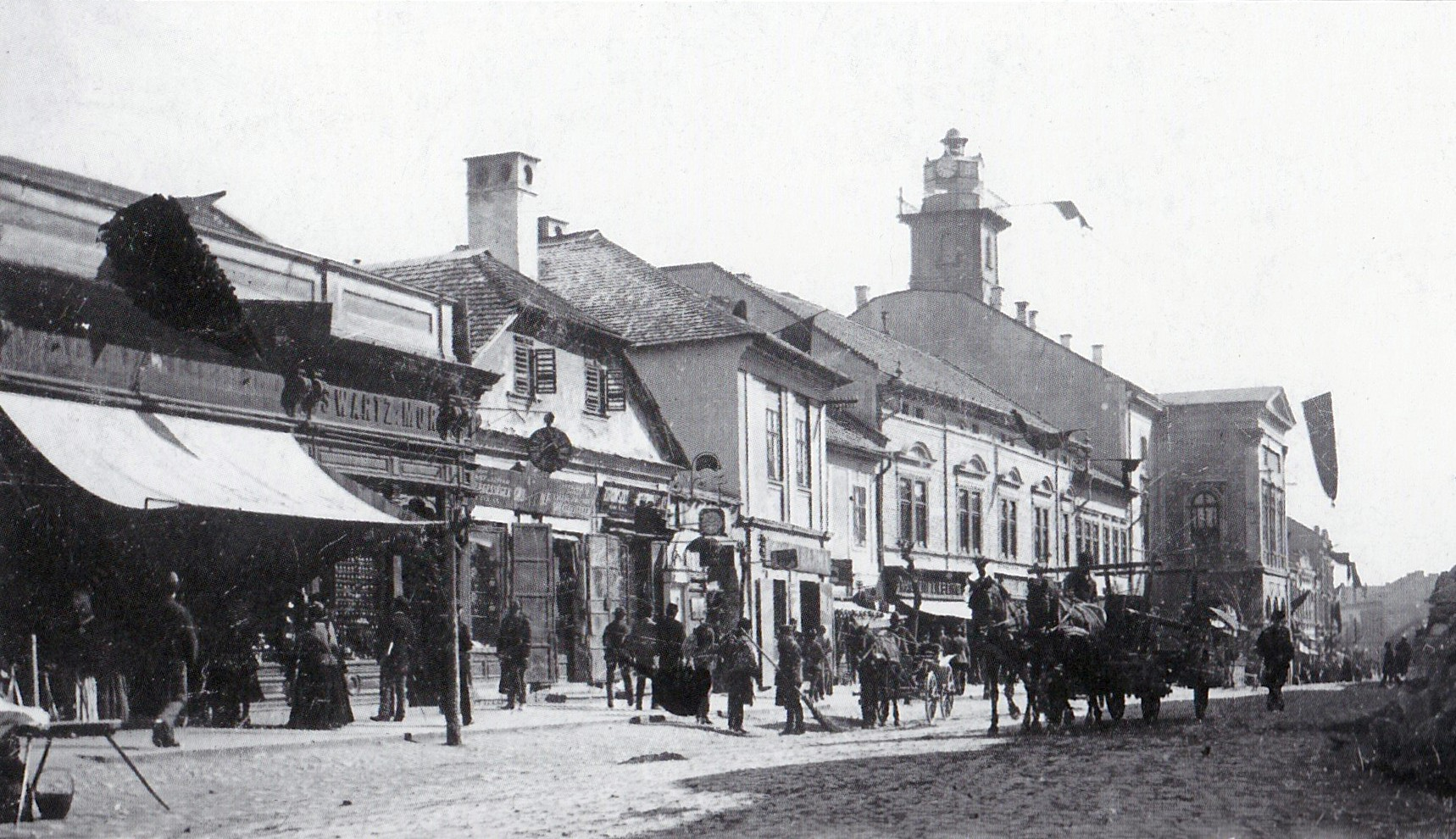
Látkép a régi 15., 17. stb. számú házakkal és a Színházzal (még a Weidlich-palota sem áll), 1900 előtt
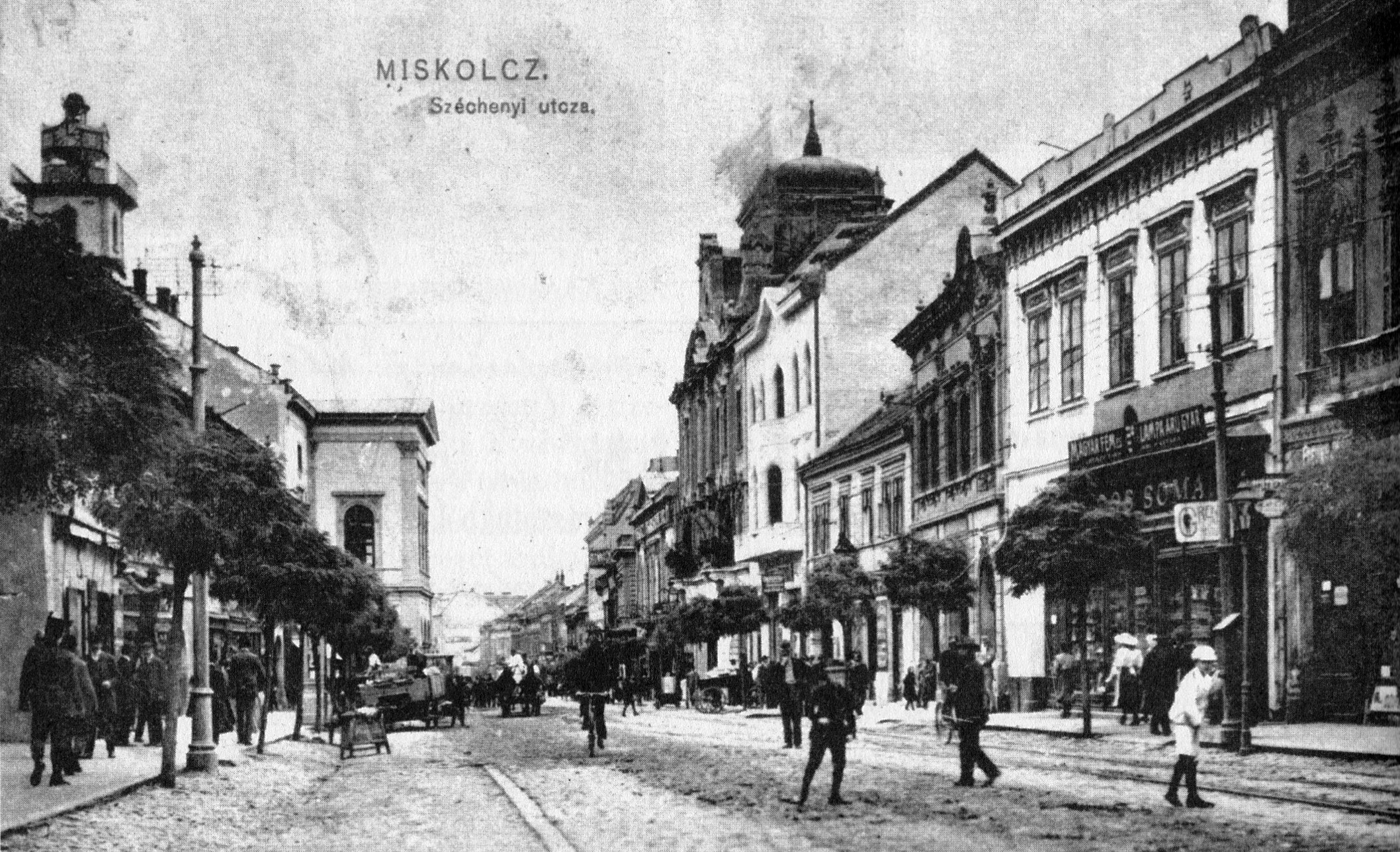
Látkép a déli oldal házairól, nyugatról fényképezve (16., 18. stb. házszámok), 1899
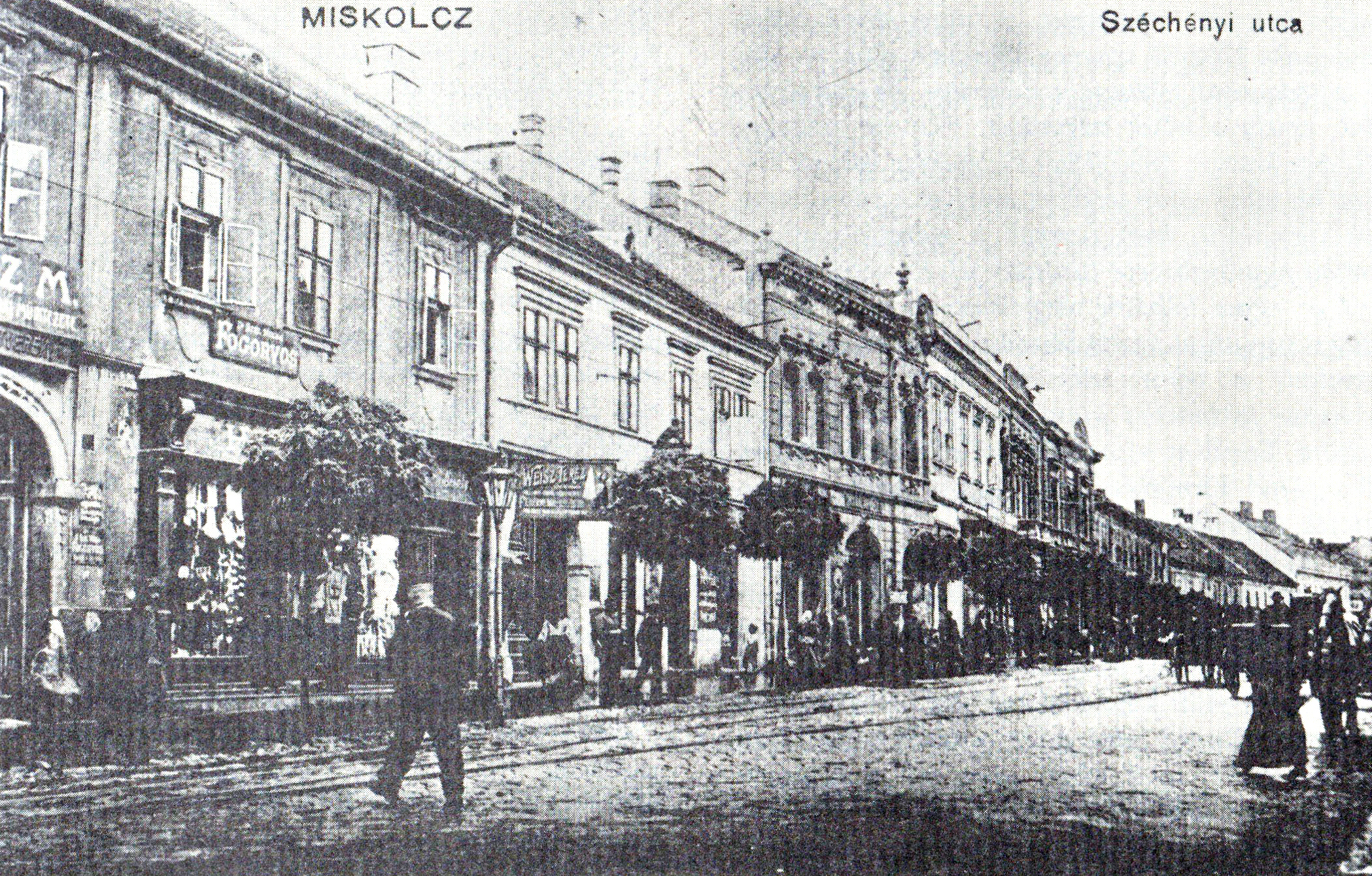
A 18–22. stb. számú házak északkeleti irányból fényképezve, 1899
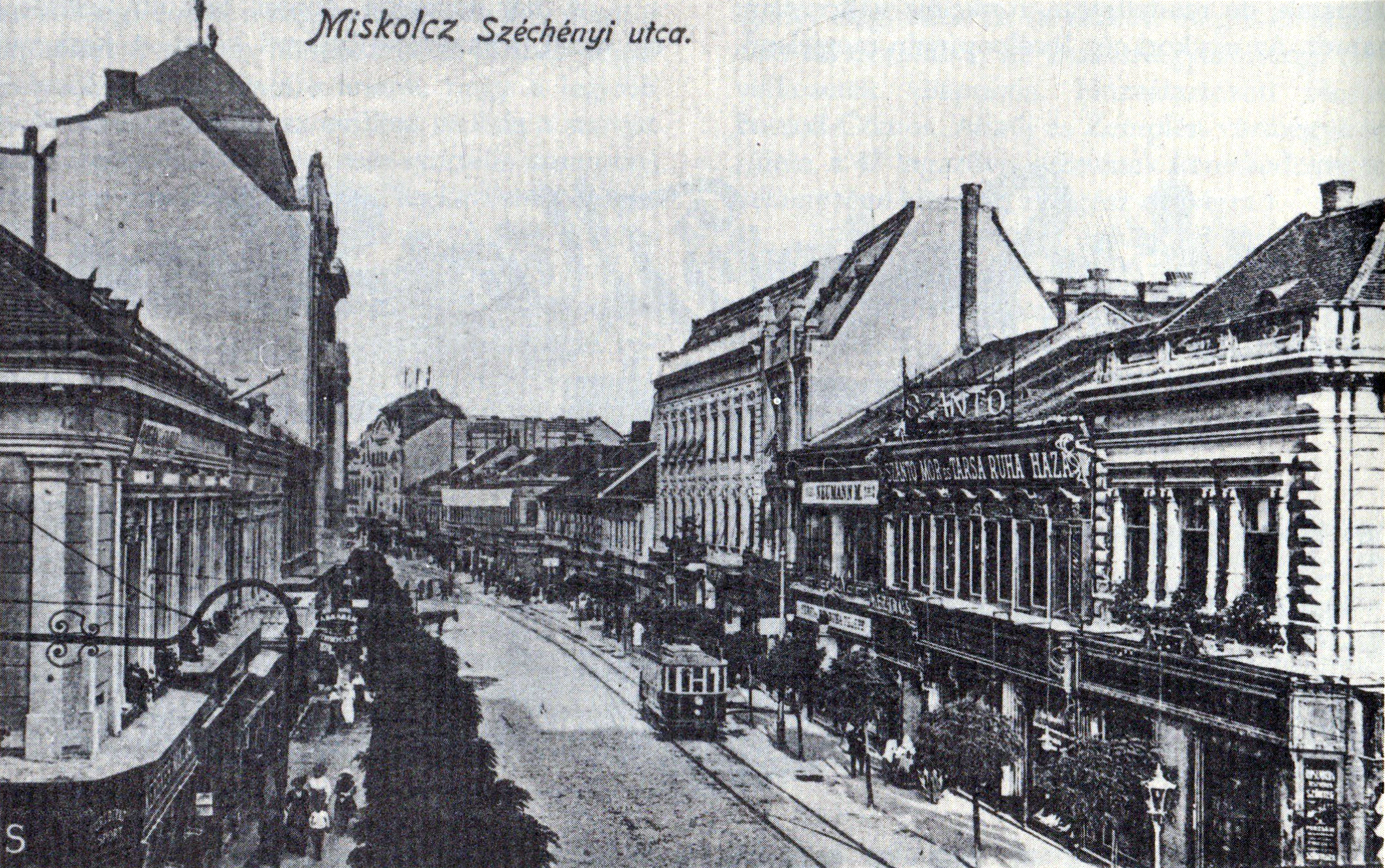
A 28–34. stb. házak a Színházból fényképezve, délkeleti irányban, 1902
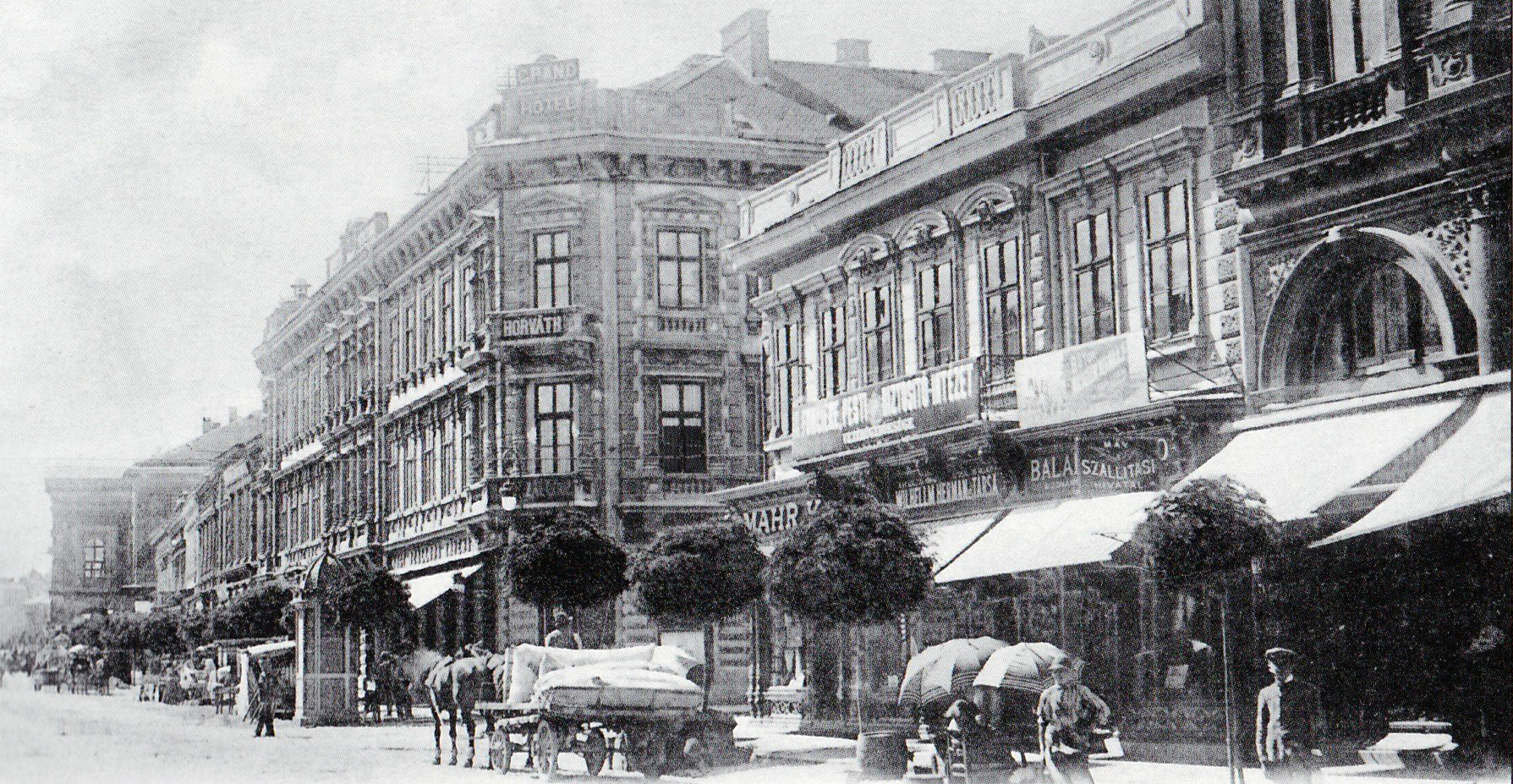
A későbbi Villanyrendőr környéke, 1900 körül
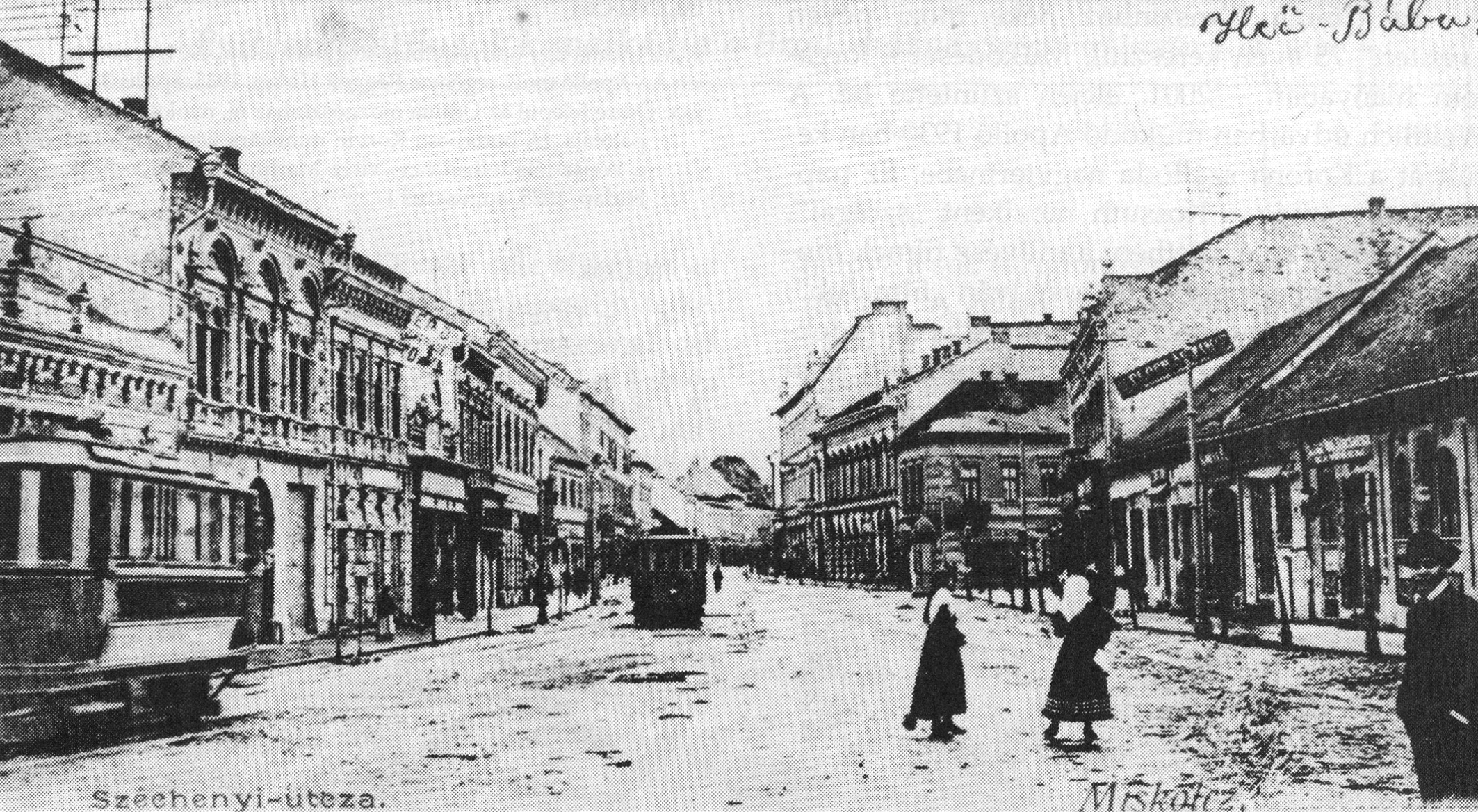
Látkép a Széchenyi utca alsó szakaszáról (115., 82–86. stb. házszámok), 1910
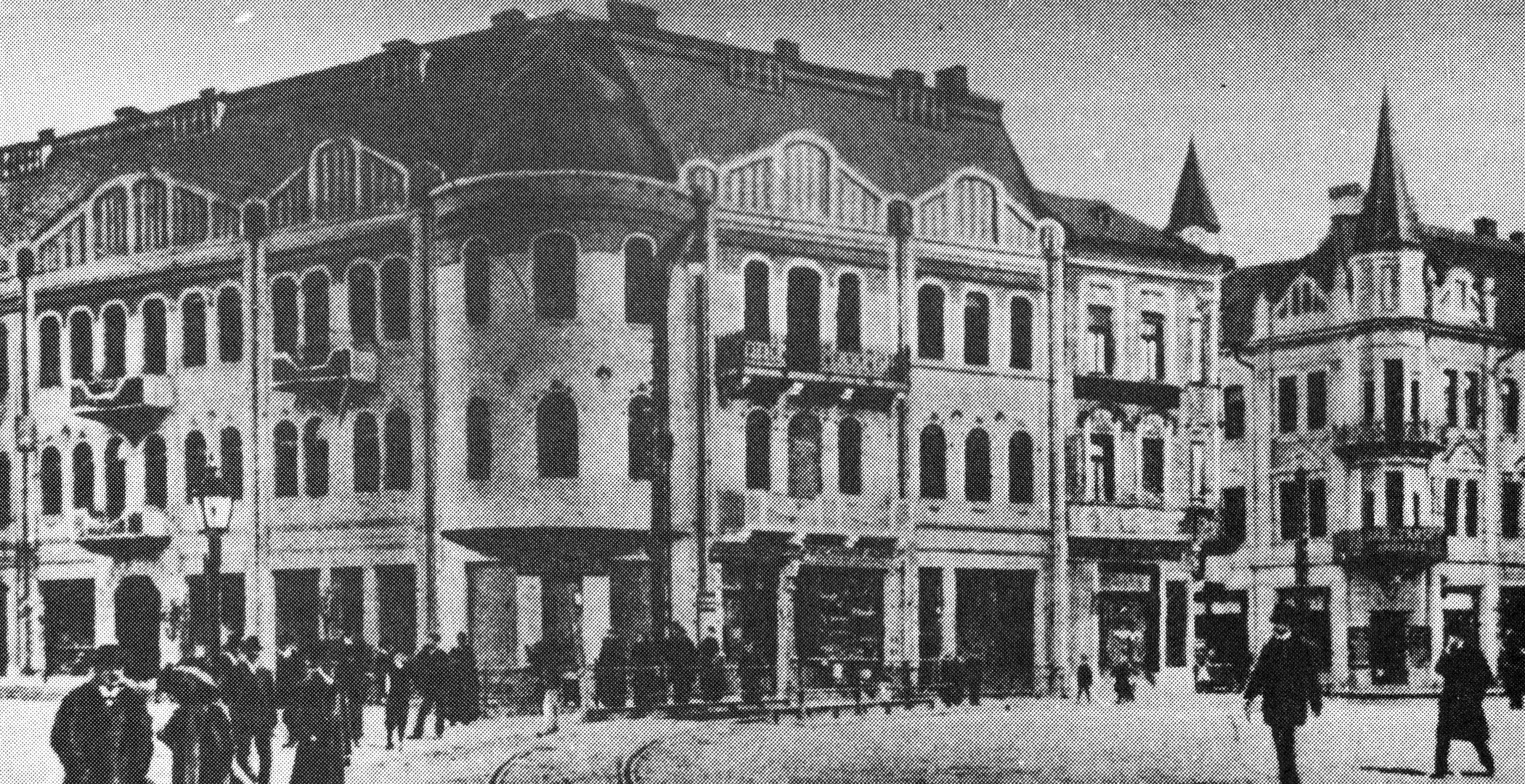
A Singer-palota és környéke, még látszik az egykori Ady-híd, 1911